# Empire néo-babylonien
Pour un article plus général, voir Babylone (civilisation).
Sauf précision contraire, les dates de cet article sont sous-entendues « avant l'ère commune », c'est-à-dire « avant Jésus-Christ ».
626 av. J.-C. – 539 av. J.-C.
Entités précédentes :
- Empire néo-assyrien

Entités suivantes :
- Empire achéménide

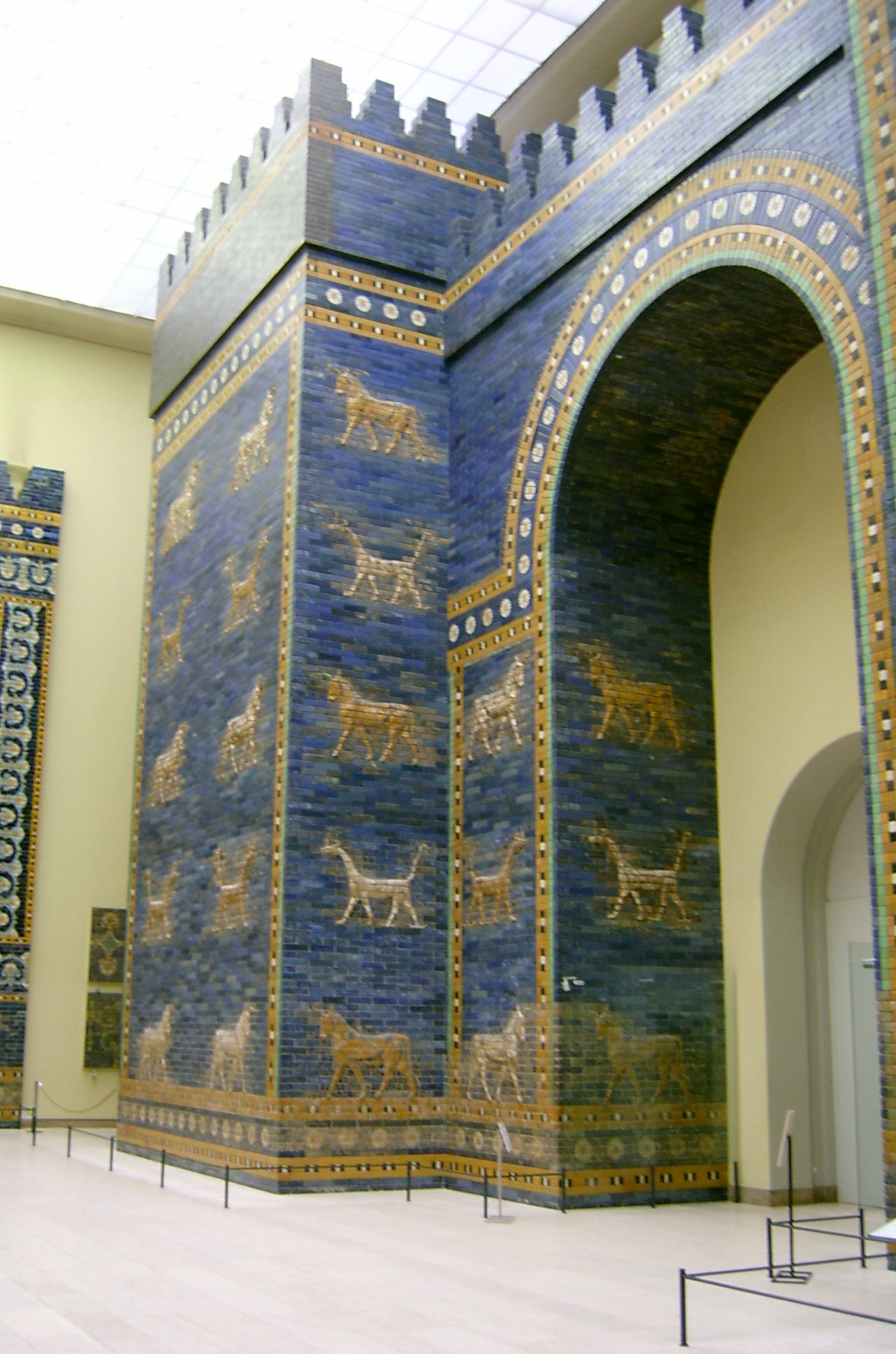
La Porte d'Ishtar de Babylone,, reconstituée au Pergamon Museum de Berlin.

L’Empire néo-babylonien (anciennement et parfois encore Empire chaldéen) correspond à une période de l'histoire du royaume de Babylone comprise entre 626 et 539 av. J.-C. Cette époque marque le sommet de la puissance babylonienne, qui constitue un véritable empire reprenant l'héritage de l'empire néo-assyrien après l'avoir abattu, et qui devient à partir de 600 av. J.-C. la puissance hégémonique du Moyen-Orient. Cette domination est brève, puisqu'elle est avant tout le fait de Nabopolassar et de son fils Nabuchodonosor II, et que le royaume s'écroule une vingtaine d'années après la mort de ce dernier, sous les coups du roi perse Cyrus II, le fondateur de l'Empire achéménide.
Cette période marque le retour de la prospérité économique en Babylonie, portée notamment par le développement de l'économie agricole, et par un dynamisme culturel important, sous les auspices des souverains. C'est durant cette période que Babylone devient une vaste cité disposant de plusieurs monuments passés à la postérité (ses murailles, ses palais, sa ziggurat, peut-être ses jardins suspendus). C'est également la période qui a laissé de l'empire babylonien l'image d'un empire conquérant brutal et immoral, par le biais des récits bibliques. Il s'agit d'une structure politique très centralisée, captant les richesses des territoires dominés au profit de son centre et plus spécifiquement de sa capitale, qui se préoccupe peu de mettre en place des structures administratives dans les provinces non-babyloniennes et encore moins de développer celles-ci.
Pour ce qui concerne les structures économiques et sociales, documentées par des milliers de tablettes cunéiformes, la Babylonie est marquée par l'importance des temples, qui en plus de leur rôle religieux sont de grands propriétaires fonciers, et sur celle d'une élite urbaine qui doit en général son statut à l'exercice de fonctions dans ces mêmes sanctuaires. Des familles d'« entrepreneurs » tirent profit de leurs liens avec l'administration royale et du développement des opportunités économiques pour s'enrichir. Les tendances de cette période se poursuivent après la fin de l'empire, durant les premières décennies de la domination perse, jusqu'à la répression d'une révolte au début du règne de Xerxès Ier, en 484 av. J.-C., qui marque un bouleversement majeur en affaiblissant considérablement les temples et une partie des élites urbaines.

## Définitions et contours
L'empire néo-babylonien est une entité politique qui naît en 626 lorsque Nabopolassar se proclame roi de Babylone, et dure 87/88 ans, jusqu'à sa chute en 539, date de la prise de Babylone par les troupes du roi perse Cyrus II et de la destitution du dernier roi babylonien, Nabonide,,. L'emploi du terme « dynastie » peut se justifier, puisque les trois premiers rois, Nabopolassar (626-605), Nabuchodonosor II (605-562) et Amel-Marduk (562-560), se succèdent de père en fils, le quatrième et le cinquième, Nériglissar (560-556) et Labashi-Marduk (556), père et fils, sont selon ce qui est généralement admis respectivement le gendre et le petit-fils de Nabuchodonosor. Seul le sixième et dernier, Nabonide (556-539), n'a pour autant que l'on sache aucun lien familial avec les autres.
Cet empire et la « dynastie » qui l'a dirigé ont aussi été désignés par le terme « chaldéen », notamment parce que la Bible désigne Nabuchodonosor II comme le « roi des Chaldéens » et que les termes « Chaldée » et « Chaldéens » soient souvent utilisés comme synonyme de « Babylonie » et « Babyloniens » par les auteurs bibliques et grecs. Au regard de la documentation cunéiforme, s'il y a effectivement un peuple chaldéen présent en Babylonie à cette période dont les chefs sont importants dans la vie politique et militaire (notamment dans la résistance à l'Assyrie), il n'y a aucun élément décisif qui démontre que les fondateurs de la dynastie en fassent partie, ce qui explique pourquoi la dénomination d'« empire chaldéen » soit devenue désuète. Selon P.-A. Beaulieu néanmoins, le fait que l'entourage des rois néo-babyloniens soit marqué par la présence de Chaldéens et aussi d'Araméens justifierait dans une certaine mesure de désigner leur empire comme « Chaldéo-araméen ».
Quoi qu'il en soit les spécialistes de la période ont souvent souligné les limites du découpage fait en fonction des seuls événements politiques, car il ne prend pas en considération les faits économiques et sociaux, et la documentation textuelle qui les éclaire. En effet, les archives cunéiformes couvrent une période plus large que la durée de l'empire néo-babylonien, en particulier puisqu'elles se prolongent durant les décennies suivant la conquête perse, jusqu'à la répression de la révolte qui secoue la région au début du règne du roi perse Xerxès Ier, en 484 qui conduit à d'importants changements. Les études historiques sur la période ont donc tendance à s'affranchir des bornes chronologiques politiques pour embrasser plus largement cette phase de presque 150 ans qui couvre l'empire néo-babylonien et déborde sur le début de la domination achéménide, constituant un « long sixième siècle » babylonien, de 626 à 484 av. J.-C. Cette période présente une certaine unité par ses aspects sociaux, économiques et culturels, caractérisés en particulier par les liens tissés entre les grands sanctuaires et les élites urbaines,. La culture matérielle semble aussi plaider en faveur d'un cadre chronologique plus large que les limites politiques pour comprendre la période.
En linguistique, la désignation « néo-babylonien » correspond à une phase de la langue babylonienne (elle-même une variante de l'akkadien) telle qu'elle est attestée dans les textes (ce qui ne veut pas dire qu'elle corresponde à la langue parlée au quotidien) aux contour chronologiques débattus et fluctuants : elle commence en 1000 av. J.-C., pour s'achever soit autour de 626/600 av. J.-C., auquel cas elle ne comprend pas l'empire du même nom, ou autour de 539 av. J.-C., auquel cas elle le comprend ; vient ensuite le « babylonien tardif (ou récent) », la dernière phase du babylonien, qui comprend ou non l'empire néo-babylonien selon la césure chronologique privilégiée. Certains isolent aussi une phase néo-babylonienne ancienne (Early Neo-Babylonian), d'environ 750 à 626, précédant celle de l'empire néo-babylonien. La majorité des spécialistes inclut la documentation archivale du « long sixième siècle » dans la phase du « babylonien tardif »,,,,,.

## Sources
À la différence des autres périodes de l'histoire du royaume babylonien, le souvenir de la période de l'empire néo-babylonien a été préservé dans les traditions extérieures, et c'est d'elle que Babylone tire son renom. Cette image est notamment forgée par les récits d'auteurs Grecs (Hérodote, Ctésias), quelques textes en araméen, et surtout la Bible hébraïque qui relate la conquête du royaume de Juda par les troupes babyloniennes et les déportations qui s'ensuivent, ouvrant la période de l'Exil, cruciale dans la formation du judaïsme. Si les Grecs ont plutôt associé Babylone à la démesure, la Bible en a laissé une image globalement négative, celle d'un empire brutal et oppresseur, immoral, qui s'est transmise au Judaïsme et au Christianisme. Quoi qu'il en soit il s'agit de nos jours de sources d'une importance mineure pour la connaissance de la période.
Il faut attendre la redécouverte des sites mésopotamiens par les archéologues à partir du milieu du XIXe siècle puis le déchiffrement des textes cunéiformes qui y sont exhumés pour reconstituer l'histoire de l'empire néo-babylonien de façon plus précise par des sources antiques. La documentation provient en grande partie de sites situés en Babylonie même : Uruk, Ur, Sippar, Borsippa, Nippur et Babylone. Cette dernière a fourni une documentation importante sur la période, mise au jour lors des fouilles accomplies par les équipes allemandes au début du XXe siècle, puis par d'autres équipes plus ponctuellement par la suite. Il s'agit d'une documentation architecturale de premier plan, puisque c'est le site le plus vaste de la Mésopotamie antique à avoir été exploré, même si une grande partie de sa surface reste encore inexplorée. Les fouilles de sites de Babylonie se sont surtout concentrées sur les secteurs monumentaux (palais, temples, parfois des portes et des sections de murailles), ont peu approché les espaces domestiques ; des prospections au sol ont apporté un éclairage sur les évolutions du peuplement.
Les fouilles archéologiques, régulières ou clandestines, ont livré des milliers de textes en écriture cunéiforme, majoritairement sous la forme de tablettes d'argiles, et en bien plus petit nombre sur pierre ou métal. Cette documentation constitue la principale source de connaissances sur la période. Elle peut se diviser en plusieurs catégories :
- Des inscriptions commémoratives écrites pour célébrer les accomplissements des rois néo-babyloniens. Elles font essentiellement référence à des travaux de construction, principalement dans des sanctuaires, et évoquent peu les victoires militaires. Ces textes commencent en général par une longue titulature royale, se poursuivent par la description des travaux, et se terminent par une prière finale envers une ou plusieurs divinités[24],[25],[26],[27].
- Des chroniques historiques écrites plus ou moins longtemps après les faits, résumant année par année des événements, majoritairement militaires, de façon concise. C'est la principale source sur les campagnes militaires, notamment au début de la période. En raison du caractère fragmentaire des textes et des lacunes, de nombreuses années ne sont pas couvertes par ces textes (notamment les années 12 à 43 du règne de Nabuchodonosor)[28],[29].
- Des textes littéraires de propagande royale ou plus généralement politique, connus par des sources postérieures, font référence à la période néo-babylonienne, en particulier au règne du très controversé Nabonide qui est diabolisé par plusieurs textes. Ils sont évidemment très biaisés mais n'en sont pas moins essentiel pour reconstituer le contexte politique et culturel de la période[30].
- Des documents d'archives, provenant de contextes institutionnels ou privés. En quantité, c'est un corpus considérable, de plus de 60 000 tablettes et fragments, dont moins d'un tiers a été publié. Ils couvrent le « long sixième siècle », de 626 à 484, et proviennent de nombreux sites (Babylone, Borsippa, Sippar, Dilbat, Isin, Kish, Kutha, Larsa, Nippur, Uruk, Ur, etc.). Peu de textes sont issus de l'administration royale, les archives les plus imposantes étant celles de deux temples : l'Ebabbar, temple du dieu-soleil Shamash à Sippar, évalué à plus de 35 000 tablettes et fragments ; l'Eanna, temple de la déesse Ishtar à Uruk, au moins 8 000 tablettes et fragments. Il s'agit majoritairement de documents de gestion administrative, mais on trouve aussi des textes juridiques et administratifs, ainsi que des textes littéraires, notamment d'une bibliothèque à Sippar. Les archives privées constituent des corpus moins volumineux : les archives de la famille Egibi de Babylone ont livré plus de 1 700 tablettes étalées sur toute la période, quelques autres familles sont connues par 100 à 400 tablettes, bien d'autres par seulement quelques dizaines de textes. Elles documentent surtout les affaires économiques et juridiques de familles de notables urbains liés aux sanctuaires[31],[32].

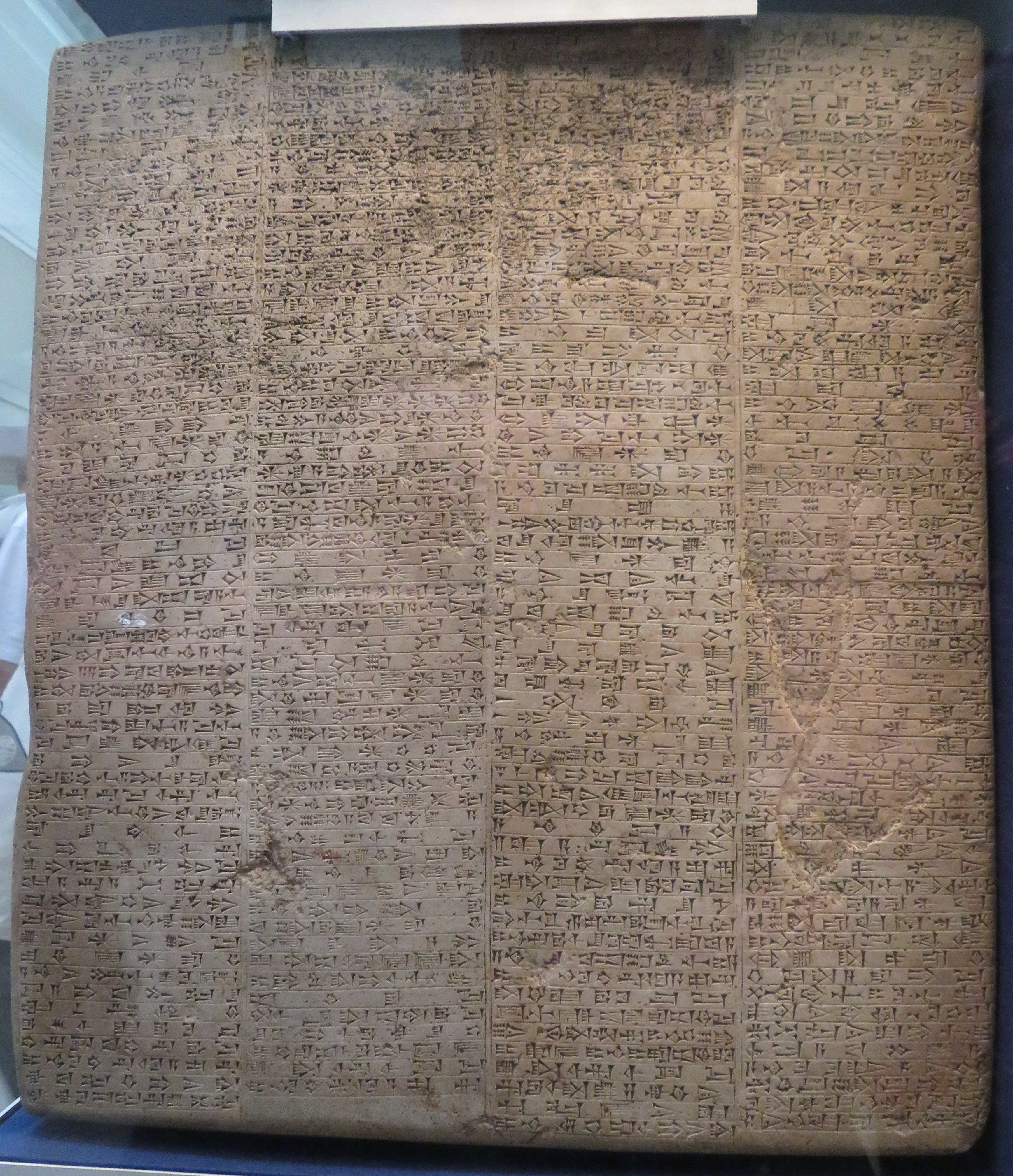
Inscription de Nabuchodonosor II de Babylone, surnommée « East India House Inscription », commémorant ses travaux à Babylone. British Museum.
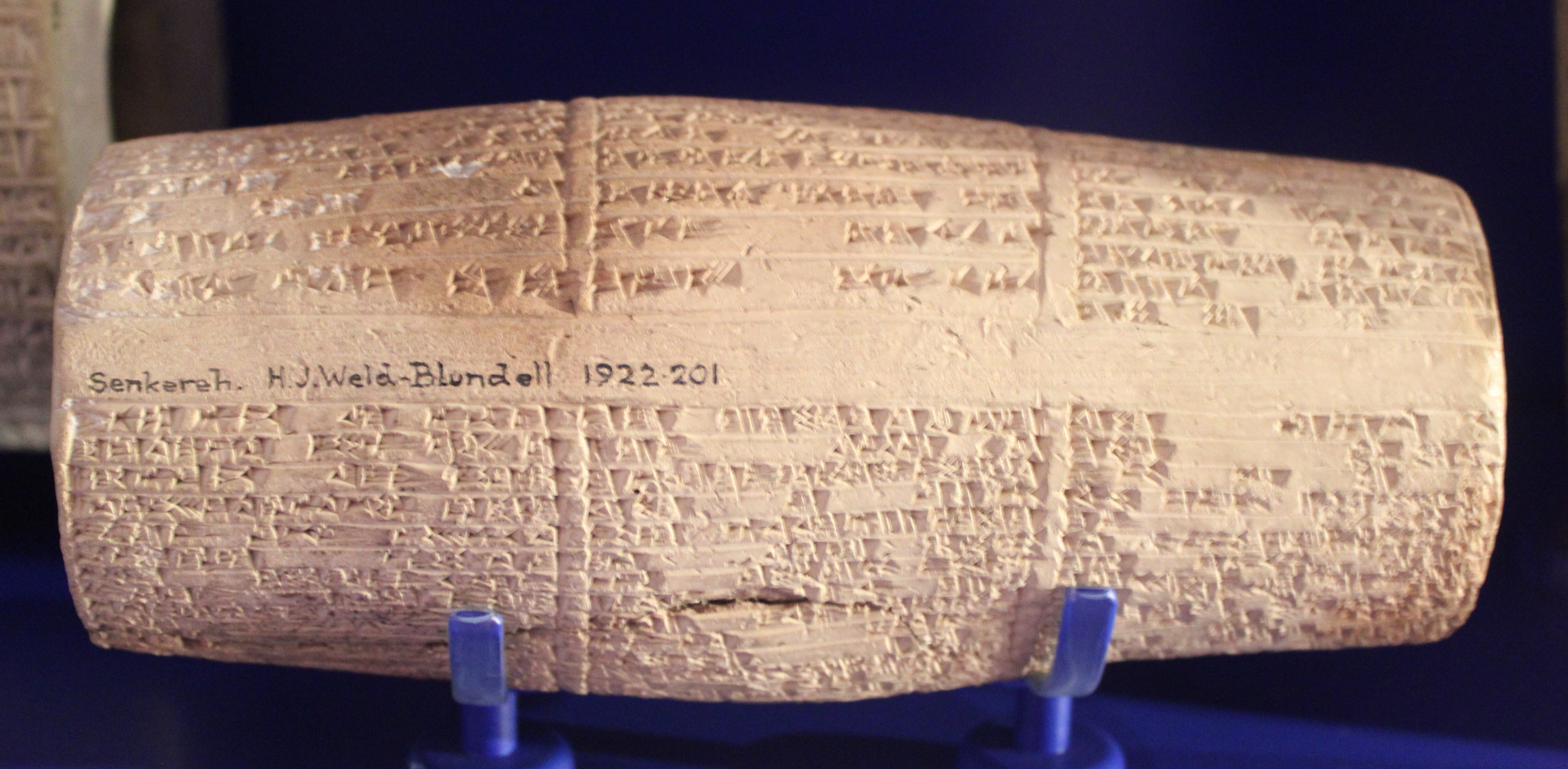
Cylindre en terre cuite de Nabonide commémorant la restauration de la ziggurat du dieu-soleil Shamash à Sippar (ou à Larsa ?). Ashmolean Museum.
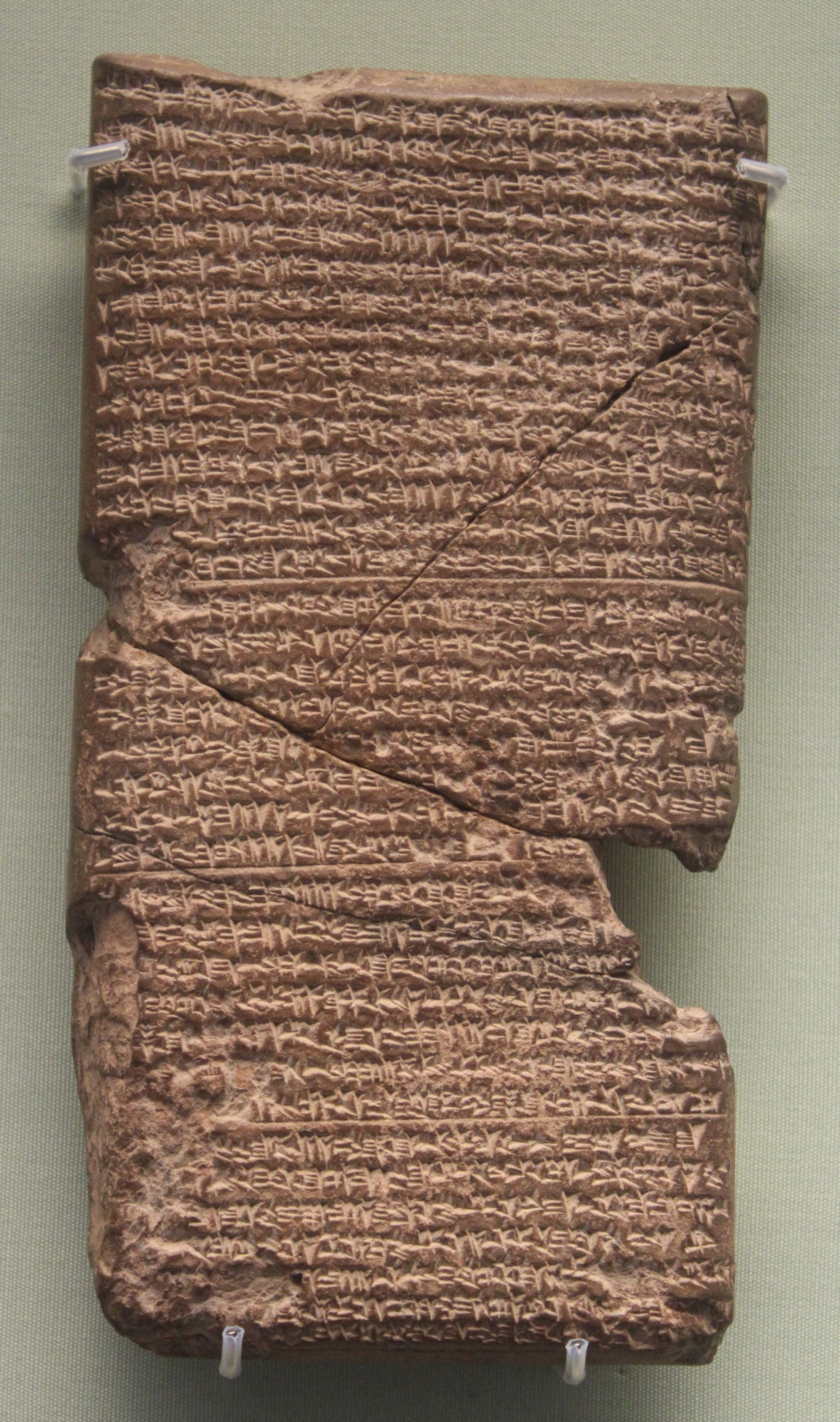
Chronique rapportant la chute de l'empire néo-assyrien (années 616/615 à 608/607). British Museum.
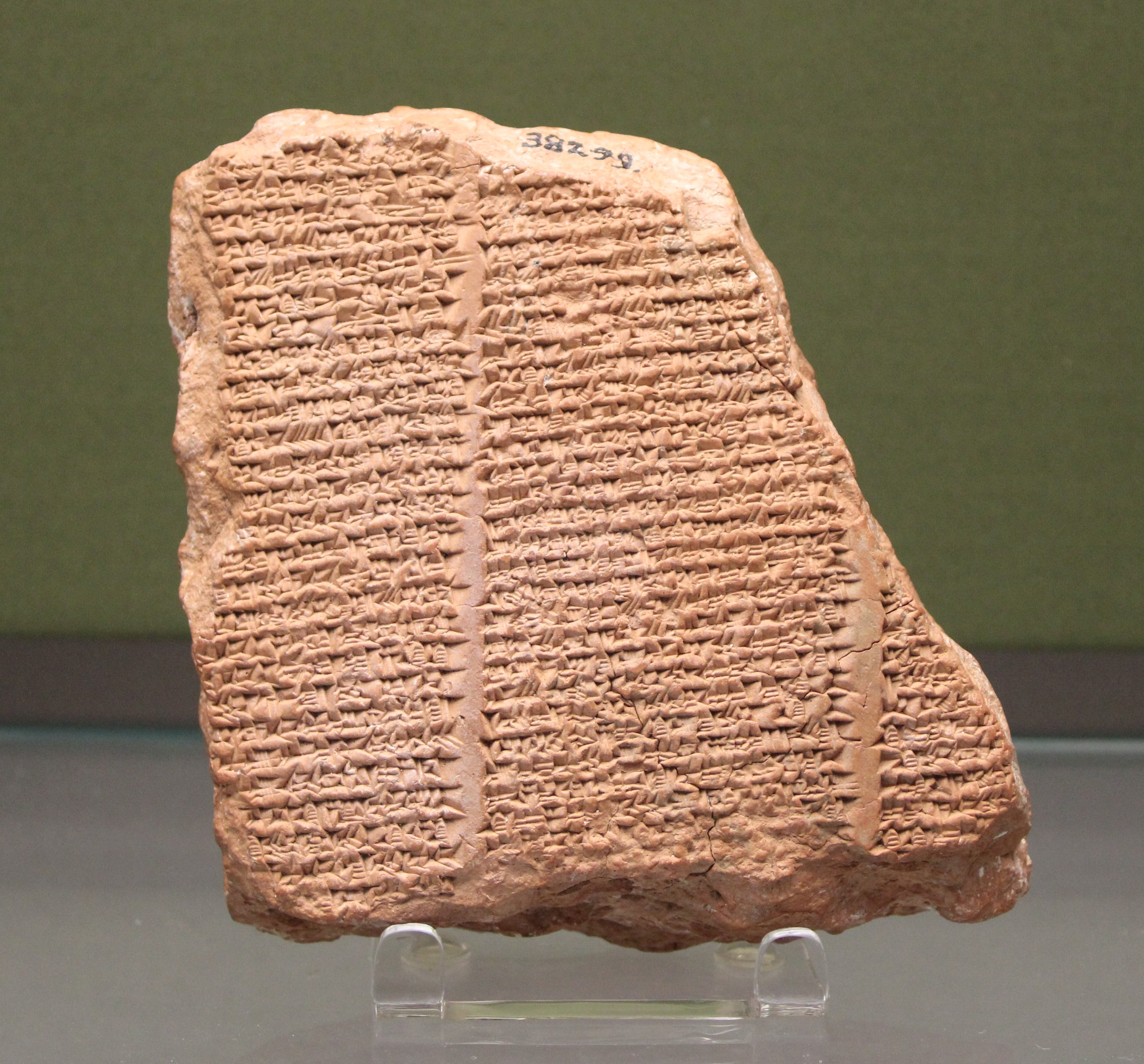
Fragment du Pamphlet contre Nabonide. British Museum.
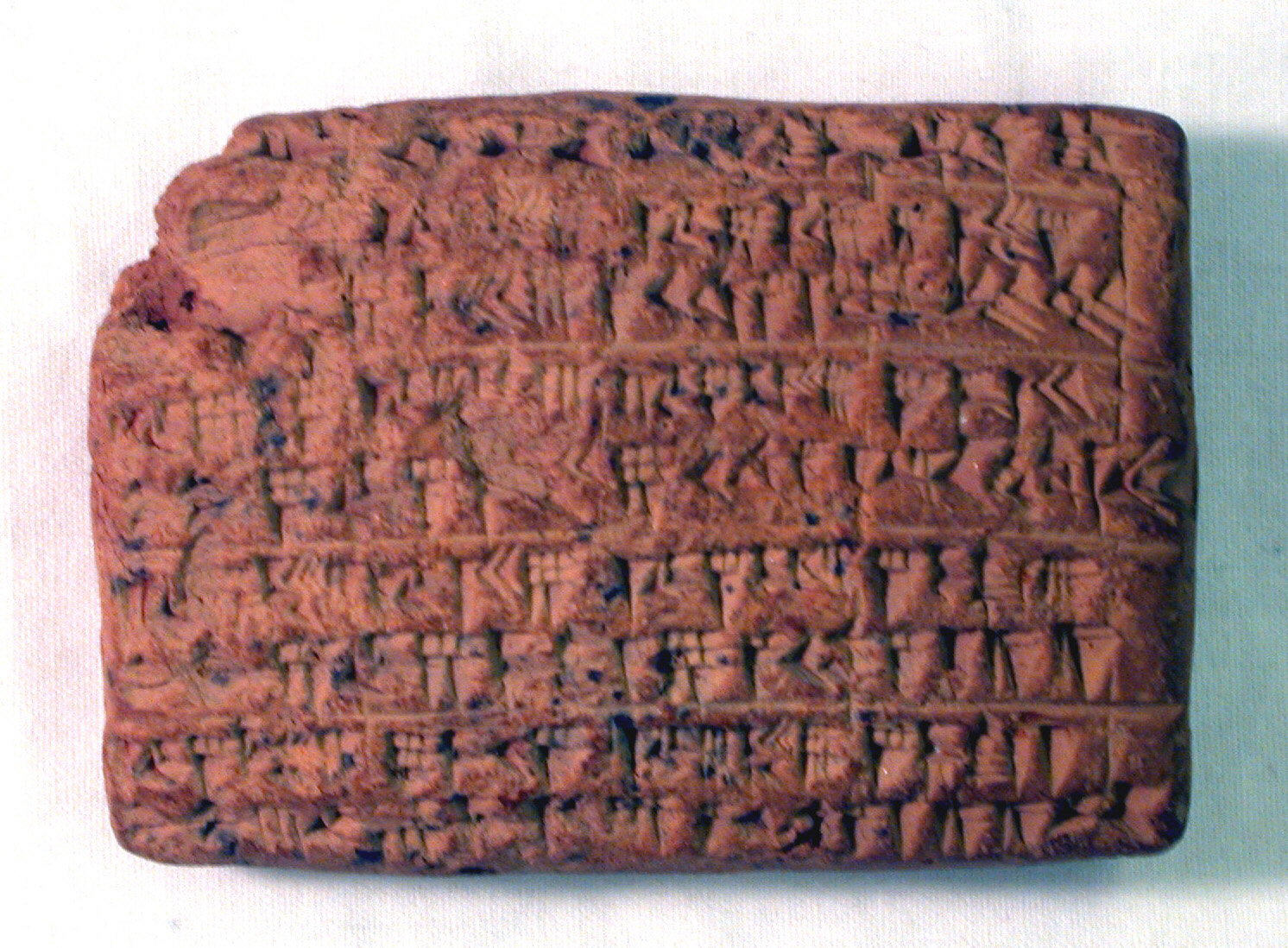
Tablette administrative provenant des archives de l'Ebabbar, le temple du dieu Shamash à Sippar : inventaire de bétail. Metropolitan Museum.

La documentation cunéiforme donne néanmoins une image partielle de la période, même du point de vue babylonien. C'est une époque durant laquelle l'écriture de l'alphabet araméen sur des matières périssables (parchemin ou papyrus) se diffuse et concurrence le cunéiforme ; cette documentation n'a pas été préservée. Cette évolution semble plus marquée dans le milieu de l'administration royale que dans celui des sanctuaires, ce qui pourrait expliquer pourquoi les seconds sont mieux connus que la première.

## Histoire politique et militaire

### Nabopolassar et la fondation de l'empire
Alors qu'Assurbanipal (669-630/627) avait porté à son apogée l'empire néo-assyrien, sa fin de règne semble voir un début de perte de stabilité. Son fils Assur-etil-ilani lui succède vers 630, mais aussitôt son frère Sîn-shar-ishkun, se révolte depuis la Babylonie. Au même moment surgit la figure de Nabopolassar, fondateur de l'empire néo-babylonien. Les origines de ce chef militaire sont mal établies : la position la plus acceptée est qu'il vient de la notabilité d'Uruk. Sîn-shar-ishkun défait Assur-etil-ilani et monte sur le trône assyrien. Nabopolassar profite de la situation pour s'emparer de la Babylonie, dont il est le maître vers 620/616 au moment où il commence à mener ses troupes plus vers le nord. C'est alors que Cyaxare, roi des Mèdes, s'allie avec le Babylonien pour détruire l'Assyrie, qui dispose de son côté de l'appui de l’Égypte. Les armées babyloniennes repoussent définitivement les Assyriens vers leur pays, tandis que les Mèdes attaquent au nord. Les grandes villes assyriennes tombent l'une après l'autre : Assur en 614, puis Kalkhu peu de temps après, et enfin la capitale Ninive en 612. La dernière poche de résistance assyrienne est éliminée à Harran en 609 malgré le secours d'une armée égyptienne,.

### Nabuchodonosor II
Nabuchodonosor se voit confier la conduite de l'inévitable affrontement contre l’Égypte pour la domination du Levant. En 605, ses troupes infligent une défaite à leur adversaire à Karkemish, puis dans la foulée une autre à Hamath. L'armée égyptienne perd alors pied au Levant mais les rois égyptiens restent influents dans la région par la suite, pour tenter de déstabiliser Babylone. C'est à ce moment que Nabopolassar meurt, obligeant son fils à rentrer à Babylone pour monter sur le trône. Ses premières années de règne sont couvertes par une chronique qui permet de connaître plusieurs de ses campagnes, qui concernent essentiellement les régions occidentales, où il reçoit la soumission et le tribut de nombreux rois, tout en écrasant ceux qui rejettent son autorité, souvent avec l'appui égyptien. Ainsi Ashkelon est détruite en 604, Tyr subit un long siège à l'issue duquel elle retourne sous domination babylonienne, et Juda qui fait face à un premier assaut en 598, puis un second en 587/6 se soldant par la fin du royaume, la destruction de Jérusalem et la déportation d'une grande partie de sa population vers la Babylonie, marquant le début de la période de l'Exil à Babylone évoquée dans la Bible. Au sortir de ces guerres, Nabuchodonosor est le premier roi à avoir imposé une domination babylonienne sur les territoires du Levant, et il a imposé son empire comme le successeur de celui des Assyriens dans la position hégémonique au Moyen-Orient,.
Les activités militaires du reste du règne de Nabuchodonosor, qui s'achève en 562, ne sont pas documentées, et il ne semble pas s'être préoccupé d'organiser sa domination sur les régions occidentales comme l'avaient fait les Assyriens. Ses inscriptions insistent surtout sur les chantiers qu'il entreprend en Babylonie dans la droite ligne de son père, en particulier à Babylone où il construit et restaure les murailles, des palais et des temples, en faisant une ville sans pareille. Il organise son empire de manière unilatérale, captant les richesses des pays soumis au profit de son centre,.

### Des successeurs contestés
Après le règne de Nabuchodonosor II, Babylone ne retrouve plus la stabilité politique, à cause de trop grands conflits au sommet du pouvoir. Le fils de Nabuchodonosor II, Amêl-Marduk ne règne que deux ans. Il est assassiné au cours d'une révolution de palais menée par Nériglissar. Ce dernier, issu de l'élite tribale araméenne, était un homme influent à la cour de Babylone. Ayant participé à des opérations militaires du temps de Nabuchodonosor II, il occupait la fonction de simmagir, était gouverneur d'une province à l'est, et était de plus le gendre de l'ancien roi. Il n'eut que peu de temps pour régner, probablement en raison de son âge avancé. Il mène cependant une campagne en Cilicie, et fait bâtir et restaurer quelques monuments à Babylone. À sa mort en 556, son jeune fils Labashi-Marduk, petit-fils de Nabuchodonosor II par sa mère, monte sur le trône. Il est assassiné quelques mois à peine après son intronisation, par des dignitaires de la cour,.

### Nabonide

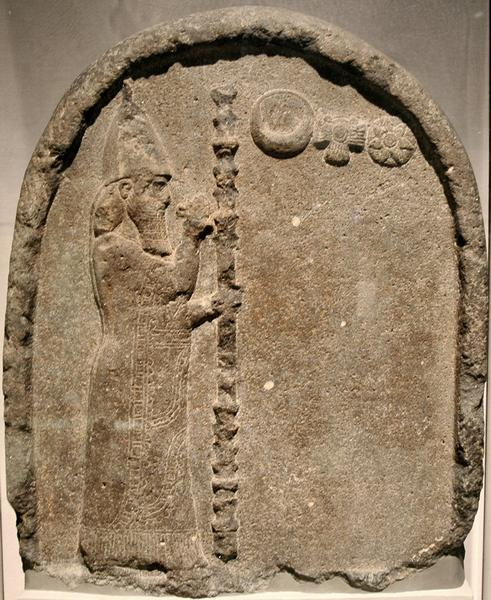
Stèle représentant Nabonide, devant des symboles divins. British Museum.

Les conspirateurs portent au pouvoir un certain Nabonide, haut dignitaire déjà âgé, qui a peut-être exercé des fonctions militaires, dont le fils aîné Bel-shar-usur, passé à la postérité sous son nom biblique Balthasar, est également un personnage important. Aucun lien entre leur famille et celles des anciens rois n'a été identifié. Le règne de Nabonide est abondamment documenté, par ses propres inscriptions qui sont plus détaillées que celles de ses prédécesseurs, mais aussi par ses détracteurs, parce qu'il a vite été perçu comme une personnalité controversée. À tout le moins les historiens lui reconnaissent un profil très atypique qui dénote une personnalité originale. Le début de son règne est marqué par une campagne militaire victorieuse en Cilicie, la restauration de sanctuaires en Babylonie et la volonté de consolider l'emprise royale sur leur administration. Se remarque un souci plus poussé encore que chez ses prédécesseurs pour le passé de la Babylonie, puisqu'il va jusqu'à remettre au goût du jour une pratique disparue depuis près d'un millénaire qui consistait à placer une princesse comme grande prêtre du dieu-lune Sîn à Ur. Plus généralement ce roi semble porter une forte dévotion à cette divinité, qu'il pourrait avoir cherché à élever à la position de principale divinité du panthéon, ce qui aurait froissé le clergé de Marduk,.
En 553 il entreprend une campagne militaire en Arabie du nord-ouest, où il soumet plusieurs cités où il reste une dizaine d'années, résidant dans plusieurs d'entre elles, et principalement à Tayma. Les raisons derrière cela restent obscures : cela pourrait être lié à des tensions politiques en Babylonie, ou bien simplement s'inscrire dans une politique d'expansion visant une région en plein essor grâce au commerce caravanier,. Pendant ce temps, la Babylonie est dirigée par le prince héritier Bel-shar-usur, en qualité de régent. La situation géopolitique du Moyen-Orient est bouleversée vers 550 quand le Perse Cyrus II renverse le royaume des Mèdes. En 547/6 il soumet une autre puissance majeure, la Lydie. Il constitue donc une menace pour Babylone. Cela explique peut-être le retour de Nabonide en Babylonie en 543. Il entreprend des mouvements de personnel dans certains temples, et restaure le sanctuaire du dieu-lune Sîn à Harran, en Haute Mésopotamie. En 540/539, le conflit avec la Perse éclate dans des circonstances indéterminées,.

### La chute de Babylone
Malgré les précautions de Nabonide, qui prépare la défense du royaume en prévision de l'assaut, le conflit qui se déclare en 540/539 est une affaire vite réglée. L'armée babylonienne est battue à Opis, Sippar se rend aux Perses qui réussissent ensuite à prendre Babylone sans longs combats grâce à un raid conduit par Ugbaru/Gobryas qui s'empare des points stratégiques de la ville. Le prince héritier Bel-shar-usur est apparemment tué dans ces affrontements, tandis que Nabonide est capturé puis peut-être exilé dans une province de l'est de l'Empire perse. En 539, Cyrus s'empare donc en quelque temps de tout l'empire babylonien, et étend sa domination sur la Mésopotamie et le Levant,.

### La mise en place de la domination perse
La transition avec le pouvoir perse semble se faire plutôt facilement : Babylone devient une résidence royale, elle est la capitale d'une grande province correspondant peu ou prou à l'empire néo-babylonien, le clergé de l'Esagil élabore un ensemble d'explications théologiques légitimant le renversement de Nabonide, les élites urbaines restent en place et tissent des liens avec les nouveaux détenteurs du pouvoir. Mais d'autres changements se dessinent de la part des rois perses. Ce n'est pas la première fois que Babylone est dominée par une dynastie d'origine étrangère, mais c'est la première fois qu'une de celles-ci ne cherche pas à se fondre dans les traditions babyloniennes. Certes les premières inscriptions de Cyrus II, dont son fameux cylindre, reprennent les codes de l'idéologie royale babylonienne. Mais après cela ni lui ni ses successeurs, bien qu'ils continuent de reprendre le titre de roi de Babylone, ne poursuivent dans cette voie, ce qui se voit en particulier dans le fait qu'ils ne poursuivent pas le patronage des temples qui incombait jusqu'alors aux rois babyloniens.

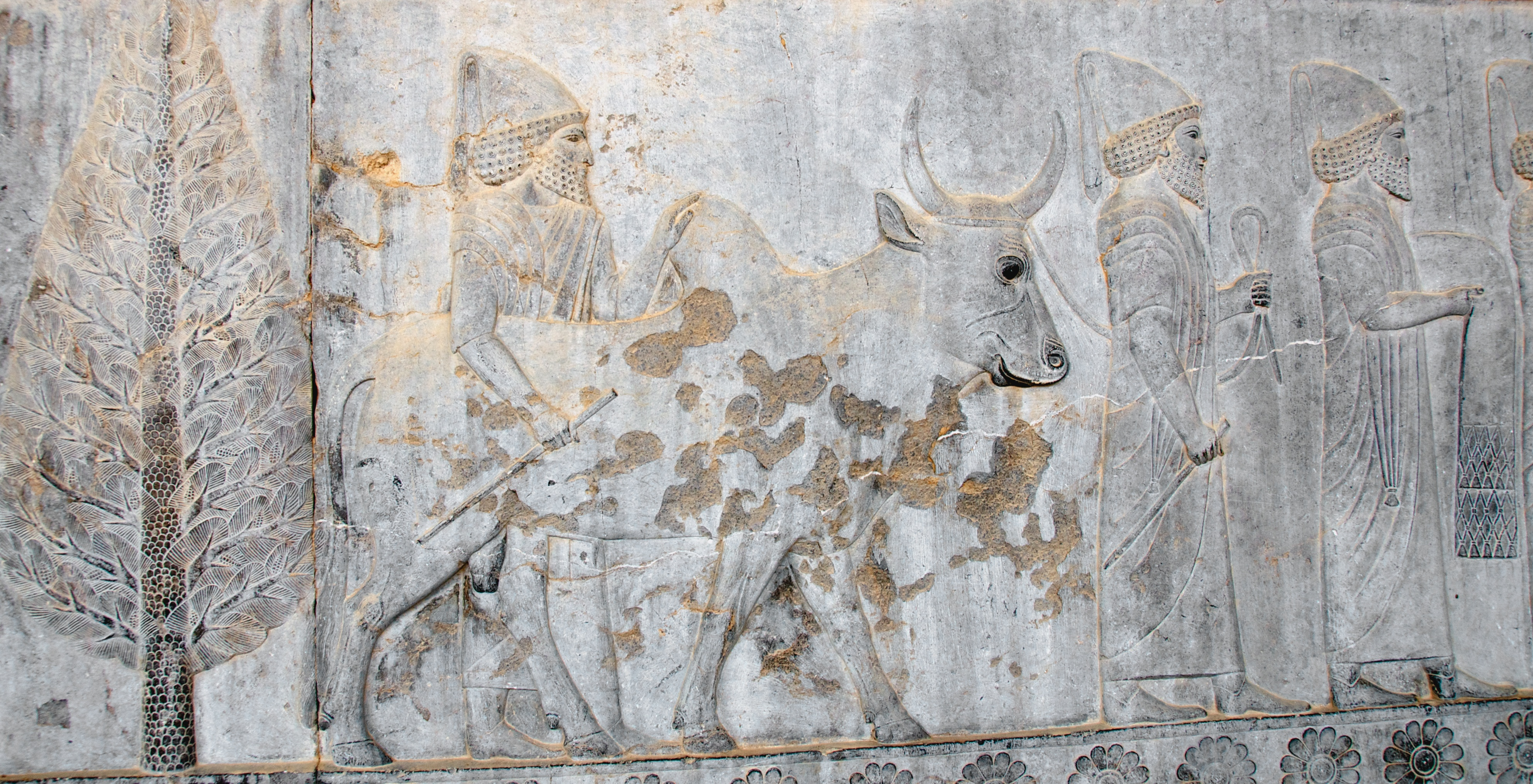
La délégation des porteurs de tribut babyloniens sur l'escalier de l'Apadana de Persépolis, règne de Darius Ier.

La situation évolue sur la période 522-480, encadrée par deux vagues de révoltes qui entrainent un durcissement de la domination perse et un renouvellement de l'élite babylonienne. Les premières révoltes s'inscrivent dans les troubles ébranlant l'empire perse lors du coup d’État de Darius Ier en 522-521. En Babylonie, deux prétendants émergent, qui se proclament successivement rois de Babylone sous le nom de Nabuchodonosor (III et IV), mais sont rapidement vaincus et exécutés avec leurs soutiens. Le règne de Darius est marqué par diverses réformes, notamment dans le domaine fiscal, qui ont pu aggraver le poids des prélèvements effectués en Babylonie et générer du mécontentement. En tout cas une révolte secoue la région au début du règne de son fils Xerxès Ier, en 484. Deux chefs prennent la direction de la révolte : Bel-shimanni au sud et Shamash-eriba au nord, le second éliminant le premier. Les troupes perses parviennent rapidement à vaincre les insurgés. La suite des événements est mal connue (une nouvelle révolte se produit peut-être en 479), en tout cas le rétablissement de la domination perse se fait manifestement de façon brutale. La plupart des fonds d'archives s'arrêtent à ce moment, ce qui semble indiquer que les familles de l'élite urbaine font l'objet d'une purge en raison de leur collusion avec le soulèvement. Les bouleversements affectent aussi les temples, au moins par ricochet. Plus largement, cette période voit le démantèlement de ce qui restait des structures politiques et sociales néo-babyloniennes, marquant la fin du « long sixième siècle » babylonien,.
Après cela, la Babylonie n'est plus un foyer de révolte et perd en importance politique. Vers la fin de son règne, Xerxès abandonne le titre de roi de Babylone, et ses successeurs ne le reprennent pas, tandis que la province de Babylone est scindée, ce qui indique que le statut de la cité a périclité. Les ressources de la Babylonie, notamment ses domaines agricoles, sont fermement tenues par l'élite perse, qui ont l'appui des nouvelles familles de notables urbains comme les Murashu de Nippur, et à l'image d'Uruk les cités babyloniennes ont tendance à devenir plus autonomes culturellement et à se replier sur leur horizon local,.

## Organisation de l'empire

### L'idéologie royale

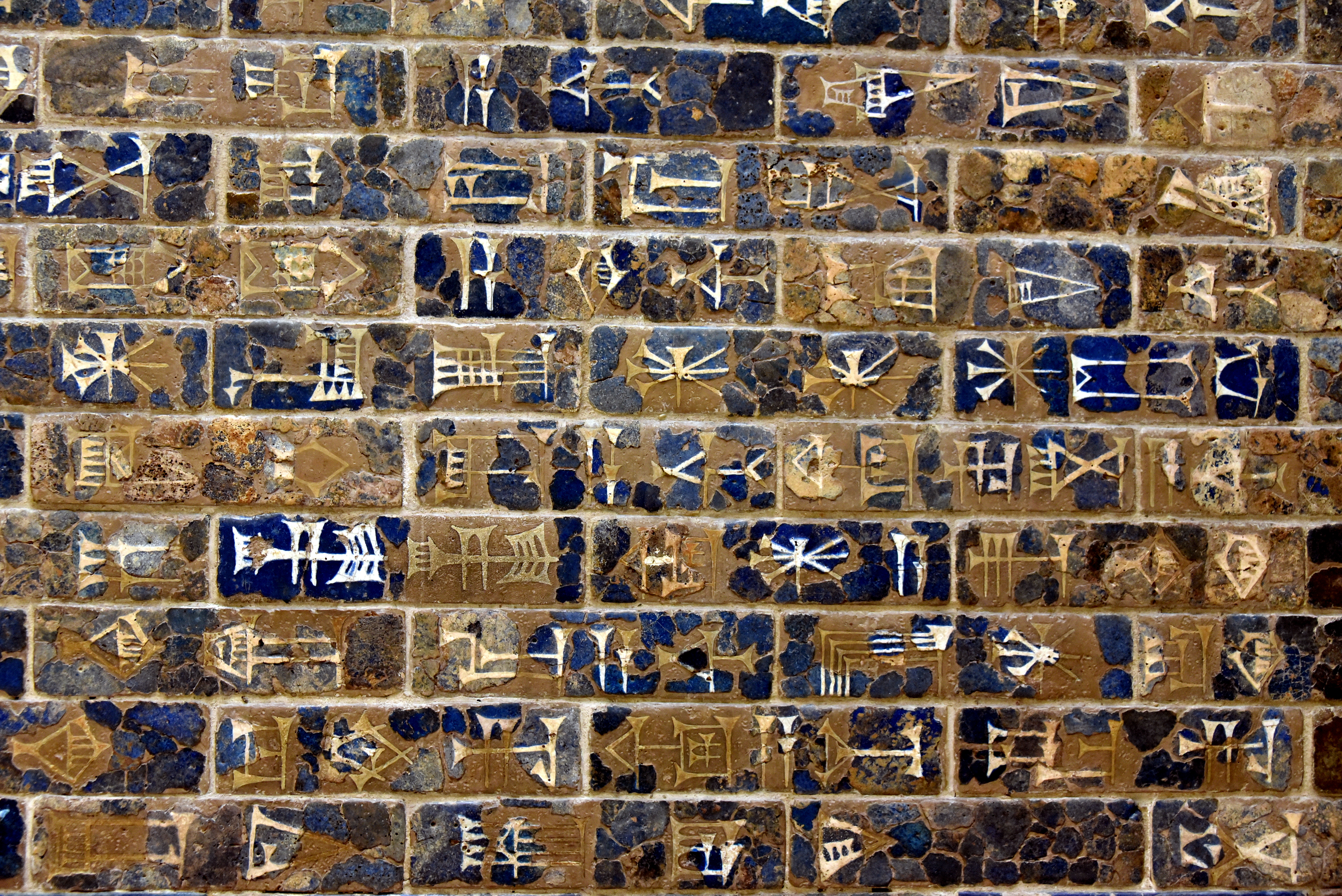
Détail d'une inscription commémorative de Nabuchodonosor II sur la porte d'Ishtar de Babylone, dans une graphie archaïsante. Pergamon Museum.

Au sommet de l'édifice impérial se trouve le roi, élu des dieux. Suivant les conceptions de l'époque, ils l'ont non seulement promu à ce statut, mais ils l'ont également élevé depuis son enfance et façonné pour qu'il accomplisse cette tâche. Ils attendent en retour qu'il fasse en sorte que leur culte se déroule conformément aux traditions, que leurs temples soient restaurés, et plus généralement qu'il assure la prospérité du pays et de ses habitants. Les rois néo-babyloniens se présentent comme les « pourvoyeurs de l'Esagil et de l'Ezida », c'est-à-dire respectivement le temple du dieu « national » Marduk à Babylone et celui du dieu Nabû dans la cité voisine de Borsippa, son fils. 
La participation des grands dieux dans l'attribution du pouvoir royal se manifeste lors des festivités du Nouvel An (vers la mi-mars), avec la fête appelée akitu qui est un rite essentiel de la royauté néo-babylonienne (mais il ne s'agit pas d'un rite de « couronnement »). Elle dure plusieurs jours (onze ou douze) et est marquée par divers rites, notamment des processions de statues divines, comme celles qui voient les statues des principales divinités du pays (en premier lieu Nabû) rejoindre Babylone, évoquées dans plusieurs inscriptions royales et des textes administratifs. Le déroulement plus précis de la fête est surtout documenté par des textes rituels d'époque hellénistique, sans qu'il soit possible de déterminer dans quelle mesure ils correspondent aux réalités de l'époque néo-babylonienne. Les rites du cinquième jour de la fête marquent la confirmation du roi dans l'exercice de sa fonction : il rend les insignes de la royauté au grand prêtre de Marduk, qui le gifle et l'humilie pour symboliser sa soumission au dieu, avant de lui restituer ses insignes et son pouvoir. La fin des festivités est marquée par une assemblée des divinités (de leurs statues) dans l'Esagil, où elles décident d'un destin favorable au royaume pour la prochaine année,. C'est donc un rite essentiel pour la légitimité des souverains, ce qui explique pourquoi la longue absence de Nabonide qui a empêché sa tenue pendant plusieurs années a pu être interprétée (au moins rétrospectivement) dans les chroniques comme un mauvais auspice pour la royauté.
Les rois néo-babyloniens se contentent de titres sobres, « roi de Babylone » ou le plus ancien roi de « Sumer et d'Akkad », laissant de côté les titres à prétention universelle prisés par leurs prédécesseurs assyriens, qui ne sont repris que par Nabonide, et encore timidement. Dans leurs discours, ils se présentent surtout comme des rois pieux, fidèles aux divinités et consacrant essentiellement leurs ressources à leurs sanctuaires et leur culte, beaucoup moins comme des guerriers, des justiciers ou des sages, autres qualités habituelles des souverains mésopotamiens.
Les rois néo-babyloniens ancrent aussi leur légitimité dans le passé,. Ils se voient comme les héritiers des anciennes monarchies mésopotamiennes, envers lesquelles ils témoignent d'une grande révérence, notamment celle de l'Empire d'Akkad (v. 2300-2150 av. J.-C.). Cela se traduit par le fait que leurs inscriptions officielles, écrites dans le « babylonien standard » (variante littéraire du babylonien), reprennent souvent des graphies archaïques (notamment celle des inscriptions de Hammurabi, qui sont déjà archaïsantes pour leur époque). Ils témoignent également d'un penchant pour l'antiquarisme, cherchant les traces des travaux des rois passés lorsqu'ils entreprennent à leur tour des restaurations de temples. Nabonide a un goût plus prononcé que ses prédécesseurs pour cela et se livre à des sortes d'explorations « archéologiques » avec l'appui d'érudits spécialistes du passé,,.

### L'entourage du roi

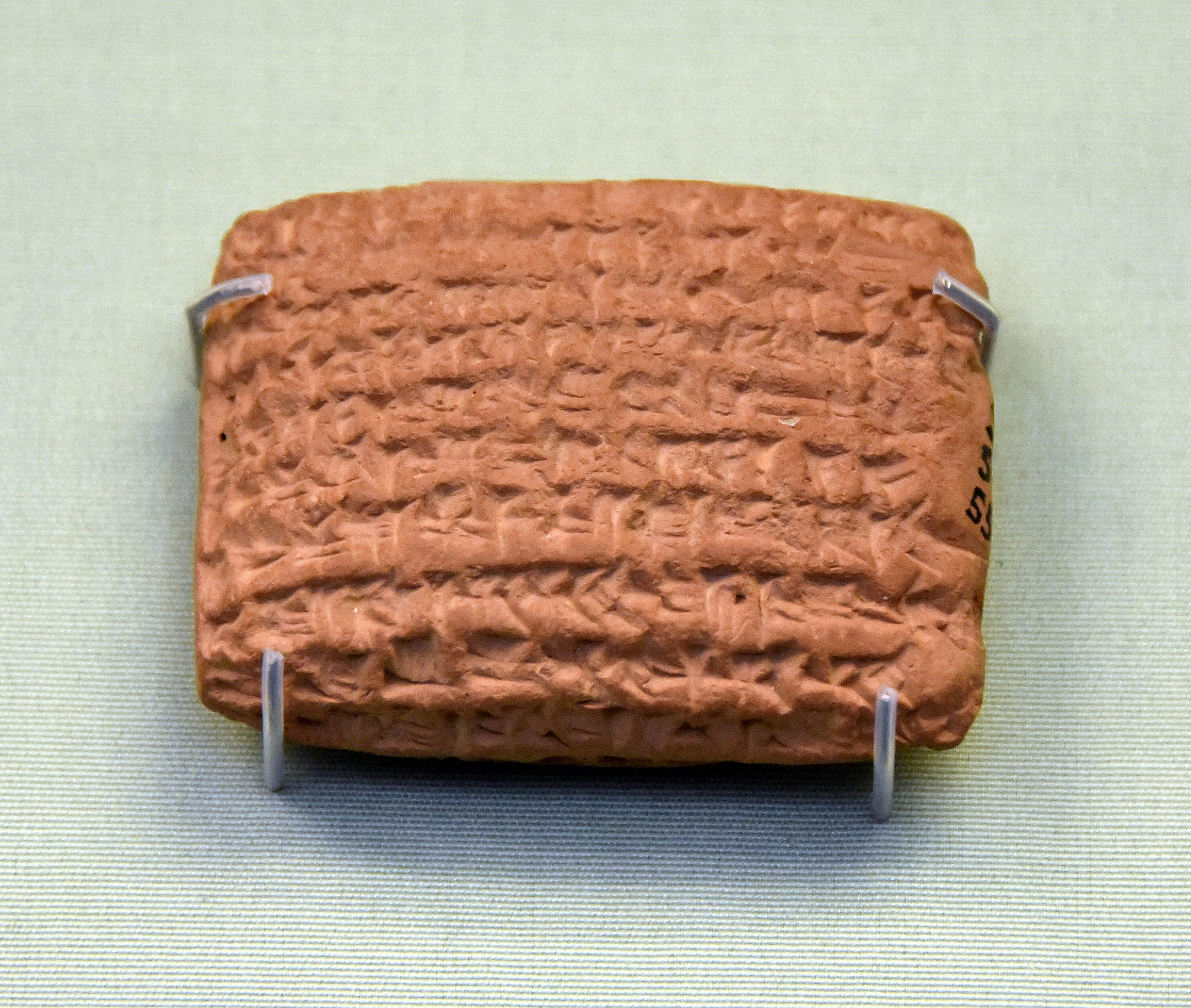
Tablette de Borsippa datée de 545 av. J.-C. mentionnant un esclave du prince héritier Bel-sharru-usur/Balthasar. British Museum.

Les membres de la famille royale sont mal connus, mais les quelques éléments connus pointent en faveur du fait qu'ils jouent un rôle important dans l'administration du royaume, en plus d'être liés aux élites urbaines, avec lesquels ils font des affaires. Plusieurs filles de Nabuchodonosor semblent avoir un rôle important dans la région d'Uruk, d'où est originaire la famille royale et où elle semble conserver d'importants domaines, alors que les princes sont plutôt attestés dans les villes du centre de l'empire (Babylone, Sippar, Borsippa), ce qui s'expliquerait par le fait qu'ils sont associés à l'exercice du pouvoir royal. Sous le règne de Nabonide, le prince héritier Bel-shar-usur occupe une position éminente dans le royaume, secondant son père, et a repris les domaines du roi Nériglissar. Une de ses sœurs devient grande prêtresse du sanctuaire du dieu-lune Sîn à Ur.
La haute administration de l'empire (centrale et provinciale) est essentiellement documentée par une inscription de Nabuchodonosor II datée de 598 (« Almanach de Nabuchodonosor »), qui donne la liste des « Grands du pays d'Akkad » (rabûti ša māt Akkadi), qui occupent des charges à la cour et dans les provinces. Les fonctions de ces personnages sont mal définies en l'absence d'archives palatiales. Parmi dignitaires majeurs de la cour peuvent être mentionnés le « chef des cuisiniers » (rab nuḫatimmī), qui peut être lié à la gestion de la table royale, des banquets et cérémonies, le mašennu qui semble s'occuper des affaires agricoles, notamment des domaines de la couronne, le rāb kāṣirī, trésorier, le ša pān ekalli, intendant du palais, ou encore le bēl/rab ṭābiḫī qui dirige la garde royale. Le sommet de l’État comprend également les gouverneurs des provinces les plus importantes et les chefs des tribus araméennes et chaldéennes majeures. La liste se poursuit avec les gouverneurs de Babylonie, les commissaires royaux, les grands prêtres des principaux temples babyloniens, puis les rois vassaux levantins déportés à la cour de Babylone.
Cette inscription comprend le futur roi Nériglissar, qui synthétise les différents éléments de cette élite : il semble avoir été le gendre du roi par son mariage avec la princesse Kassaya, son père Bel-shumu-ishkun est le chef de la tribu araméenne Puqudu, lui-même exerce la fonction de simmagir qui implique l'administration d'une province, il possède des domaines plusieurs parties de l'empire, et il est lié au milieu des temples par une de ses filles qui a épousé le grand prêtre du sanctuaire de Nabû à Borsippa,,. La diversité de cette élite impériale est également atténuée par des références culturelles communes, qui se voient notamment dans le fait que la majeure partie d'entre eux adopte des noms propres babyloniens, même s'ils sont nombreux à être d'origine araméenne et chaldéenne. Ils sont probablement entraînés au maniement de l'écriture cunéiforme qui reste un marqueur essentiel de la culture babylonienne, bien que l'araméen alphabétique se soit considérablement diffusé.

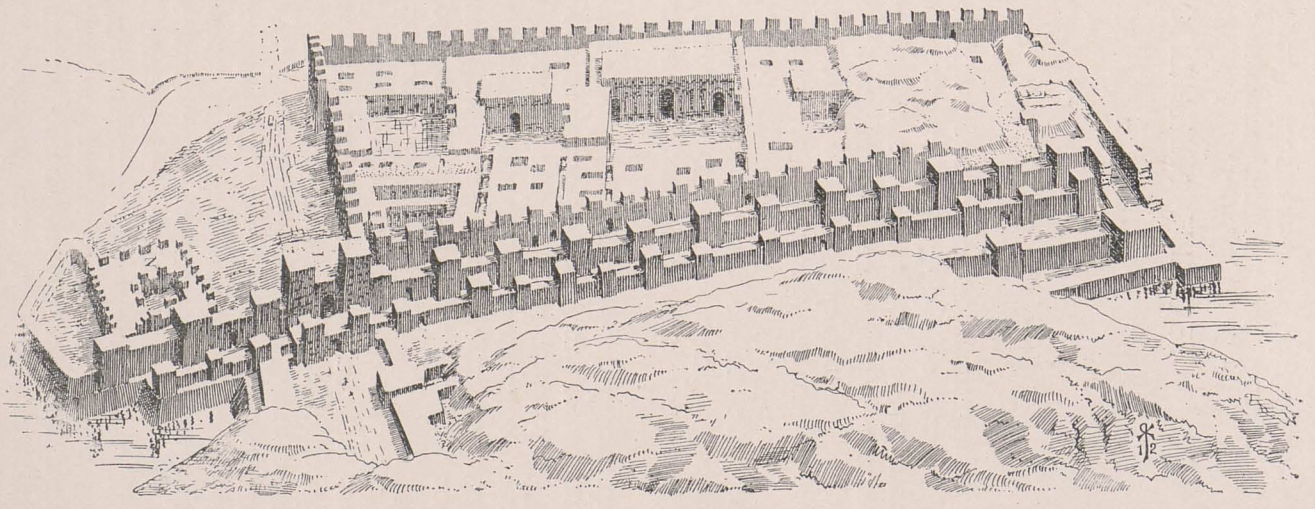
Tentative de restitution du Palais sud de Babylone et des bâtiments voisins par Robert Koldewey.

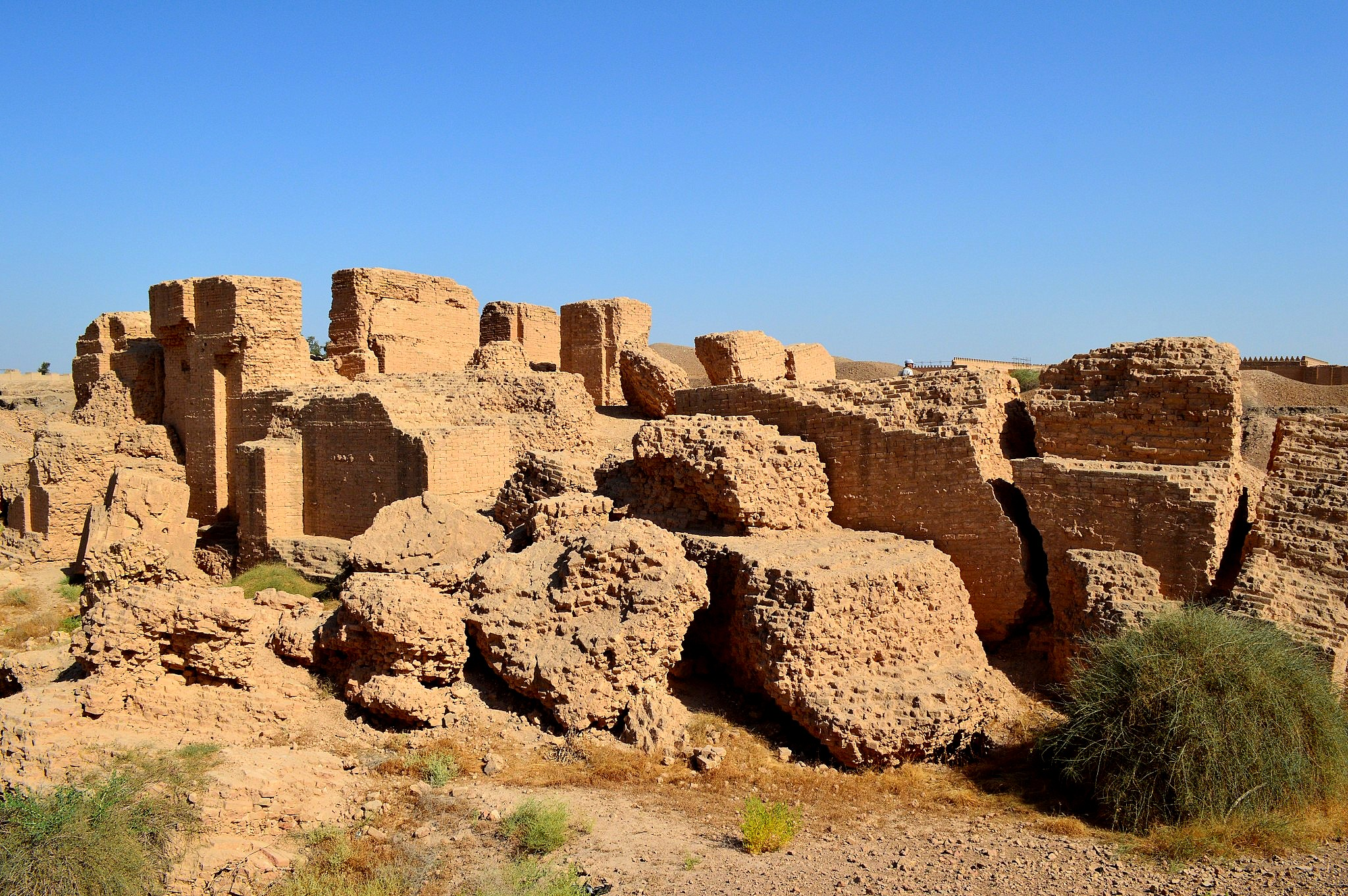
Ruines du palais nord sur le site de Babylone.

Les lieux du pouvoir sont divers, puisque les rois disposent de plusieurs palais dans leur royaume. Les plus importants sont ceux de Babylone, érigés par Nabuchodonosor II : le « Palais sud » et le « Palais nord », situés côte-à-côte dans le secteur officiel de la ville, et le « Palais d'été », localisé plus au nord près de l'enceinte extérieure de la ville. Le premier est le mieux connu : il est organisé autour de cinq unités contiguës comprenant chacune une grande cour centrale, celle du centre bordant la salle du trône ; la datation de ces différents éléments a été discutée, et selon certaines propositions une partie de l'édifice daterait de l'époque achéménide. Les élites impériales ne résident pas forcément dans le palais, y compris les membres de la famille royale : Bel-shar-usur/Balthasar, le dernier prince héritier, a sa demeure à Babylone dans le quartier de Tê, où s'installent ses proches serviteurs (qui recherchent la proximité de leur supérieur). Les plus grandes résidences mises au jour à Babylone, situées dans le quartier de la « Ville nouvelle » et approchant les 2 000 m2 au sol, pourraient être celles de certains de ces grands personnages.
Le pouvoir des rois néo-babyloniens est par bien des aspects de nature « absolue ». Les serviteurs du roi lui prêtent des serments de loyauté (adê), suivant une tradition reprise de l'empire assyrien, qui les expose à des châtiments divins en cas de parjure. Mais l'histoire mouvementée de la période est en bonne partie liée à l'existence de tensions permanentes au sein de l'élite impériale. Déjà, Nabuchodonosor II lui-même avait fait face à des révoltes, qui n'ont certes pas l'air d'avoir constitué de grandes menaces pour lui. Surtout, après sa mort deux coups d’États connaissent le succès, portant sur le trône Nériglissar puis Nabonide, seul le premier, gendre de Nabuchodonosor, pouvant donner l'apparence d'une continuité dynastique. Nabonide fait apparemment l'objet de contestations sous son règne, mais elles sont surtout documentées par des sources postérieures à sa chute, qui participent d'une « légende noire » qui pourrait exagérer la situation.

### L'administration de la Babylonie

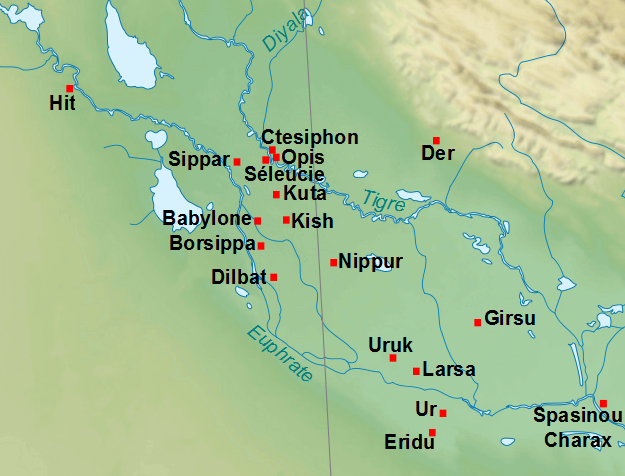
Localisation des principales villes de la Babylonie récente.

Lorsque l'empire néo-babylonien se constitue, la Babylonie est depuis plusieurs siècles dirigée par un pouvoir royal généralement faible, ou alors lointain lorsqu'il se trouve en Assyrie, et les cités disposent d'une large autonomie, sous la direction de leurs élites liées pour la plupart au milieu des temples et organisées dans des sortes d'assemblées d'Anciens et de notables. L'apparition d'un pouvoir royal fort en Babylonie même se traduit par une recentralisation du pouvoir et une perte d'autonomie de ces institutions, sans pour autant faire disparaître les pouvoirs locaux. Les structures que constitue l'empire néo-babylonien reposent sur trois traditions : celle de la monarchie babylonienne, centrée sur Babylone et la figure du dieu Marduk ; la tradition des peuples de langue ouest-sémitique (Chaldéens et Araméens), alors bien intégrés dans la société babylonienne ; la tradition impériale de l'Assyrie, l'empire dont Babylone devient l'héritière au moins sur le plan territorial, qui inspire en partie les institutions néo-babyloniennes. 
La connaissance du fonctionnement concret de l'administration néo-babylonienne reste néanmoins limitée par l'absence de correspondance royale parmi les sources disponibles (à la différence de l'empire néo-assyrien), en dehors de quelques lettres, quasiment toutes mises au jour dans les archives du temple d'Uruk. Elles laissent entrevoir un système partiellement bureaucratique et rationnel, reposant sur des procédures standardisées et routinières, mais aussi patrimonial par l'implication directe du roi, ou du moins son administration, dans diverses affaires plutôt mineures qui ne peuvent manifestement pas être réglées sans eux. La documentation administrative en langue et écriture araméennes, sur matériaux périssables, a également disparu, mais on sait que l'administration royale employait de nombreux scribes écrivant des documents en araméen (appelés sēpiru),.
La Babylonie est divisée en plusieurs provinces (pīḫātu) administrées par des gouverneurs, le plus souvent appelés šakin ṭēmi (on trouve aussi bēl pīḫāti). Ils sont assistés par un « second » (šanû). Parmi les gouverneurs, ceux de la province du Pays de la Mer (māt tâmti), située au sud du royaume, semblent avoir eu une importance particulière, puisque les administrateurs d'Uruk et d'Ur semblent lui être subordonnés pour au moins certains sujets. L'échelon local est celui des « maires » (ḫazannu), qui sont des membres de l'administration,,. 
Le caractère patrimonial et domanial du pouvoir se retrouve dans le fait que les domaines dirigés par les membres de la famille royale et de la haute administration peuvent aussi servir de relais du pouvoir, donc se superposer à l'administration. Il est d'ailleurs fort possible que les maisons des principaux personnages du royaume abritent aussi leurs bureaux administratifs, en raison de la faible dissociation des rôles privé et public de ces personnages, sur le modèle de ce qui se passait dans l'empire néo-assyrien.
En raison de leur importance religieuse, sociale et économique, les temples sont un élément-clé de l'organisation de la Babylonie, et le fait que la documentation provienne en grande partie de ce milieu fait que c'est dans ce cadre que l'organisation du royaume est la mieux connue. Dans les petites villes disposant d'un temple majeur, telles que Sippar, Larsa et Akkad, l'administration du temple et celle de la localité se confondent : l'administrateur principal du temple y est de fait le gouverneur. Dans les grandes villes comme Babylone, Borsippa ou Uruk, l'administration de la ville et du temple sont dissociées, ce qui n'empêche pas les institutions du temple de jouer un rôle notable dans la vie locale. Du reste, on observe des dominations plus ou moins formelles de temples majeurs sur des temples et villes secondaires qui deviennent leurs « satellites » : le personnel de l'Eanna d'Uruk exerce ainsi un contrôle sur les temples de Larsa et d'Eridu. Cela reflète plus largement le fait que les temples coopèrent entre eux pour obtenir des ressources et qu'un ordre hiérarchique existe en leur sein. Le principal temple du royaume, l'Esagil de Marduk à Babylone, se voit ainsi assigner un rôle supérieur et centralisateur,.
Le système fiscal néo-babylonien repose sur la détention par le roi de larges domaines, contrôlés par le palais royal, divisés en exploitations dont une partie est régie directement tandis qu'une autre peut être concédée à des fonctionnaires et des soldats en échange de leur service effectif, ou bien contre une redevance qui sert à financer un substitut. Ce système est désigné comme aux autres périodes de l'histoire mésopotamienne par le terme général ilku, ou qaštu « archer » quand il s'agit de fournir un soldat. Il existe des sortes d'unités fiscales constituées par des personnes devant remplir ces obligations de service ou de financement, organisées sur une base professionnelle. Les ressources des temples peuvent également être mobilisées par le pouvoir royal, et les terres des sanctuaires versent des redevances au pouvoir royal. Il y a quelques taxes indirectes, perçues à des points de passage importants tels que les portes urbaines, les ports fluviaux et maritimes, les ponts. Leur perception peut être confiée à des entrepreneurs privés. L’État a aussi un grand besoin en hommes : des soldats, mais aussi des ouvriers pour accomplir les importants travaux civils qu'il entreprend et pour cela il passe par le système des corvées (urāšu),.
Il faut également prendre en compte le système tribal, qui occupe des portions importantes du territoire. Après avoir joué un rôle important dans la résistance à l'Assyrie, les principales tribus Chaldéennes et Araméennes sont intégrées dans l'organisation politique néo-babylonienne. Les tribus les plus influentes à l'époque sont manifestement celles dont les chefs figurent dans l'entourage royal et qui apparaissent aussi dans les sources administratives : Bit Dakkuri et Bit Amukani pour les Chaldéens, qui sont installées à l'ouest de la Babylonie, dans la région située entre Borsippa et Uruk ; Gambulu et Puqudu pour les Araméens, qui implantées à l'est, le long du Tigre.
La mise en place de la domination néo-babylonienne s'est traduite par une emprise plus forte du pouvoir royal et des gens de la capitale sur les pouvoirs locaux que sont les temples et à travers eux les notabilités locales. Durant l'époque de domination assyrienne, ceux-ci avaient joui d'une large autonomie, d'autant plus que les rois assyriens étaient enclins à leur accorder des franchises afin d'acheter le calme. À l'inverse, les rois néo-babyloniens (surtout Nabuchodonosor II et Nabonide) cherchent à étendre leur contrôle sur les institutions des temples, en y installant des commissaires royaux et en y plaçant des hommes jugés loyaux, souvent originaires de Babylone, aux poste-clefs, et ils deviennent en quelque sorte des extensions de l'administration royale. D'un autre côté les élites locales sont associées à l'administration et trouvent donc un avantage au nouvel ordre,. Il est néanmoins permis de douter que les rois néo-babyloniens soient parvenus à unifier solidement la Babylonie : cela se voit par le fait que leurs entreprises centralisatrices ont manifestement rencontré des résistances, notamment dans l'organisation du culte, et qu'après la fin du royaume aucune résistance durable aux nouveaux maîtres Perses réunissant les principales villes de la région ne se met en place.

### Justice et droit
L'administration de la justice est faite par différents types d'autorités : le roi est le juge suprême, il peut rendre des verdicts et ses sujets peuvent faire appel à lui ; des cours où siègent des juges royaux ; les assemblées des temples ont également des prérogatives juridiques. Plusieurs d'entre elles sont dirigées par des administrateurs royaux, nommés sartennu ou šukallu. Dans ce domaine également, il semble s'opérer une prise en main par le pouvoir royal et une uniformisation des pratiques judiciaires.
Cela se voit notamment dans l'action législatrice et normative des rois : une tablette fragmentaire rapportant une quinzaine de dispositions juridiques, peut-être une partie d'un code de loi néo-babylonien, ; divers textes normatifs sont émis par le pouvoir royal à l'intention des sanctuaires, comme L’édit de Bel-shar-usur relatif aux redevances des temples,. Le Code de Hammurabi est encore connu et lu au moins comme un texte savant puisqu'une copie de son prologue a été trouvée dans la bibliothèque du temple de Sippar, avec un colophon indiquant qu'elle a été réalisée à partir de la stèle de Suse, celle-là même qui est actuellement visible au musée du Louvre. Une inscription d'un roi néo-babylonien (Nabuchodonosor II ou Nabonide), dans laquelle il accorde des franchises à des villes, invoque d'ailleurs la mémoire de Hammurabi et de ses jugements.
Mais les sources concernant la justice à cette époque et au début de la domination perse sont pour la plupart des documents de la pratique (comptes rendus de procès et lettres). Ils documentent différents types d'affaires : vols, malversations, litiges de propriété, affaires familiales, héritages, dettes, etc.. Cela concerne notamment les temples, qui font face à des vols plus ou moins graves (volaille, argent, objets de culte), généralement commis par leur propre personnel, ainsi qu'à de la corruption,.
La plupart des peines connues sont pécuniaires. On connait peu de mentions des châtiments corporels ou de la peine de mort, apparemment requise en cas d'adultère ou de crime de lèse-majesté.

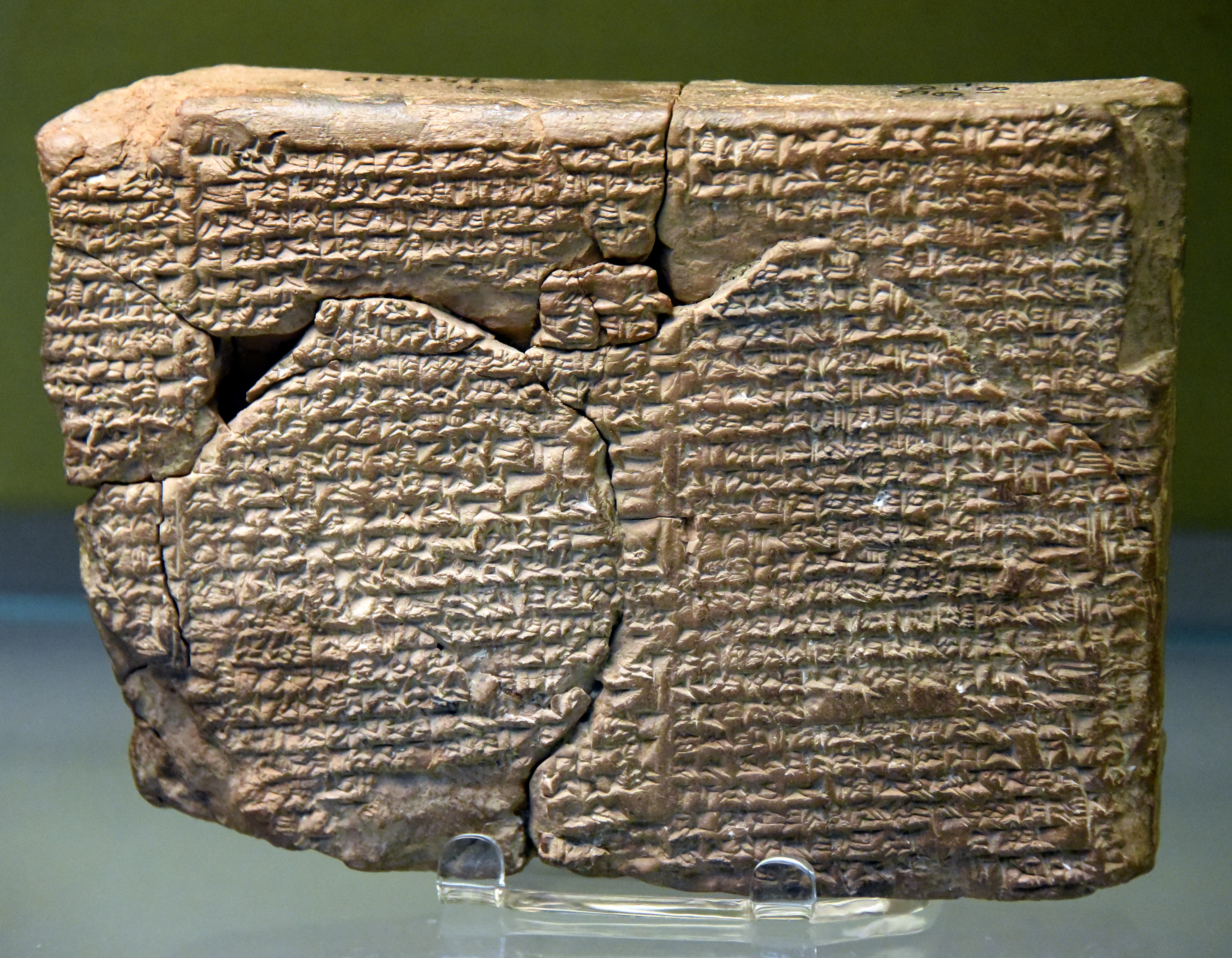
Nabuchodonosor, roi de Justice (ou Nabonide ?) : texte de la propagande royale louant le sens de la justice du roi. British Museum.
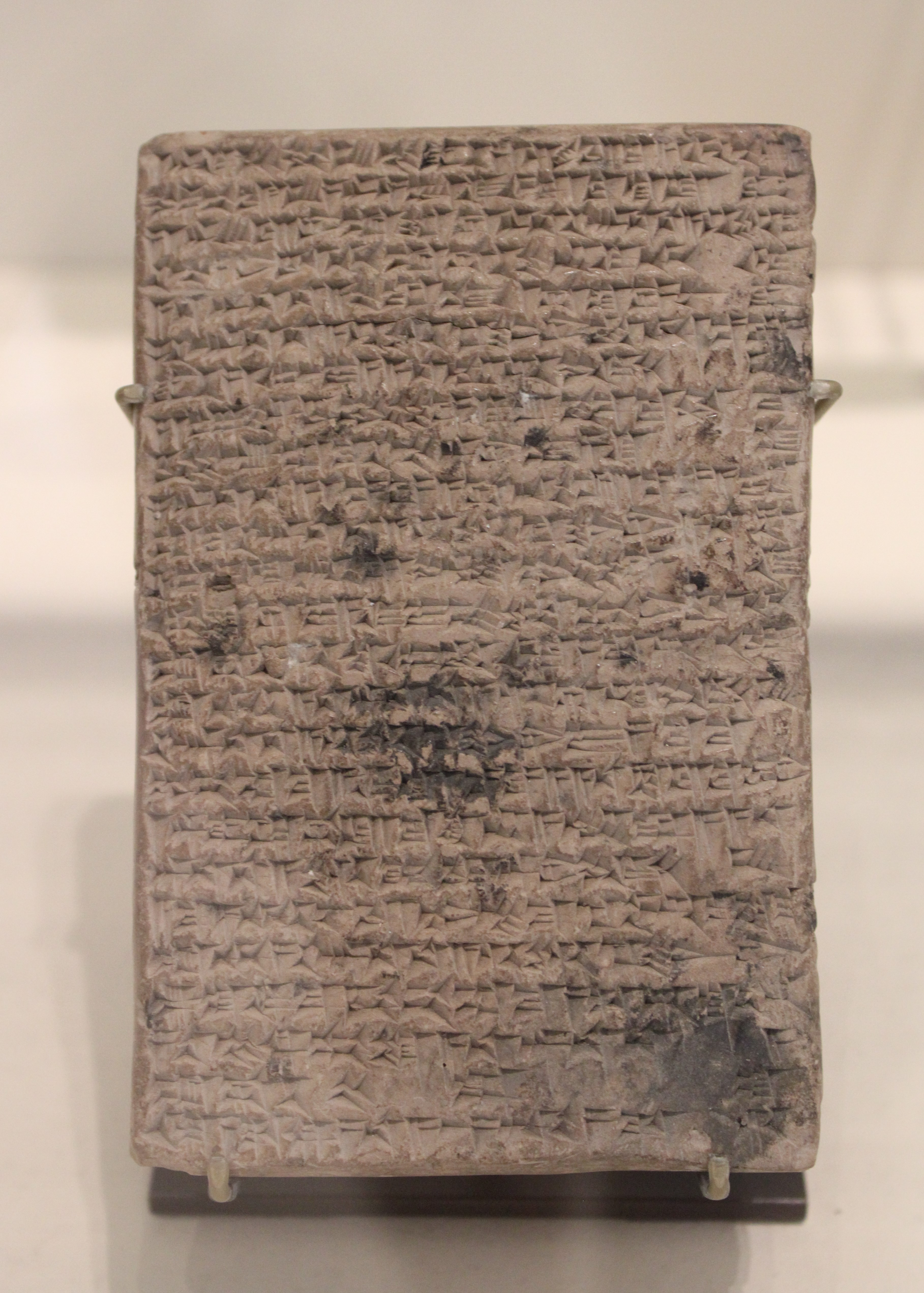
Compte-rendu de procès concernant la possession d'une oblate, provenant d'Uruk et datée du règne de Nabonide (539 av. J.-C.). Musée du Louvre.

### Babylone, capitale et centre de l'empire
La ville de Babylone connaît son apogée sous la dynastie néo-babylonienne, période durant laquelle elle devient une « ville-monument » qui frappe l'imagination de ses contemporains et dont la renommée dépasse les frontières de l'empire,,. Après sa destruction brutale par Sennachérib en 689, Babylone est restaurée et réaménagée par les derniers rois assyriens et surtout par les premiers rois néo-babyloniens, Nabopolassar et Nabuchodonosor II. Ceux-ci se concentrent avant tout sur les principaux monuments, qui reçoivent des noms sacrés visant à renforcer leur pouvoir. Ce sont les parties de la ville les mieux connues par les fouilles et les textes commémoratifs. Ils érigent de puissantes murailles, dont une double enceinte qui isole une ville intérieure de forme grossièrement rectangulaire située à cheval sur l'Euphrate (qu'un pont permet de franchir), qui concentre la majorité de la population et des constructions, puis une seconde enceinte plus éloignée qui délimite un espace plutôt de forme triangulaire, sur la rive gauche du fleuve. Des portes monumentales percent les enceintes intérieures, la mieux connue par les fouilles étant la porte d'Ishtar, qui conduit au secteur officiel, un dispositif défensif massif décoré de briques à glaçure représentant des animaux protecteurs, doublant la défense physique de la ville d'une défense magique. Les deux principaux palais sont construits entre cette porte et le fleuve ; c'est dans ce secteur que seraient situés les « jardins suspendus », mais ils n'apparaissent dans aucune source de l'époque et leur existence est débattue. La porte d'Ishtar ouvre sur la « Voie processionnelle », pavée et elle aussi décorée de briques émaillées sur au moins une de ses portions, qui conduit au complexe religieux principal de la cité, le temple du dieu Marduk, l'Esagil, avec sa ziggurat, Etemenanki, reconstruite par Nabuchodonosor. Le seul secteur résidentiel fouillé de manière intensive, surnommé « Merkès », se trouve à l'ouest du secteur sacré. En dehors de ces espaces, seuls quelques sanctuaires urbains ont été fouillés et des pans de muraille. La majorité du vaste site (près de 1 000 hectares) reste inexplorée. Les reconstructions d'ensemble font aussi appel aux données des textes topographiques, qui donnent notamment le nom des quartiers et la localisation approximative des portes non repérées sur place, mais tout cela n'offre qu'un aperçu très incomplet de ce que devait être la cité à l'apogée de sa splendeur.

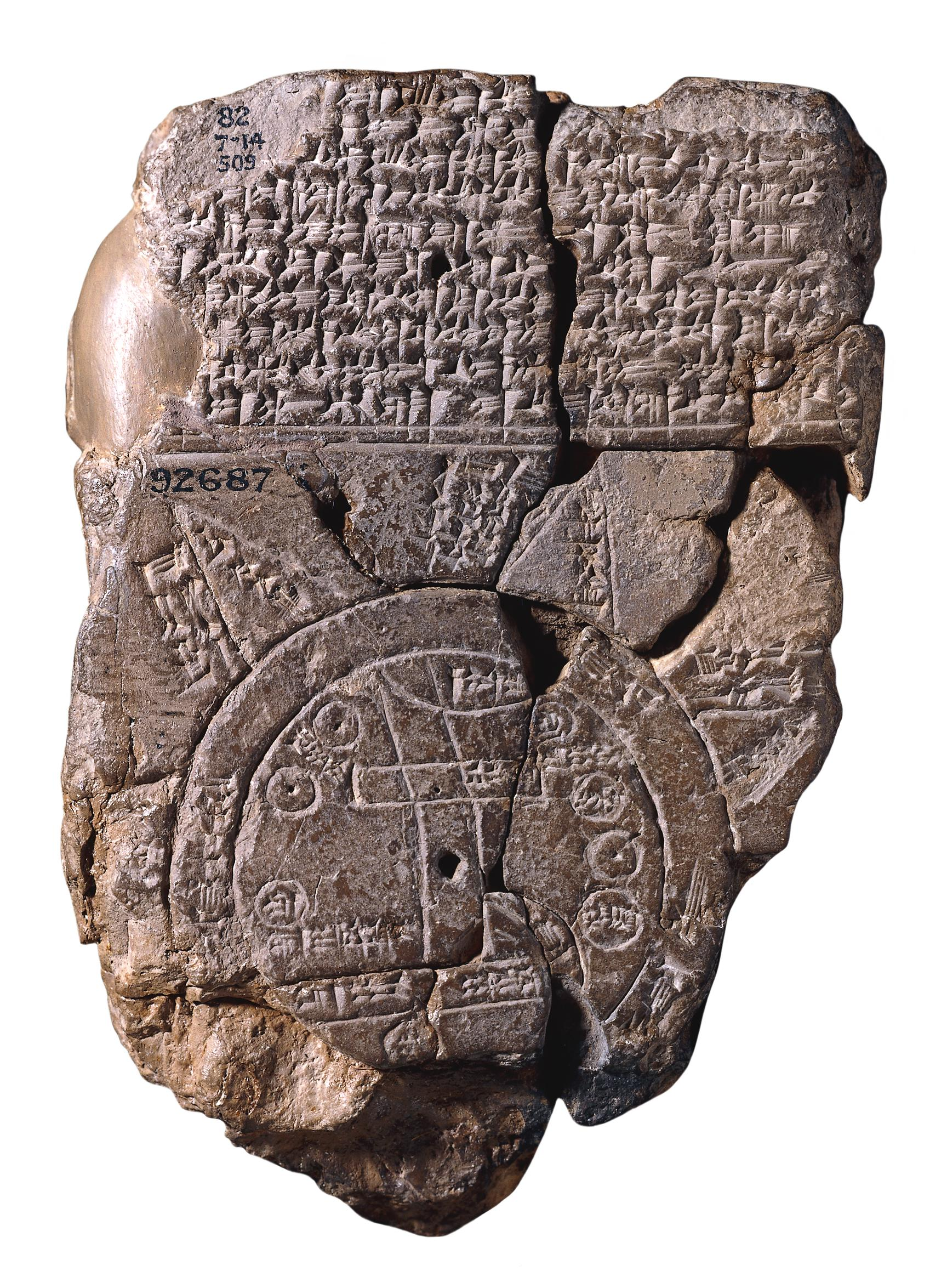
« Carte du Monde » figurant Babylone au centre de celui-ci, British Museum.

Babylone, dont le nom signifie la « Porte des dieux » en babylonien, dispose à l'époque néo-babylonienne d'un statut de ville sainte, qui a fait l'objet d'une longue élaboration par le clergé local avec l'appui des souverains, conjointement avec l'élévation de Marduk au statut suprême, les destinées du dieu et la ville étant inextricables. Cette idéologie s'exprime en particulier dans deux textes élaborés dans les derniers siècles du IIe millénaire av. J.-C. et qui sont parmi les plus copiés des écoles de scribes de la Babylonie récente : un texte topographique, Tintir = Babilu, qui donne les noms des principaux monuments de la cité et en particulier les lieux sacrés ; un texte mythologique, Enūma eliš, qui raconte comment Marduk est devenu le roi des dieux en triomphant de la déesse primordiale Tiamat, puis a utilisé son cadavre pour créer la Terre, en plaçant Babylone et son sanctuaire en son centre. Cette vision du monde est notamment illustrée sur une tablette néo-babylonienne sur laquelle se trouve une carte du monde tel qu'il était alors conçu. D'autres textes topographiques s'intéressent au sanctuaire de Marduk, comme la Tablette de l'Esagil qui donne les proportions, réelles ou symboliques, de sa ziggurat. Cette conception de Babylone comme centre cosmique apparaît également dans les inscriptions royales, et les projets d'embellissement de la ville ont sans doute aussi pour vocation de faire correspondre son apparence à son statut.
Au regard des standards antiques, Babylone est une ville aux proportions gigantesques, une « mégapole », dont la ville intérieure couvre 500 hectares (la totalité du site, en incluant des espaces sans doute inoccupés, approchant les 1 000 hectares), et qui a pu comprendre autour de 100 000 habitants, ce qui est là encore sans équivalent pour l'époque. C'est donc de loin le principal centre de consommation de l'empire. Elle concentre une très grande variété d'activités et les autres villes de Babylonie sont tournées vers elles : le personnel des temples d'Uruk et de Sippar s'y rend non seulement pour être en contact avec les autorités politiques, mais aussi pour y faire des affaires et des achats, puisqu'on y trouvait des artisans de toutes les spécialités connues et des produits de tout l'empire et d'au-delà. Si on ajoute à cela le fait que les gens de Babylone s'implantent dans des villes provinciales où ils forment parfois des communautés, bénéficiant de l'appui royal pour obtenir des postes en vue dans l'administration des sanctuaires et des provinces, il est clair que l'influence de la capitale dans l'empire déborde largement les domaines politique et religieux.

### La restauration de la Babylonie

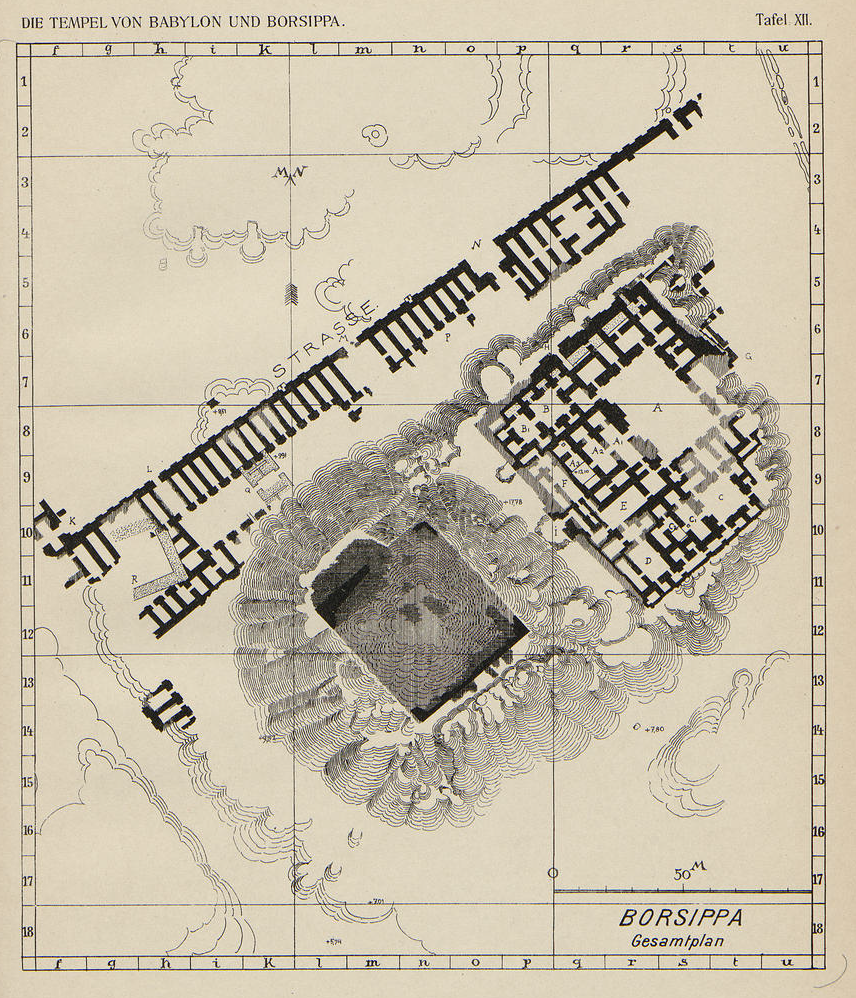
Plan des secteurs de l'Ezida de Borsippa fouillés par R. Koldewey en 1902. Les constructions correspondent aux niveaux de l'époque néo-babylonienne.

Un des axes majeurs de la politique des rois néo-babyloniens consiste à employer les ressources considérables issues des conquêtes et des tributs des pays dominés afin d'entreprendre des projets de construction grandioses en Babylonie, qui concernent en premier lieu la capitale, comme évoqué plus haut, mais aussi la région qui l'entoure ainsi que des centres religieux méridionaux.
Les modalités de mises en œuvre de ces grands chantiers sont assez peu documentées dans les archives de l'époque. Des tablettes de Borsippa indiquent que les membres de la famille d'Ea-iluta-bani fabriquent des briques pour des chantiers royaux, mais on ne sait pas s'il s'agit d'une transaction ou d'une obligation. En revanche un lot de textes d'Uruk indique que le sanctuaire local contribue à la construction du Palais nord de Babylone au titre de corvée : la réalisation d'une partie de l'édifice leur est confiée, et pour cela les responsables du temple expédient des matériaux et des travailleurs dans la capitale, et embauchent des maîtres d’œuvre.

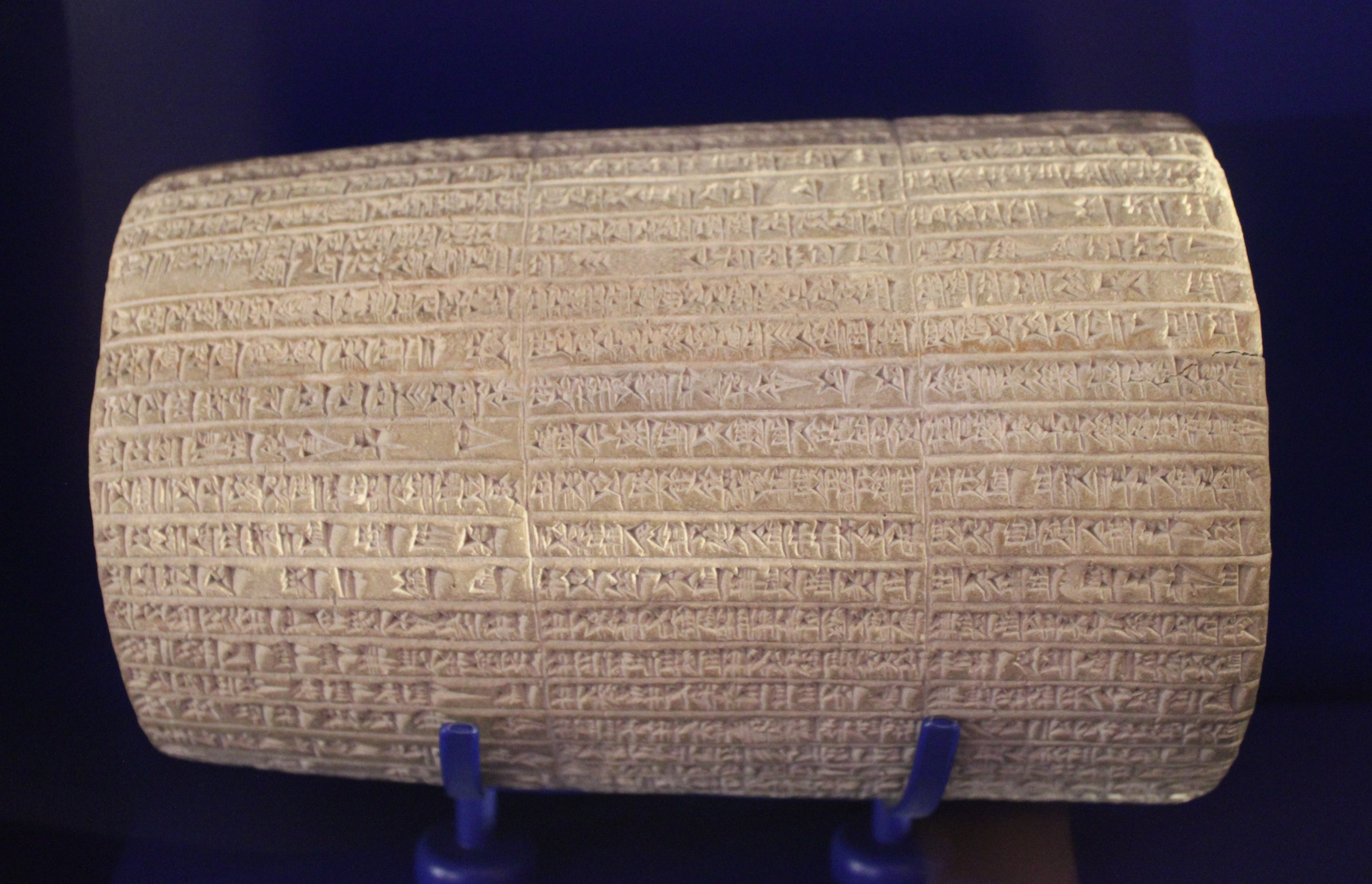
Cylindre de Nabuchodonosor II commémorant des travaux à Babylone et Marad. Ashmolean Museum.

Les rois entreprennent aussi d'importants travaux à Borsippa, la principale cité du voisinage de Babylone, dans le sanctuaire du dieu Nabû, l'Ezida. Pour l'essentiel leurs projets qui ne concernent pas Babylone ont trait à la construction ou la restauration des principaux temples de Babylonie, mais aussi des palais et des murailles. Les inscriptions royales indiquent des travaux à Sippar, Akkad, Kish, Kutha, Dilbat, Marad, Isin, Uruk, Larsa, Ur ; le principal laissé pour compte est le sanctuaire d'Enlil à Nippur, qui pâtit peut-être de la ligne pro-assyrienne suivie par la cité lors de la guerre qui a vu la constitution de l'empire. Nabonide se singularise par la restauration du sanctuaire de Harran en Haute Mésopotamie, et d'un palais à Tayma lors de ses années en Arabie.
Les chantiers concernent aussi l'arrière-pays, surtout en Babylonie du nord. Une double structure défensive, surnommée « Mur des Mèdes » par les auteurs grecs, est érigée pour protéger la région de la capitale depuis les incursions extérieures. Des canaux sont creusés ou restaurés, notamment le « Canal du Roi » ou « Canal de Nabuchodonosor » qui relie le Tigre et l'Euphrate. Cela s'accompagne de la mise en valeur de nouvelles terres grâce à l'irrigation, le nouveau canal ayant permis le triplement des terres cultivées dans la région,.

### La guerre et l'organisation militaire
Même si les rois de Babylone ne se sont pas attardés à décrire les destructions et les déportations qu'ils ont ordonné comme l'ont fait les Assyriens, en plus des célèbres prises de Jérusalem on connaît plusieurs exemples de tels actes durant leur hégémonie, notamment en Philistie, par exemple à Ashkelon, où la destruction de la ville de 604 a été repérée lors des fouilles archéologiques,. Leurs campagnes levantines se sont accompagnées de la réalisation de reliefs et inscriptions commémorant leurs triomphes guerriers, par exemple au Nahr el-Kalb (Liban).
L'armée néo-babylonienne est mal documentée. Elle semble reprendre les caractéristiques de l'armée néo-assyrienne, qui elle est plutôt bien connue. Les troupes reposent essentiellement sur des fantassins armés d'arcs (le terme « archer » sert d'ailleurs à désigner les fantassins), de lances et de glaives/dagues. Ils sont regroupés en unités hiérarchisées, dirigées en dernier lieu par le roi et les membres de l'état-major, notamment le chef de la garde royale (bēl/rab ṭābiḫī), le chef des courtisans (ša rēš šarri) qui semble être le commandant-en-chef des armées, ou encore le haut responsable du recrutement militaire (rab ummi).
La documentation administrative fournit surtout des informations sur le recrutement des troupes. Le service militaire fait partie des services (ilku) dus au roi, qui peut se concrétiser par une participation effective à la guerre ou bien par une contribution pour équiper les troupes. Des tenures militaires existent à cette période, avec les « terres d'arcs » (bīt qašti), mais leur fonctionnement n'est bien connu que pour la période achéménide ; leur détenteur est astreint au service militaire en personne ou par le biais d'un substitut qu'il finance. La main-d'œuvre des temples est mobilisée pour la guerre, et équipée par l'institution. Il est également possible que les communautés locales aient à fournir des hommes, mais elles contribuent surtout à l'armée par le biais de taxes. Les populations tribales araméennes et chaldéennes sont également mobilisées, ainsi que les pays vassaux. L'armée babylonienne semble aussi avoir recruté des groupes de mercenaires,,,.

### La domination de l'empire
Il est courant d'analyser l'organisation des empires par le prisme de la domination exercée par le centre sur les périphéries. C'est particulièrement pertinent pour l'empire néo-babylonien, qui se caractérise par un déséquilibre important entre les deux, une relation à sens unique qui voit le centre capter d'importantes richesses depuis les provinces, en particulier celles du Levant, tout en intervenant lorsqu'il estime son autorité et sa sécurité menacées. À la différence de leurs prédécesseurs néo-assyriens, les rois néo-babyloniens ne se sont pas préoccupés de développer des régions situées hors du centre. Au contraire, leurs inscriptions n'en donnent qu'une vague description, indiquant qu'ils leur accordent peu d'intérêt. Cette domination a pu être qualifiée de « superficielle ». Les projets tardifs de Nabonide à Harran et à Tayma pourraient être un début de rééquilibrage, avorté en raison de la conquête perse,,.
La domination de l'empire est un moyen pour les rois babyloniens d'obtenir un tribut ou du butin, notamment des produits rares (métaux, bois de qualité) ou des prisonniers de guerre qui sont ensuite donnés aux temples où ils travaillent en tant qu'esclaves. Ils pratiquent également la déportation, à une moindre échelle que les Assyriens qui déplaçaient des populations dans tout leur empire, puisqu'ils l'utilisent uniquement pour établir de nouvelles populations en Babylonie, donc sans chercher à compenser le déficit de population des régions d'origine des déportés. Dans l'ensemble, il ne faut pas forcément supposer que la domination babylonienne ait été moins violente que celle de leurs prédécesseurs, même si les rois néo-babyloniens se sont gardés de faire étalage de leurs actes de répression dans leurs inscriptions. Des pays tels que la Philistie et Juda ont été profondément meurtris et dévastés par la domination néo-babylonienne, qui y a surpassé en brutalité celle des Assyriens.
De ce fait, en dehors de la Babylonie, les traces de domination babylonienne sur les territoires qui ont été sous son contrôle sont très ténues, si on excepte les couches de destructions. Quelques inscriptions de Nabuchodonosor II ont été mises au jour au sur l'îlot de Failaka au Koweït et au Liban (Nahr el-Kelb et Wadi Brissa) ; d'autres de Nabonide en Jordanie (Sela') et à Tayma en Arabie où il a résidé une dizaine d'années. En dehors de cela, il n'est pas possible de définir archéologiquement une période néo-babylonienne dans ces régions sur des critères matériels,.
Les signes les plus évidents d'une l'emprise babylonienne en Assyrie et en Haute Mésopotamie sont une poignée de tablettes à Dur-Katlimmu au tout début de la période ainsi que celles attestant de la présence d'un gouverneur à Guzana (Tell Halaf), et les inscriptions sur les travaux entrepris à Harran par Nabonide. Les archives du temple du dieu Shamash à Sippar semblent indiquer que celui-ci disposait de terres dans la région du Khabur, aux côtés d'autres temples de Babylonie (ceux de Marduk à Babylone et de Nabû à Borsippa), qui pourraient être issus de distributions de terres par le pouvoir royal après la conquête de la région dans le but d'asseoir son contrôle sur la région.
Il y a très peu de mentions de gouverneurs nommés par le pouvoir babylonien hors de la Babylonie même. Les modalités de contrôle des régions non-babyloniennes restent donc obscures. Dans certains cas des royaumes comme des villes gardent leur propre administration, et sont considérés comme vassaux de l'empire. La situation peut évoluer au cours du temps : le royaume de Juda conserve son roi jusqu'à sa seconde révolte sous Nabuchodonosor II, qui y installe alors un gouverneur à sa convenance, mais d'origine locale.

## Structures et groupes sociaux

### Populations et peuplement
L'augmentation de la densité de peuplement de la Babylonie est constant à partir du VIIIe siècle, avec notamment l'apparition de nouveaux villages et la croissance des agglomérations couvrant plus de 10 hectares (le seuil qui est habituellement considéré comme la limite entre une ville et en village dans les prospections mésopotamiennes),. Il est donc généralement estimé que la période est marquée par une croissance démographique, qu'il est néanmoins difficile d'estimer précisément. Le flou s'explique notamment par le fait que les prospections archéologiques n'ont pas concerné les régions qui sont d'après les textes les plus urbanisées de la Babylonie du long sixième siècle : les arrières-pays de Babylone et des villes voisines (Sippar, Kish, Borsippa, Kutha, Dilbat), la Babylonie de l'ouest et du sud-est où se trouvent les tribus chaldéennes.
C'est une population diverse ethniquement, puisqu'elle comprend des éléments babyloniens, présent notamment dans les villes, aux côtés d'araméens et chaldéens, implantés depuis plusieurs siècles, organisés suivant un principe tribal et plus nombreux dans les campagnes. Ces groupes coexistent tout en maintenant une forme de séparation. On trouve aussi des populations issues des déportations récentes (néo-assyriennes ou néo-babyloniennes, plus tard achéménides), provenant surtout du Levant (Phéniciens, Philistins, Judéens), certes en nombre limité. Du point du vue linguistique, ces populations sont vraisemblablement caractérisées à des degrés divers par un bilinguisme babylonien-araméen, masqué dans la documentation écrite par le fait que les textes en alphabet araméen, inscrits sur des supports périssables, ont disparu. Sur le long terme, l'araméen supplante le babylonien en tant que langue parlée, mais il est impossible de déterminer précisément le rythme de ce basculement.
Concernant l'habitat, faute de fouilles et de textes explicites, l'aspect des villages et des autres lieux de peuplement rural n'est pas connu, à l'inverse des villes. Les villes principales de la Babylonie de cette période ont alors toutes une histoire très ancienne : il s'agit notamment de Babylone, Borsippa, Sippar, Nippur, Uruk, Ur. Elles sont caractérisées par la présence de murailles percées de portes en plusieurs endroits. La circulation s'y fait par des rues et des canaux. Elles sont organisées autour d'un ou plusieurs secteurs monumentaux, en premier lieu le temple de la divinité principale de la cité, comprenant notamment la ziggurat, édifice à degrés dominant le paysage urbain. Les secteurs officiels font l'objet de travaux entrepris par les rois, et leur organisation est en grande partie le résultat d'une planification, qui concerne également le secteur des murailles défendant et cités et certains axes de circulation majeurs. Les autres quartiers sont sans doute le résultat d'un urbanisme spontané, issu de nombreuses évolutions. Les rues y sont généralement étroites, la densité du bâti peut être importante, mais on trouve aussi des espaces non bâtis, notamment des vergers ou des champs,.

### Les grands organismes
Les institutions majeures de la vie politique, culturelle et socio-économique de la Babylonie sont le palais et le temple, ce que A. L. Oppenheim a proposé de nommer des « grands organismes ». Elles fonctionnent comme des sortes de « personnes morales » incarnant les intérêts et le patrimoine du roi et des divinités et disposent de richesses sans commune mesure avec celles des acteurs « privés » de l'économie.
Le « Palais » est l'institution la plus importante du royaume en termes économiques, le roi disposant selon toute vraisemblance des plus vastes propriétés foncières et des moyens économiques les plus étendus : les différents palais provinciaux servent de centres d'administration, et des domaines agricoles de la couronne apparaissent dans les sources, notamment parce qu'ils sont donnés en fermage. On peut également y ajouter les domaines des membres de la famille royale, voire ceux des principaux dignitaires. Mais il n'y a quasiment pas d'archives royales pour la période néo-babylonienne, donc le fonctionnement de ces entités nous échappe. Les textes administratifs du palais de Nabuchodonosor indiquent en tout cas que cette institution avait à sa disposition de grandes quantités de denrées distribuées sous la forme de rations à ses dépendants,,.

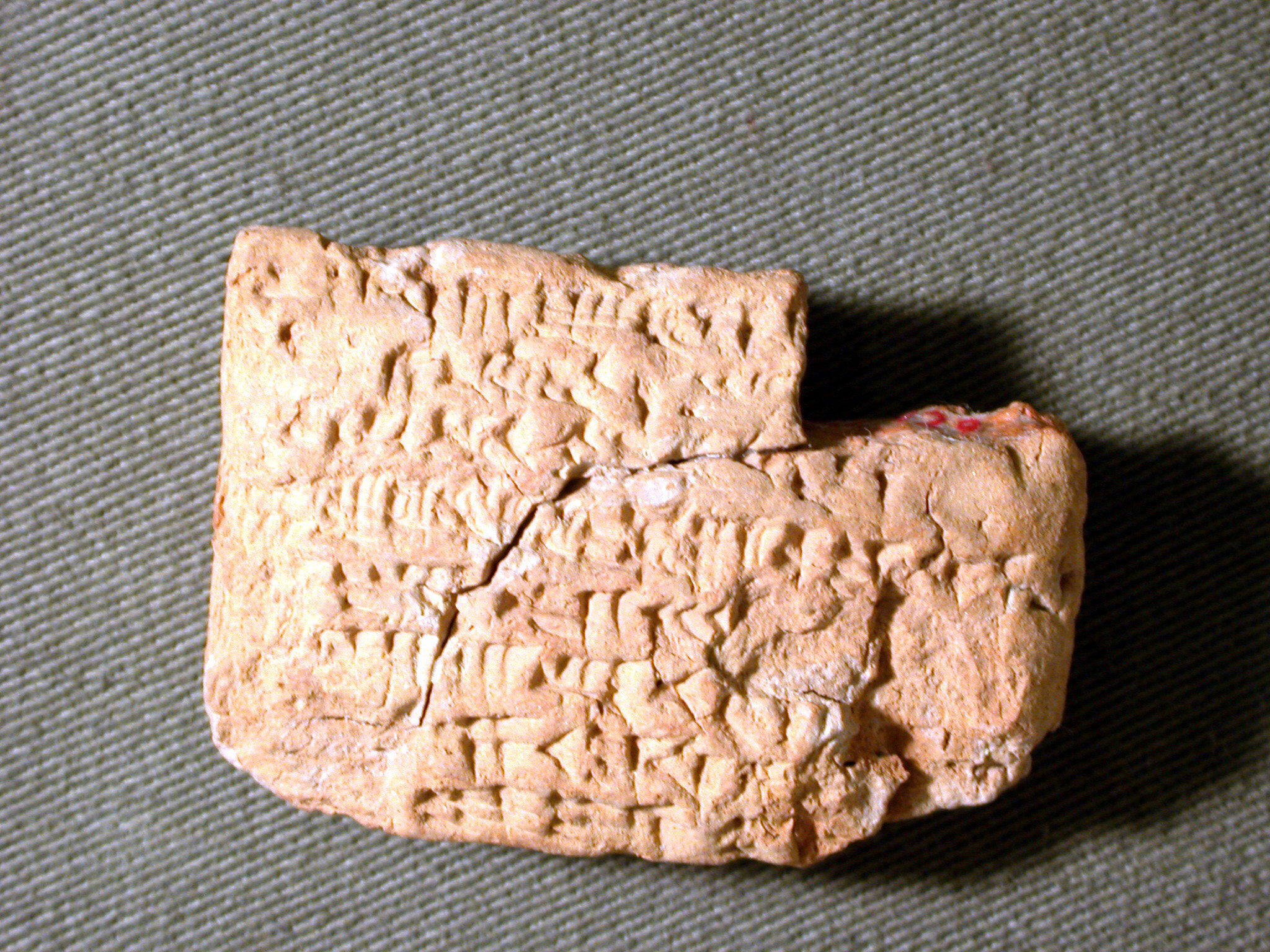
Tablette provenant des archives administratives de l'Ebabbar de Sippar, enregistrant des paiements en argent, durant le règne de Nabuchodonosor II (605–562). Metropolitan Museum of Art.

En revanche les archives des temples sont très fournies, grâce aux deux lots majeurs provenant de l'Eanna d'Uruk et de l'Ebabbar de Sippar. Il s'agit pour l'essentiel d'une documentation administrative visant à contrôler le fait que les personnes travaillant pour le compte du temple (équipes de labours, artisans, prébendiers) remplissent leurs obligations. Malgré les nombreux aspects de la vie de ces institutions qu'elles laissent dans l'ombre, ces archives, complétées par celles des familles de « prêtres » de Borsippa et les inscriptions et édits royaux, illustrent l'aspect incontournable et total des « grands organismes », qui se voit par les champs de compétences qu'ils couvrent :
- Ce sont avant toute autre chose des lieux de culte, où sont accomplies les offrandes quotidiennes aux divinités et divers autres rites[111]. Leur appui est nécessaire aux rois, conformément à l'idéologie de l'élection divine, ce qui explique pourquoi leur propagande est focalisée sur leurs actes pieux[158].
- Ce sont des acteurs économiques majeurs. Leur finalité économique reste d'assurer matériellement le fonctionnement du culte des divinités dont ils abritent les sanctuaires[159]. Ils doivent gérer le patrimoine qui appartient aux divinités qu'ils représentent (le temple est leur « maisonnée »), qui peut être considérable : avant tout des champs, des palmeraies et des jardins, des troupeaux de bétail, des zones humides où sont pratiquées la pêche, la chasse et la coupe de roseaux, également des ateliers et des maisons. Ils gèrent l'entreposage des produits dans les magasins, leur transport, contractent avec des intermédiaires pour les écouler ou en obtenir sur le marché. Il ne s'agit donc pas d'entités autosuffisantes[160],[161],[162],[163]. En dépit des importantes ressources dont certains d'entre eux disposent (notamment l'Esagil de Babylone et l'Eanna d'Uruk), il semble que leur importance économique doive être relativisée, d'autant plus qu'ils ne paraissent pas avoir été gérés de manière particulièrement efficiente[164],[165].
- Ce sont, comme vu plus haut, des sortes d'extension de l'administration royale, car le roi est considéré comme étant celui qui doit s'assurer auprès des divinités que leur culte se déroule convenablement, ce qui lui sert de prétexte pour contrôler leur gestion, en y plaçant ses hommes, et la réguler si besoin. Ils sont mis à contribution pour la taxation et la conscription[166],[167],[168]. Ils ont aussi une fonction judiciaire, qui déborde les affaires internes[111]. Ils disposent d'une organisation hiérarchisée, dirigée par des administrateurs issus de la notabilité locale et des représentants du roi, qui varie selon les cas, en sachant que la séparation entre fonctions religieuses et administratives n'est pas rigide : les plus hauts personnages que l'on rencontre en général sont l'administrateur en chef (šatammu), les commissaires du roi (qīpu/bēl piqitti), le scribe du temple (ṭupšar bīti) ; à Sippar c'est le grand prêtre (šangû) qui dirige l'administration, ailleurs les détenteurs de cette fonction supervisent les temples secondaires[169],[170].
- Ce sont des unités sociales incontournables au niveau local, essentielles pour l'identité des communautés, non seulement en raison de leur rôle religieux mais aussi parce qu'une bonne partie de la population gravite autour d'eux. Les élites locales y disposent de prébendes, participent au culte, à l'administration du temple, et en tirent des bénéfices économiques et du prestige social[171],[162]. Les artisans indépendants ainsi que les travailleurs dépendants (les « oblats ») sont également beaucoup à être employés par des sanctuaires. Des entrepreneurs prennent à ferme certaines de leurs terres. Ils disposent de logements pour une partie de leur personnel, etc.[172] Ils jouent aussi un rôle d'assistance sociale en prenant en charge les plus démunis[173]. La relation d'un temple à la ville où il se trouve a donc pu être qualifiée de « symbiotique »[174].
- Ce sont enfin des lieux de savoir, comme l'illustre pour la période néo-babylonienne la bibliothèque mise au jour dans le temple de Sippar (voir plus bas)[111].

### Les familles de l'élite
Si on met à part les cercles du pouvoir royal, la société néo-babylonienne est dominée par les grandes familles des principales cités de la Babylonie (Babylone, Borsippa, Sippar, Kutha, Uruk, etc.). On discute quant à savoir si l'expression mār banê, qui peut se traduire par « fils d'un homme de bien » (« bien né »), sert à les désigner (ou du moins leur chef de famille), parce que dans certains contextes elle semble plutôt servir pour qualifier un homme libre par opposition à un esclave. En tout cas les historiens ont mis en évidence plusieurs caractéristiques communes à ce groupe, notamment le fait qu'il soit structuré autour de familles (voire de « clans »), connues par leurs archives privées conservées sur plusieurs générations. Elles sont caractérisées par la « maison du père » (bīt abi) qui au sens propre désigne la résidence urbaine du chef de famille qui dirige le groupe, et au sens figuré les personnes du lignage. Chaque famille/clan se revendique en effet d'un ancêtre commun (réel ou fictif), d'où dérive leur nom de famille, qu'il s'agisse du nom de l'ancêtre ou de la fonction qu'il exerçait : Egibi, Ea-iluta-bani, Nur-Sin, etc. pour les noms de personnes ; « Forgeron » Nappahu, « Barbier » Gallabu, « Prêtre de Shamash » Shangu-Shamash, etc. pour les fonctions. La référence à la ville d'origine de la famille est parfois ajoutée et participe aussi de leur identité. Ce système s'est mis en place durant la période antérieure à l'empire néo-babylonien, dans un contexte politique troublé durant lequel les familles des élites urbaines liées aux temples cherchaient à consolider leur statut et leur identité, et a achevé de se généraliser au VIe siècle av. J.-C. en s'étendant à d'autres groupes sociaux. À l'époque néo-babylonienne on peut distinguer trois groupes : les familles de « prêtres », les mieux documentées ; les familles de militaires, qui ne sont pas documentées ; les familles d'entrepreneurs, qui sont un phénomène nouveau.

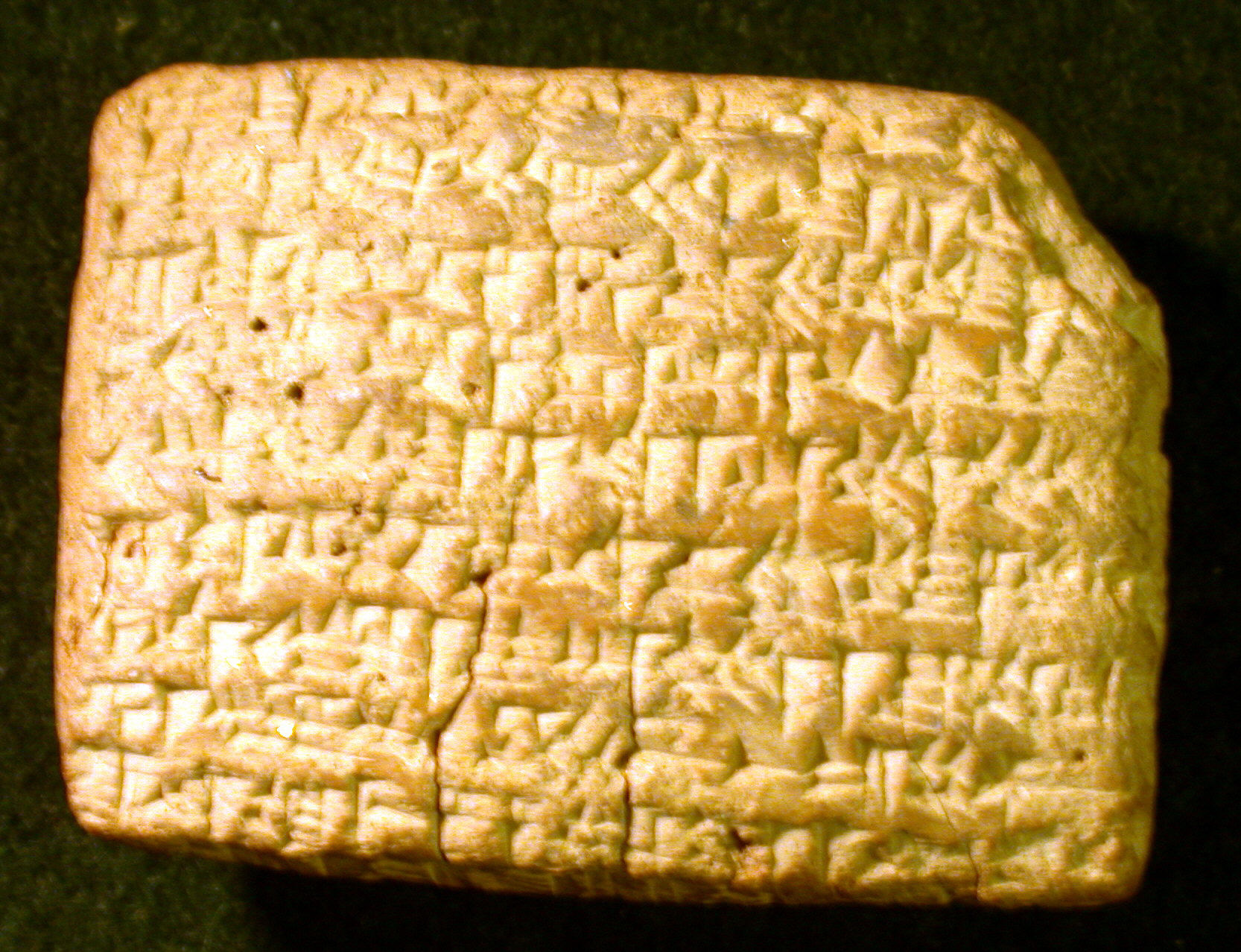
Tablettes des archives de l'Ebabbar de Sippar : versements à destination de prébendiers, v. 550 av. J.-C. Metropolitan Museum.

La notabilité urbaine de Babylonie est traditionnellement fortement liée aux sanctuaires, puisque ce groupe est dominé par les familles de « prêtres », ou plus exactement les détenteurs de prébendes dans les temples, c'est-à-dire d'une obligation de service pour le temple qui donne droit à une rémunération en nature (prélevée sur les offrandes faites aux dieux) et confère un prestige social important, surtout si elle concerne une charge de culte majeure. Ce groupe est surtout documenté à Borsippa, avec des familles impliquées dans le culte du grand temple local, l'Ezida du dieu Nabû,. La prébende implique une participation au culte au sens large, qui dépasse donc ce que l'on entend couramment comme une fonction de « prêtre » : l'accomplissement des rituels est certes concerné, mais aussi la préparation des aliments et des objets de culte voués aux divinités. En principe, une prébende est instituée à l'origine par le roi, confiée à un prêtre, puis elle devient un type de bien incorporel qui se transmet par héritage au sein de la même famille ; sa dimension patrimoniale ne s'arrête pas là, puisqu'elle peut être vendue, échangée, divisée, mise en gage et louée comme toute autre propriété,.
Le caractère fermé du milieu des prébendiers se voit par le fait qu'il est fortement endogamique : les enfants de « prêtres » se marient surtout entre eux. L'archive la plus importante provenant de ce groupe concerne d'ailleurs trois familles de Borsippa, nommées Ea-iluta-bani, Ili-bani et Nannahu, qui ont été réunies à la suite d'alliances matrimoniales. La prébende détermine aussi le statut social, puisque le milieu des prébendiers est hiérarchisé, les détenteurs de prébendes permettant de rentrer dans l'espace sacré (« (ceux qui) entrent dans le temple », erīb bīti) sont plus importants et bien mieux considérés que ceux qui ne peuvent pas (en général, les détenteurs de charges « artisanales ») ; c'est parmi ce groupe que se recrutent les administrateurs en chef du temple et les gouverneurs à Borsippa. La détention d'une prébende n'est pas en soi un gage de richesse, notamment parce que l'exercice de cette fonction implique des coûts, et il n'y a pas que des gens riches dans ce milieu social. Économiquement, les prébendiers rentrent plutôt dans la catégorie des « rentiers » : en plus de leurs prébendes, ils tirent surtout leurs revenus de propriétés foncières, mais ils sont peu impliqués dans les autres types d'affaires. Le nombre d'esclaves qu'ils possèdent est également un révélateur de leur richesse. Les détenteurs de charges requérant de l'expertise rituelle tels que les exorcistes et les chantres sont plus tournés vers l'acquisition et la transmission du savoir et n'ont donc pas laissé d'informations sur leurs comportements économiques. Si on en juge par les quelques cas connus il semble que les activités intellectuelles ne soient pas une voie vers l'enrichissement matériel.
D'autres familles de notables ont été caractérisées comme des « entrepreneurs ». C'est un phénomène qui s'affirme sous l'empire néo-babylonien, documenté par plusieurs fonds d'archives, le plus important en quantité étant celui des Egibi de Babylone. Ces personnages ne détiennent pas de prébendes de temples, même s'ils peuvent faire des affaires avec eux, ils ne cherchent pas à devenir des propriétaires terriens vivant de rentes, mais profitent des opportunités offertes par le développement de l'économie, aussi bien privée que publique (ils sont souvent en affaires avec des personnages liés au pouvoir royal), pour faire des affaires, qui sont pour l'essentiel cantonnées dans leur horizon local. Ils ont donc potentiellement une grande variété de revenus : prise à ferme de domaines pour le compte d'institutions, ou de taxes pour le compte de l'administration royale ; constitution de patrimoines fonciers, commerce, prêts, achat d'esclaves pour leur faire faire des activités spécialisées dont ils tirent une rente, etc. Ils peuvent monter des associations commerciales élaborées, au point que leur fonctionnement a pu être comparé à celui de « firmes »,. C'est dans ce groupe que les cas de mobilités sociales sont les plus visibles dans la documentation : certains parviennent à épouser des filles de prêtres, malgré leur différence de statut, en raison des difficultés financières de leur belle-famille.

### Vie familiale et domestique
Les archives privées des familles de notables, issues du milieu des prébendiers ou de celui des entrepreneurs, permettent de reconstituer divers pans de leur vie familiale.
Ces groupes sont organisés sur le modèle de la famille patriarcale étendue, dirigée par un chef de maison dont l'autorité s'étend à tous les membres de la famille. Cette fonction est exercée par un homme et se transmet en général de père en fils au sein de la branche principale de la famille. Sa résidence sert de lieu de direction de la famille, de son patrimoine et de ses affaires, et c'est à cet endroit que sont entreposées ses archives juridiques et économiques. L'identité de ces familles est très marquée par leur ancrage local, notamment leur ville et son temple. Le chef d'une famille influente exerce non seulement son autorité sur les membres de son foyer, mais aussi sur une parentèle formée par des alliances matrimoniales et une clientèle formée par des relations d'obligations.
Les unions matrimoniales sont arrangées entre les chefs de famille. La famille de la mariée verse comme aux périodes précédentes une dot (nudunnu) — discutée à l'avance et parfois fixée par contrat — au marié lors de l'union, la « contre-dot » de la période paléo-babylonienne a disparu de la documentation de cette période, même si on connaît encore des cas où l'épouse reçoit un présent (biblu) de la part du marié ou de sa famille. L'époux peut choisir de divorcer (muššuru, littéralement « relâcher ») de son épouse, généralement sur des motifs de préférences personnelles, et il doit alors lui verser une compensation financière, parfois en lui restituant sa dot.
La composante féminine de ces familles est placée sous l'autorité de la « maîtresse de maison » (bēlet biti), l'épouse du chef de famille, qui supervise le fonctionnement quotidien de la maisonnée : alimentation, habillement, entretien de la maison. Elle dispose pour cela d'une autorité sur ses filles, belles-filles et domestiques (dépendantes ou esclaves), chacune ayant une position hiérarchique et des champs d'activités bien définis. Comme souvent les femmes sont prioritairement actives dans l'économie domestique, notamment la nourriture et le textile, quelle que soit leur condition sociale. Cette population féminine est plus ou moins étendue selon le niveau de vie de la maisonnée. La maîtresse de maison s'occupe aussi des enfants en bas âge et des personnes âgées. Le chef de famille gère les ressources des femmes de la famille, y compris les dots de son épouse et de ses belles-filles, même si certaines épouses ayant un statut social important parviennent à conserver la gestion de leur propre dot et à avoir une certaine marge d'autonomie pour conduire des affaires,,. Légalement, rien n'empêche en tout cas les femmes libres d'acquérir des biens et de passer des contrats en leur nom propre ; en revanche elles n'apparaissent pas dans les listes de témoins d'actes juridiques.
À la mort du père de famille, ses possessions sont partagées entre ses fils, l'aîné prenant une part équivalant au double de celle de ses cadets, à moins que les modalités de l'héritage n'aient été précisées par testament (ce qui est un cas peu courant). Parfois les héritiers peuvent recevoir une part avant la mort du chef de famille. La dot constitue la part d'héritage des filles. Les couples stériles peuvent adopter des héritiers, même si le contrat d'adoption sert surtout pour réaliser des arrangements s'inscrivant dans une stratégie patrimoniale et n'impliquant pas un droit à héritage équivalent à celui des fils naturels : un chef de famille adopte un membre d'une branche collatérale pour l'associer plus étroitement à ses affaires ; une personne âgée adopte un esclave pour qu'il prenne soin d'elle dans ses vieux jours.

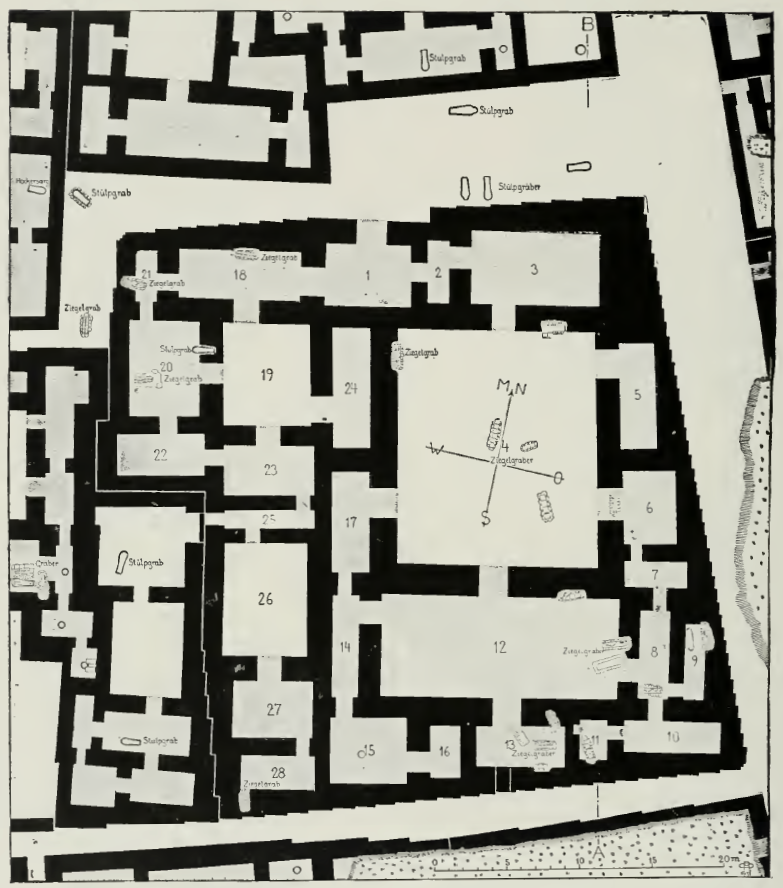
Plan de la « Grande maison » (Große Haus) du secteur du Merkès à Babylone ; avec près de 1500 m² au sol (murs inclus), c'est une des plus grandes résidences néo-babyloniennes connues.

Peu d'espaces domestiques ont été fouillés pour cette période : quelques résidences à Babylone, Ur, Uruk et Nippur. Elles sont de tailles diverses : les maisons de notables approchent les 1 500 m2, les plus petites un peu moins de 200 m2, la moyenne se situant au-dessus des 400 m2. C'est déjà plus que la moyenne des tailles de résidences connues pour la première moitié du IIe millénaire av. J.-C., qui se situe autour de 150 m2. Il ne semble pas exister de quartiers riches et de quartiers pauvres. Les résidences cossues se distinguent plutôt par une localisation sur les axes principaux ou les lieux ouverts, qui leur offre de la visibilité. Les principales familles de prébendiers vivent à proximité du sanctuaire où elles exercent leur charge, les serviteurs d'un haut personnage près de la résidence de celui-ci. Concernant l'organisation interne, ces maisons sont en général agencées autour d'un espace central, comprennent sans doute une salle de réception dans les maisons riches, mais la fonction des pièces est généralement difficile à déterminer, si tant est qu'elles en aient vraiment une. La question de la présence d'un étage est discutée. Ces résidences avaient au moins un toit en terrasse, fait de terre séchée ou cuite supportée par des poutres, qui devait être accessible et pouvait servir de lieu d'activités,. Les textes de la pratique indiquent par ailleurs les types d'espaces annexes destinés aux activités économiques jouxtant les espaces résidentiels : greniers, réserves, ateliers, ou encore des huttes en roseaux attenantes aux maisons. L'approvisionnement en eau devait se faire depuis le cours d'eau le plus proche. L'évacuation se faisait par des puisards et des canalisations en terre cuite. Les maisons des plus aisés disposent de toilettes, généralement disposées en un endroit éloigné de l'entrée, les autres devaient utiliser des dispositifs portatifs.
La documentation sur le mobilier de ces maisons provient surtout des listes de dots, car il y a eu peu de trouvailles lors des fouilles archéologiques de résidences. Elles indiquent la présence de lits, chaises et tables en bois, de coffres ou coffrets en bois et roseau. Elles documentent aussi des objets personnels, notamment les vêtements en laine et en lin de différents types, de parures et bijoux en argent et en or, ainsi que des ustensiles (vaisselle en argile et métal, lampes et supports de lampes, etc.). Si on les compare aux dots et inventaires de la première moitié du IIe millénaire av. J.-C., là encore les éléments tendent à indiquer un niveau de vie plus prospère à l'époque néo-babylonienne. Les résidences de l'élite de cette époque ne sont pas seulement plus grandes que par le passé, elles sont aussi mieux équipées.

### Esclaves, dépendants et couches populaires
Les couches inférieures de la population n'ont pas produit de documentation écrite donc elles sont peu documentées. Elles apparaissent dans les archives des temples et des notables, en général quand elles sont placées sous leur contrôle ou du moins à leur service.
Les esclaves (masc. ardu, fém. amtu ; on trouve aussi d'autres termes tels que qallu/qallatu) sont définis par l'absence de liberté et la dépendance économique et juridique envers leur maître, pour lesquels il s'agit d'un bien meuble qui peut être vendu, donné à un temple et transmis en héritage ou en dot aux enfants. Ils sont identifiés par une marque, une sorte de tatouage. Ceux qui sont connus pour cette période peuvent être des prisonniers de guerre, mais ce sont surtout des personnes nées esclaves ; l'esclavage pour dette semble peu répandu, en revanche on peut tomber en esclavage à la suite d'une condamnation pénale. Un commerce des esclaves existe, les prix auxquels ils se négocient réservant leur acquisition à des personnes riches. L'affranchissement est pratiqué. Le phénomène de fuite d'esclaves est courant. Les familles aisées emploient des esclaves domestiques, surtout des femmes, autrement les esclaves peuvent vivre en famille et travailler de manière plus autonome car ils ont la possibilité de faire des transactions et donc de posséder des biens. Pour des familles de notables, un esclave peut être un bien d'investissement s'il dispose d'une spécialité ou qu'on prévoit de le former en apprentissage ; il arrive qu'une affaire leur soit confiée (vente au détail, artisanat) de manière à en tirer des revenus. Certaines familles riches comme les Egibi ont au moins une centaine d'esclaves à leur disposition, mais dans la majeure partie des cas connus ils ne sont pas plus de cinq. Les sanctuaires doivent en avoir beaucoup plus. Mais pour autant il ne semble pas qu'il y ait eu un esclavage de masse à cette période, la majorité de la force de travail étant libre ou « semi-libre » (voir ci-dessous),,.
En effet, d'autres conditions de personnes existent, que l'on peut qualifier de « dépendants » ou de « semi-libres » car ils disposent de plus de libertés juridiques que les esclaves mais se voient imposer l'autorité d'une personne ou institution, les mettant dans une situation de dépendance, notamment économique. Le cas le mieux connu est celui des « oblats » (širku) des temples, qui sont des personnes données à un temple (ils portent une marque qui est le symbole de la divinité à laquelle ils appartiennent, comme l'étoile d'Ishtar), avec obligation de travailler pour l'institution, généralement en tant qu'exploitant agricole ou artisan, contre des rations d'entretien. Il peut s'agir d'esclaves donnés par leur maître, mais aussi de personnes libres données par leur famille. C'est quoi qu'il en soit un statut de dépendance totale vis-à-vis de l'institution, qui a un caractère juridique, pouvant être apparenté au servage. Ils sont en général employés pour des travaux agricoles ou artisanaux, mais certains ont des emplois administratifs et peuvent atteindre des positions relativement importantes. Une autre catégorie de dépendant, šušānū, est évoquée dans quelques textes mais est très mal connue,.
Le personnel au service des temples comprend bon nombre de femmes, qui interviennent suivant différentes modalités, mais en suivant d'une manière générale la même logique de division du travail qui se retrouve aux autres échelles de la société, conférant aux hommes les travaux de force et d'extérieur, et aux femmes les tâches domestiques et liées à la production de nourriture et d'habits, tout en n'hésitant pas à les mobiliser ponctuellement pour des travaux nécessitant beaucoup de main d’œuvre (notamment dans la construction). D'abord, les femmes et filles non mariées des dépendants agricoles aident pour les travaux agricoles au moins périodiquement. Le temple emploie aussi des oblates (širkatu), bien qu'elles semblent moins nombreuses que les hommes, pour les tâches traditionnellement féminines en Babylonie, la meunerie et le tissage. On trouve parmi les oblates des femmes sans époux, appelées zakītu, dont il n'est pas clair s'il s'agit de veuves ou de femmes jamais mariées, qui peuvent vivre avec leurs enfants,,. Un texte de l'Ebabbar de Sippar daté du règne de Darius Ier indique que de lourdes contraintes pèsent sur au moins une partie des veuves (almattu) afin qu'elles ne sortent pas de la dépendance du temple, puisqu'en contrepartie de leur prise en charge l'institution ne se contente pas de les faire travailler, mais les assigne à résidence et les empêche de se remarier avec des hommes libres et de faire adopter leurs enfants.
De façon assez paradoxale, les informations sur les enfants de l'époque néo-babylonienne concernent surtout les esclaves et dépendants, qui apparaissent dans les archives des sanctuaires et des familles de notables. La période d'enfance telle que conçue à cette époque semble courte. Un premier âge est celui de l'enfant non sevré (jusqu'à 2 ou 3 ans), puis vient la période de petite enfance, jusqu'à environ 6 ans. Ces enfants-là ne sont pas séparés de leur mère lorsque celle-ci change de maître. En revanche à partir de 6 ans ce n'est plus le cas, et il semble qu'ils entrent dans la force de travail.
Les couches populaires des villes babyloniennes sont difficiles à saisir dans la documentation qui ne les documente que de façon indirecte et parcellaire. De nombreuses personnes louent leurs bras pour des travaux divers, et sont embauchés par des institutions ou des familles de notables, ce qui semble indiquer qu'un segment important de la population n'est pas situé dans la dépendance des grands organismes. Reste à savoir si cela constituait leur seule activité ou bien s'ils louaient leur bras pour compléter les revenus de leur activité principale. L'essor économique et la monétisation des transactions pourraient avoir contribué à la croissance d'un prolétariat urbain.
Au bas de l'échelle sociale se trouvent des personnes isolées et très démunies, comme des enfants abandonnés, qui sont prises en charge par les sanctuaires en échange d'un travail. Cette forme d'assistance (situation qui semble aussi s'appliquer aux femmes isolées déjà évoquées) semble avoir limité le développement d'une classe miséreuse dans les villes babyloniennes.

### Chaldéens et Araméens

La Babylonie des premiers siècles du, avec la localisation approximative des tribus chaldéennes et araméennes.

Durant la fin du IIe millénaire av. J.-C. et le début du Ier millénaire av. J.-C., deux populations d'origine ouest-sémitique s'étaient implantées en Babylonie et y avaient fait souche : les Araméens et les Chaldéens. Si elles ont en commun leur organisation tribale, elles se distinguent par leur mode de vie : les Chaldéens se sont sédentarisés dans la partie occidentale et méridionale de la région, dans un arc allant de Borsippa à Ur et remontant jusqu'à Nippur, où ils ont pratiqué l'agriculture et le commerce, tandis que les Araméens, implantés dans la partie orientale de la région, le long du Tigre, ont préservé une composante nomade importante et sont restés plus à l'écart du moule culturel babylonien. Les deux groupes ont participé à la résistance contre l'Assyrie, mais seuls des chefs de tribus chaldéens ont tenté d'en prendre la direction en se proclamant rois de Babylone,.
Que les fondateurs de l'empire néo-babylonien aient des origines chaldéennes ou pas, une fois les Assyriens vaincus les principales tribus araméennes et chaldéennes deviennent un élément important de l'appareil politique et militaire néo-babylonien tout en conservant leurs propres institutions sociales et politiques qui maintiennent leur distinction. Ces groupes apparaissent relativement peu dans la documentation de l'époque, mais cela suffit à comprendre qu'ils restent présents dans leurs régions traditionnelles d'implantations. Les Chaldéens apparaissent surtout dans la documentation d'Uruk, quasiment pas dans celles de Sippar et de Borsippa. Les territoires tribaux chaldéens (Bit-Amukani et Bit-Dakkuri) apparaissent surtout dans les textes pour des questions de taxation et de mobilisation (militaire ?), ils ont une organisation administrative et des rapports avec les autorités d'Uruk. Ils pratiquent au moins par endroits une agriculture intensive tournée vers la production de dattes. Des membres des tribus araméennes majeures (Puqudu et Gambulu) apparaissent aussi dans les textes urukéens, notamment parce que leurs troupeaux paissent dans les régions bordières du Tigre où le sanctuaire envoie également les siens. Leur zone d'implantation est mal connue car plus éloignée d'Uruk, mais le temple y a quelques terres et l'impression qu'en donnent les textes est celle d'une région rurale avec des villages et une agriculture céréalière, moins densément peuplée et exploitée que les pays chaldéens,.

### Les déportés et leurs descendants

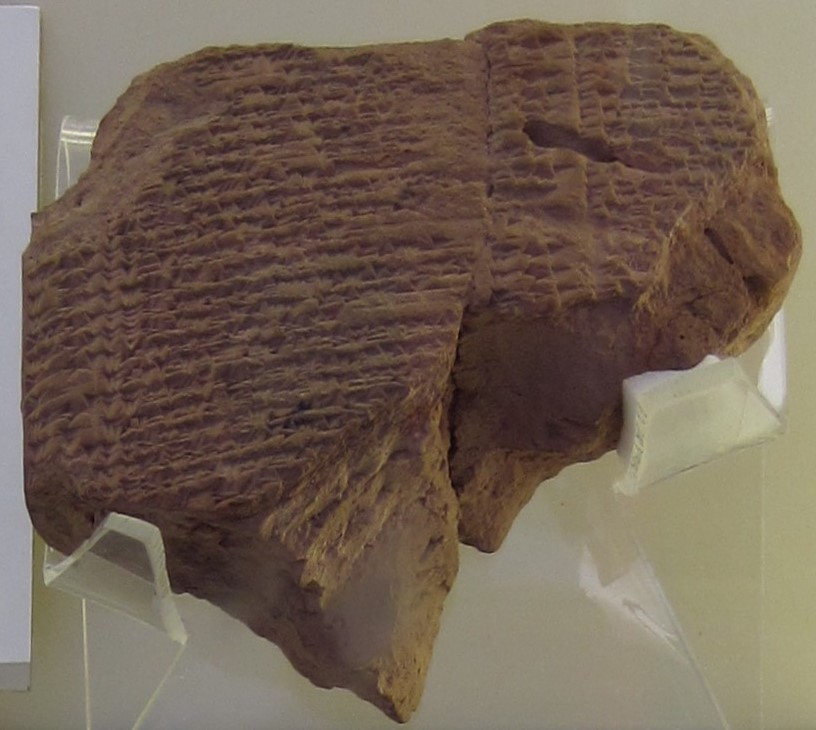
Tablette administrative du Palais sud de Babylone mentionnant des personnes étrangères résidant au palais, dont le roi Joachin de Juda et ses fils. Pergamon Museum.

La diversité ethnique de la Babylonie du VIe siècle av. J.-C. est accentuée par les déportations des populations depuis les pays vaincus, en particulier ceux de l'ouest. Ce mouvement a du reste commencé à l'époque de la domination assyrienne, par exemple sous Sargon II (722-705), qui a implanté des gens de Commagène (Kummuhu, en Anatolie) dans le Pays de la Mer après en avoir déporté une partie de la population vers d'autres régions. Il se poursuit sous les rois babyloniens avec l'arrivée de déportés ou de travailleurs libres, venus notamment de Syrie, du Levant, d'Asie mineure.
Une archive provenant du palais Sud de Babylone documente la présence de gens déportés depuis les régions soumises par Nabuchodonosor II, qui reçoivent des rations, y travaillent et pour certains au moins vivent avec leur famille. On y trouve en premier lieu des personnages de rang royal ou des courtisans emmenés en otage, notamment le roi Joachin et cinq princes de Juda emmenés à Babylone après la première prise de Jérusalem, ainsi que deux princes de la cité d'Ashkelon. Mais pour l'essentiel les étrangers présents dans les listes de personnes entretenues par le palais sont des spécialistes, qui peuvent aussi bien être arrivés là en tant que prisonniers de guerre qu'à la suite d'un recrutement (notamment des mercenaires) : des charpentiers d'Arwad, de Byblos et de Ionie, des marins du Levant et de Dilmun (dans le golfe Persique), des gardes/soldats d'Élam, de Carie et d'Égypte, etc.,.
On retrouve dans les documents de la période achéménide des agglomérations nommées suivant le pays d'origine de ses habitants : on trouve ainsi une Ashkelon, une Gaza, une Qadesh, une Tyr, et également une « ville de Juda » (Āl-Yahūdu) peuplée par des Judéens déportés au temps de Nabuchodonosor, dont on renvontre un écho dans la Bible. Cette dernière communauté est bien connue grâce à des tablettes économiques de la période achéménide mentionnant des personnes d'origine judéenne reconnaissables par leur nom, vu que leurs activités ne les distinguent pas des autres populations,.
Des populations arabes sont également mentionnées jusqu'en Babylonie centrale dans les environs de Nippur, dans des textes d'époque néo-babylonienne et surtout pour le début de l'époque perse, donc après les campagnes militaires babyloniennes en Arabie, avec semble-t-il une position similaire à celle des autres groupes d'origine étrangère.
Sous les premiers rois achéménides viennent s'y joindre des populations d'Asie mineure et de Grèce, déportées à l'issue de révoltes contre les Perses et des guerres médiques : des Cariens, des Milésiens, des Béotiens. Des travailleurs Grecs (Yamanāya, « Ioniens ») apparaissent dans un texte de l'archive des Egibi.

## Dynamiques et activités économiques

### Tendances générales
En matière d'économie, le « long sixième siècle » babylonien est une période de prospérité et d'expansion. Cette situation repose sur plusieurs facteurs : un climat plus humide qu'au tournant du Ier millénaire av. J.-C., permettant la stabilisation du système de rivières (selon M. Jursa ; mais des données récentes indiquent plutôt que la période est marquée par une aridification) ; une croissance démographique et urbaine qui accompagne ces évolutions ; la fin des conflits en Babylonie même avec l'avènement de l'empire néo-babylonien. L’État contribue également à la consolidation des structures économiques par diverses mesures : creusement de canaux qui étendent la surface en culture, concession de terres, garantie de la valeur de l'argent, et grands projets de construction en bonne partie financés par les produits du pillage et des tributs venus d'Assyrie et du Levant. Certains historiens comme M. Jursa n'hésitent pas à parler d'une croissance économique pour le long sixième siècle. Elle se caractériserait par un essor agricole, avec notamment des productions plus qualitatives, une part plus importante de la population travaillant dans les activités non-agricoles, un développement du salariat et des échanges monétisés, de la consommation. Cela s'appuie sur l'apparition de marchés urbains plus dynamiques, d'une riche notabilité urbaine, parmi laquelle se trouvent notamment des intermédiaires commerciaux en mesure d'assurer la commercialisation des produits. Le niveau de vie moyen augmente sans doute. Cette dynamique cesserait au Ve siècle av. J.-C. avec la mise en place de la domination perse, qui se traduirait par une économie plus tournée vers l'exploitation des ressources de la Babylonie, dominée par les élites perses et les agents babyloniens à leur service, qui ont des inclinations moins entrepreneuriales. Ces conditions favorables ne profitent pas à tous, et pas de la même manière. Outre les inégalités sociales déjà évoquées, on constate également des inégalités régionales : le nord de la Babylonie (Babylone, Borsippa, Sippar) est plus prospère parce qu'il bénéficie le plus des faveurs royales, tandis que les villes méridionales (Uruk, et plus encore Nippur et Larsa) profitent moins de la dynamique générale de la période.

### Agriculture et élevage
La période néo-babylonienne est marquée par le développement de l'agriculture, qui se poursuit sur un rythme sans doute plus important que durant le siècle précédent. Les rois babyloniens jouent un rôle direct dans l'essor agricole en remettant en état le réseau de canaux, qui avait été laissé pour compte du fait des troubles politiques des siècles précédents, et avait subi plusieurs changements du cours de l'Euphrate.
L'agriculture irriguée concerne essentiellement les deux grandes cultures qui dominent en Basse Mésopotamie : les céréales, avant tout l'orge, et le palmier-dattier (associé aux cultures maraîchères) dont la culture connaît une expansion à la période néo-babylonienne du fait des profits substantiels qu'elle peut amener. En effet, si la céréaliculture demande peu d'investissements, elle n'a sans doute pas permis de générer de forts revenus et ses rendements ne paraissent pas particulièrement importants (c'est discuté). La culture du palmier-dattier, plus onéreuse à mettre en place, semble en revanche générer à moyen terme des rendements importants et des gains, notamment parce qu'elle sert à cette période à produire le type de bière qui est le plus populaire. D'autres cultures ont pu être cultivées avec des vues spéculatives par des entrepreneurs, comme les oignons commercialisés en ville par Iddin-Marduk de la famille Nur-Sin. Si dans l'ensemble les terres à cultiver ne manquent pas, celles qui sont les mieux irriguées et proches des villes sont les plus convoitées et font l'objet de tensions entre les différents propriétaires potentiels. Il semble plus complexe pour les propriétaires et les exploitants d'avoir accès à de la main-d'œuvre agricole, aux bœufs de labour et au matériel d'exploitation. Il semblerait que les domaines des sanctuaires soient en général sous-exploités, notamment par manque de personnel, tandis que les familles d'entrepreneurs urbains se caractérisent plus par l'investissement et la recherche de profit, surtout s'ils intègrent leurs exploitations agricoles dans d'autres activités de transformation et de commercialisation. Mais la spécialisation de certaines exploitations périurbaines vers des cultures de marché semble une tendance générale de la période,,,,.
Les parcelles connues par des descriptions et des plans sont de forme quadrangulaire souvent rectangulaire, et tendent à s'allonger considérablement, avec un de leurs deux côtés courts bordant un canal d'irrigation. Cela résulte peut-être d'un programme de planification du découpage des terres, prenant en compte la concurrence pour l'accès aux canaux qu'il fallait offrir à un maximum de champs et de palmeraies-jardins. Le système d'irrigation était géré par une administration liée à la gestion des terres royales, dirigée par le mašennu, intendant du domaine royal, auquel sont intégrées les voies d'eau ; au niveau local elle était gérée par le gugallu qui contrôle l'état des canaux, la gestion de la distribution de l'eau, et plus largement la mise en culture de zones agricoles.
Les modes d'exploitations des terres sont divers. Les temples disposent de nombreuses terres, plus de 10 000 hectares pour l'Eanna d'Uruk qui est l'un des mieux dotés, et qui peuvent être réparties hors de leur horizon immédiat, puisque l'Ebabbar de Sippar, certes « seulement » doté d'un millier d'hectares de terres environ, a des palmeraies autour de Dilbat et de Borsippa, et des champs en Haute Mésopotamie. Ils en exploitent une partie directement : des champs céréaliers par le biais de leurs dépendants organisés en équipes de labours, les palmeraies par des salariés. Une autre partie de leurs terres est concédée à des prébendiers (qui les font exploiter par d'autres) en rémunération de leur service pour le temple, tandis que d'autres sont confiées en fermage, à des petits exploitants mais aussi à des notables urbains qui les font exploiter par leur personnel ou les sous-louent à leur tour. À partir du règne de Nabonide est constituée la « ferme générale », cas dans lequel le champ est concédé à des notables contre redevance, charge à ces derniers de le mettre en valeur avec leurs propres moyens humains et techniques. Les terres de la couronne ne sont pas documentées, mais leur exploitation doit s'être déroulée peu ou prou de la même manière que celle des temples ; en particulier des terres de service sont concédées à des fonctionnaires et des soldats en échange de leur service pour le roi. Les notables peuvent également être propriétaires de terres, qu'ils font exploiter par leurs esclaves ou donnent en fermage. Le poids et l'organisation des petits propriétaires indépendants et d'une manière générale des exploitations paysannes villageoises est impossible à déterminer, car ils ne sont quasiment pas documentés,,.
En ce qui concerne l'élevage, les sanctuaires disposent de troupeaux de moutons et de chèvres, également de bœufs pour les labours, ainsi que de volailles (canards et oies). La gestion des troupeaux d'ovins était menée de manière très rigoureuse, selon un système hiérarchique précis. Ils étaient souvent confiés à des bergers qui pouvaient les amener paître très loin, jusque dans la région du cours moyen du Tigre. Les moutons représentent une ressource importante pour l'Eanna d'Uruk, grâce à leur laine, tissée dans les ateliers de l'institution, qui lui permet de retirer d'importants revenus. Les agneaux sont quant à eux les animaux sacrificiels par excellence,,,.
L'exploitation des zones marécageuses, qui sont importantes économiquement car elles fournissent des roseaux, des poissons et du gibier, est mal connue. Les temples en possèdent, et certains entrepreneurs se font concéder l'exploitation de droits de pêche,.

### Commerce et services

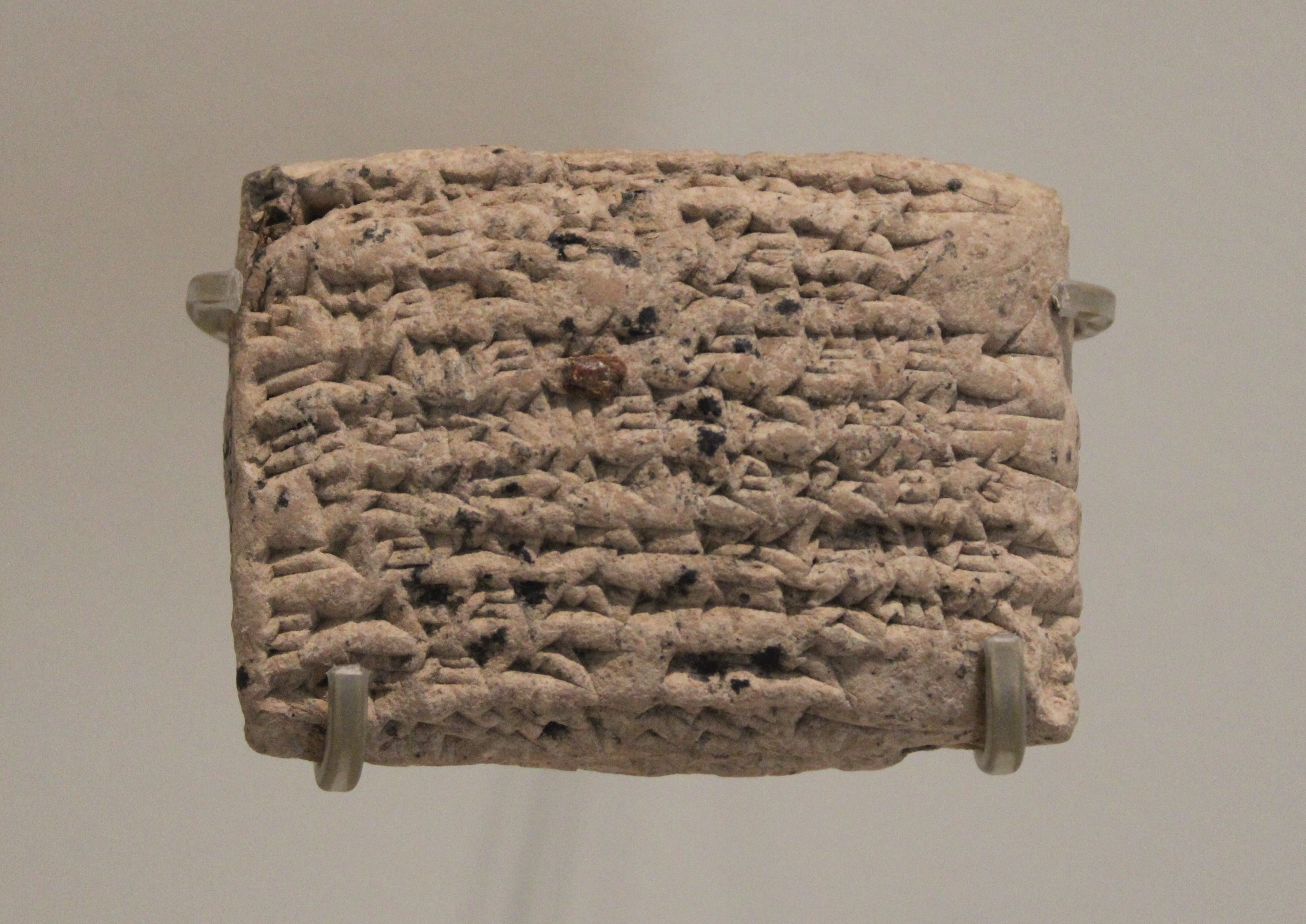
Tablette relative à une expédition commerciale à longue distance, apportant des produits d'Égypte et du Levant : « lapis lazuli » (sans doute du bleu égyptien), métaux (cuivre, fer, étain), teintures, alun, laine bleu-pourpre, résine, vin, miel, etc. Uruk, règne de Nabonide (551 av. J.-C.). Musée du Louvre.

La phase d'essor économique du long sixième siècle est également marquée par un développement des échanges, qui se ressent surtout au niveau local et régional avec l'émergence de marchés urbains et de réseaux d'échanges des productions agricoles vers ceux-ci.
Le commerce est dominé par les grands organismes, qui engagent des marchands (tamkāru) pour vendre localement les surplus de leurs activités de production, avant tout des cultures (grain, dattes) et de l'élevage (laine), et pour s'approvisionner en produits rares venant de loin. Ils financent des opérations de commerce à longue distance (bien moins important en volume que le commerce local, où sont actifs les entrepreneurs urbains), pour se procurer des produits de valeur hors de Mésopotamie ou plutôt en les faisant acheter sur les marchés de cette région où ils sont déjà acheminés par d'autres moyens, en premier lieu Babylone qui sert de principal centre de commerce. Ils recherchent avant tout des métaux (étain d'Iran, cuivre de Chypre, fer), de l'alun d'Égypte, des teintures du Levant, du vin de Syrie et de Haute Mésopotamie,.
Il est difficile d'identifier des lieux des échanges tant par les textes que par l'archéologie. Typiquement, le quartier marchand d'une ville est le « quai » (kāru), ainsi désignés parce qu'il se situe sur une voie navigable (essentielle pour le transport des marchandises), qui sert notamment de lieu de transbordement et d'entreposage des marchandises. Il existe des échoppes (kuruppu) construites dans des maisons ouvrant sur les rues et des marchés de rue (le « souk » sūqu, littéralement « rue »), qui semblent avoir une forme d'organisation puisque des textes mentionnent des superviseurs attitrés. Les portes urbaines semblent servir de lieux d'échanges, car plusieurs villes de la période ont un quartier nommé en fonction d'une « Porte du marché » (Babylone, Uruk, Kutha) et plusieurs textes évoquent des transactions ayant lieu à des portes urbaines,. 
Un lieu important de la vente au détail est le « cabaret », qui sert de débit de boisson (notamment la bière de dattes) et de restauration. Une esclave appelée Ishunnatu se fait ainsi confier par la « firme » Egibi l'exploitation d'un cabaret à Kish, dont le capital de départ est documenté par plusieurs tablettes, comprenant de quoi fabriquer (jarres, dattes, épices) et servir (tables, chaises, vaisselle) de la bière de dattes, et aussi héberger des gens (avec des lits ; ce qui implique selon certains historiens une fonction de lieu de prostitution, mais rien ne confirme cela).
Les archives de la période documentent aussi l'existence d'activités de prestations de services et de fabrication de biens divers, pour le compte des familles de notables urbains ou des institutions, qui ne les réalisent donc pas avec leur propre personnel dans un cadre domestique, comme cela est le plus courant. Pour cela, ils contractent avec des travailleurs spécialisés, qui souvent semblent être libres et indépendants (mais il y a aussi des esclaves et des oblats), pour qu'ils accomplissent des tâches, dont la durée peut être déterminée (en général un mois ou un an), contre salaire. Plusieurs actes documentent ainsi l'embauche de blanchisseurs par des notables. Dans d'autres cas on loue les compétences de spécialistes aussi divers que des mercenaires/gardes, des travailleurs agricoles, des brasseurs de bière, des nourrices, des maçons et briquetiers, des tisserands, des chasseurs de rats (?), des saltimbanques, etc.,.
La documentation juridique de la période comprend aussi des contrats de location de maisons, pour quelques mois ou des années, ainsi que celle de bateaux et d'animaux.

### Monnaie, finances et associations
Les effets du développement économique de la période se décèlent en particulier dans des changements d'échelles et de pratiques : l'argent est plus employé qu'auparavant pour les transactions et les salaires, et les entrepreneurs élaborent des affaires plus ambitieuses et complexes.
Les moyens de paiement employés par les Babyloniens (pour les achats quotidiens ou exceptionnels, les opérations commerciales, les prêts, le paiement des taxes, des dots ou de salaires) sont discutés. L'argent pesé sert d'étalon de valeur, et de moyen de paiement pour des transactions importantes (les grains et la laine peuvent servir de moyens de paiement dans certains textes de l'époque). Mais pour les transactions de faible valeur (par exemple l'achat de galettes de pain dans une boulangerie), qui échappent à la documentation textuelle, il est généralement considéré qu'il n'a pas été employé car ce métal a trop de valeur et ne devait pas circuler sous la forme d'objets de petite taille, sans que l'on sache comment les achats au détail étaient réglés (troc ? paiement en nature ?). Mais certaines tablettes semblent indiquer que l'argent pouvait être employé pour de petites transactions. Les conquêtes babyloniennes auraient entraîné un afflux de ce métal en Babylonie, le rendant sans doute plus courant pour les paiements, mais réduisant aussi son pouvoir d'achat et créant une dynamique inflationniste dans la seconde moitié du VIe siècle av. J.-C..
L'argent circule aussi dans la société par le biais de prêts à intérêt, documentés par de nombreuses tablettes de reconnaissance de dette (u'iltu). Les notables urbains sont les principaux prêteurs, les temples ayant manifestement abandonné cette pratique alors qu'ils en faisaient souvent un millénaire plus tôt. Mais il n'y a pas d'usuriers à proprement parler, et à plus forte raison de banquiers : l'activité de prêt est toujours accessoire par rapport aux autres activités des notables, et a autant si ce n'est plus des motivations sociales qu'économiques, puisqu'elle ne semble pas particulièrement profitable financièrement mais sert à consolider des liens sociaux. Les prêts se font en général dans un cercle restreint, familial, amical ou clientéliste, pour des besoins immédiats en liquidités tels que le paiement de taxes, la constitution d'une dot ou le financement d'une opération commerciale,.

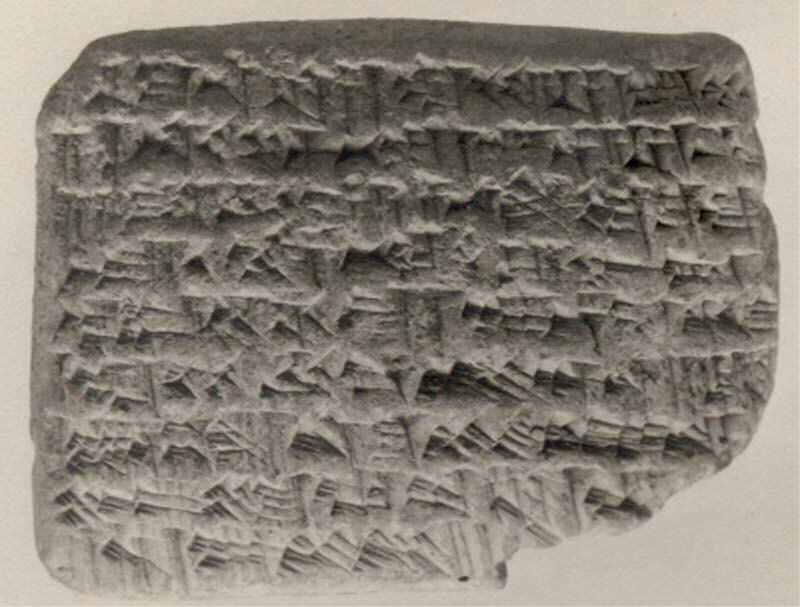
Tablette des archives des Egibi concernant une association-ḫarrānu. Metropolitan Museum.

Pour mobiliser plus de fonds, des familles d'entrepreneurs recourent à des instruments de financement plus complexes, les contrats d'association ḫarrānu, généralement conclus pour une longue durée (certains s'étalent sur plusieurs décennies). Ces associations concernent toute la gamme d'activités possibles en Babylonie, aussi bien agricoles qu'artisanales ou commerciales. Dans sa forme la plus simple, un investisseur apporte du capital qu'un mandataire fait fructifier, et les deux partagent les bénéfices. Des formes plus élaborées se développent, dans lesquelles l'investisseur est actif dans l'entreprise, ou bien les partenaires apportent tous les deux capital et travail, ou encore des associations dérivées d'autres associations et même un cas de fusion. C'est un moyen pour certaines personnes d'envisager des opérations économiques ambitieuses, mais pour autant cela ne les met pas pour autant au niveau des familles de grands propriétaires et à plus forte raison à celui des sanctuaires et des membres de la famille royale,,.
Les « firmes » formées par les entrepreneurs atteignent en tout cas un degré de sophistication assez poussé. L'exemple le mieux connu est celui de la famille des descendants d'Egibi installée à Babylone (il existe des branches collatérales dans d'autres villes), documentée par environ 1 700 tablettes qui s'étalent sur cinq générations. Sur cette période, elle exerce diverses activités : commerce de denrées alimentaires autour de la capitale, prêts, prise à ferme de taxes, achats de propriétés foncières urbaines et rurales qui sont ensuite louées, achats d'esclaves, etc. Elle se lie avec le pouvoir royal à compter du règne de Nériglissar, ce qui lui permet d'accroître son importance. Ils emploient des stratégies économiques élaborées : une association commerciale ḫarrānu fonctionnant sur une vingtaine d'années procède ainsi à des achats de palmeraies et d'esclaves afin de produire de la bière de dattes qui est ensuite vendue au détail, organisation verticale qui la voit contrôler aussi bien la production de matière première, les dattes, son acheminement, sa transformation et la vente du produit fini,.

### Les activités artisanales
Les archives néo-babyloniennes, en particulier celles des temples, documentent différents métiers artisanaux. Les métiers de bouche sont ceux des boulangers qui fabriquent des pains, galettes et gâteaux, des brasseurs qui font des bières à base de dattes ou de céréales, des presseurs d'huile de sésame, et des bouchers qui abattent les animaux et découpent les viandes. L'artisanat métallurgique comprend les forgeron qui fabriquent notamment l'outillage, et les orfèvres qui réalisent des objets précieux, en particulier dans le cadre du culte. Les minerais étant peu accessibles, leurs livraisons et usages sont strictement contrôlés, et le recyclage d'objets anciens est pratiqué. Le tailleur de pierre ou lapicide est peu mentionné dans les sources de l'époque. L'artisanat de la poterie est très répandu et dispose apparemment de rues voire de quartiers attitrés. L'argile est très abondante, et c'est aussi pour cela que la brique d'argile est l'élément fondamental de la maçonnerie babylonienne. L'artisanat du bois couvre les activités de charpenterie, menuiserie et d'ébénisterie. Les spécialités reconnues sont celles du fabricant de barques/bateaux, étanchéifiés avec du bitume, du fabricant de vantaux de portes et du fabricant de meubles et d'ustensiles. Le roseau étant abondant dans les zones marécageuses, la vannerie est une activité artisanale importante, pour fabriquer des nattes, des claies, des corbeilles et paniers. Le roseau est aussi employé dans la construction de bâtiments et d'embarcations. L'artisanat du textile comprend des spécialistes du tissage, de la confection, du nettoyage et de l'entretien. Les vêtements courants sont fabriqués en lin et en laine. La production d'étoffes de luxe implique plusieurs types des spécialistes, comme un spécialiste des vêtements multicolores. La mégisserie est aussi documentée, notamment les activités de tannage. Divers usages des peaux travaillées sont attestés : sandales, éléments d'harnachement et d'attelage, outres, instruments de musique, parchemins, etc.,.
L'organisation de ces différents métiers se fait dans différents cadre et échelles. Beaucoup de travaux sont effectués dans un cadre domestique, notamment par les femmes de la maisonnée et des esclaves ou dépendants. Cela concerne notamment la transformation des aliments et le tissage. La documentation concerne surtout les artisans des temples (notamment la « charte des artisans » de l'Eanna, qui se soucie en particulier du contrôle de la matière première employée pour la fabrication d'objets luxueux), parmi lesquels se trouvent une partie des prébendiers, qui sont spécialisés dans la fabrication des offrandes (aliments, boissons, objets de culte dont des vêtements et bijoux), mais aussi des artisans spécialisés rémunérés en argent, et un nombre important de travailleurs dépendants, plus ou moins spécialisés, travaillant dans les ateliers institutionnels. Il existe un travail collectif, au moins pour les activités de construction, mais il n'est pas forcément accompli par des groupes serviles ou des corvéables, puisqu'il semble qu'assez souvent les personnes employées reçoivent des salaires. Quant à l'existence d'artisans indépendants vivant de leur métier sans dépendre d'une institution ou d'une famille importante, elle est discutée. Ceux qui mettent en avant la monétisation de l'économie néo-babylonienne considèrent qu'il a dû y en avoir.
La spécialisation des métiers artisanaux se voit aussi par les 35 contrats d'apprentissage connus pour la période. Ils concernent surtout les boulangers-cuisiniers et des métiers textiles. Les apprentis, de jeunes hommes, sont souvent des esclaves ou des oblats, que leur possesseur envoie se former auprès d'un artisans plus expérimenté, généralement un homme libre, pour qu'il leur soit profitable à l'avenir. Dans d'autres cas ce sont des parents qui envoient leurs fils se former. Les contrats prévoient la durée de la période d'apprentissage, très variable selon les cas, le fait que le maître-artisan se charge de loger et de nourrir son apprenti. En contrepartie il reçoit des honoraires en argent ou en nature, mais en général il se rémunère en faisant travailler l'apprenti pour son compte durant la période de formation,.

## Religion et culture

### Les divinités et panthéons

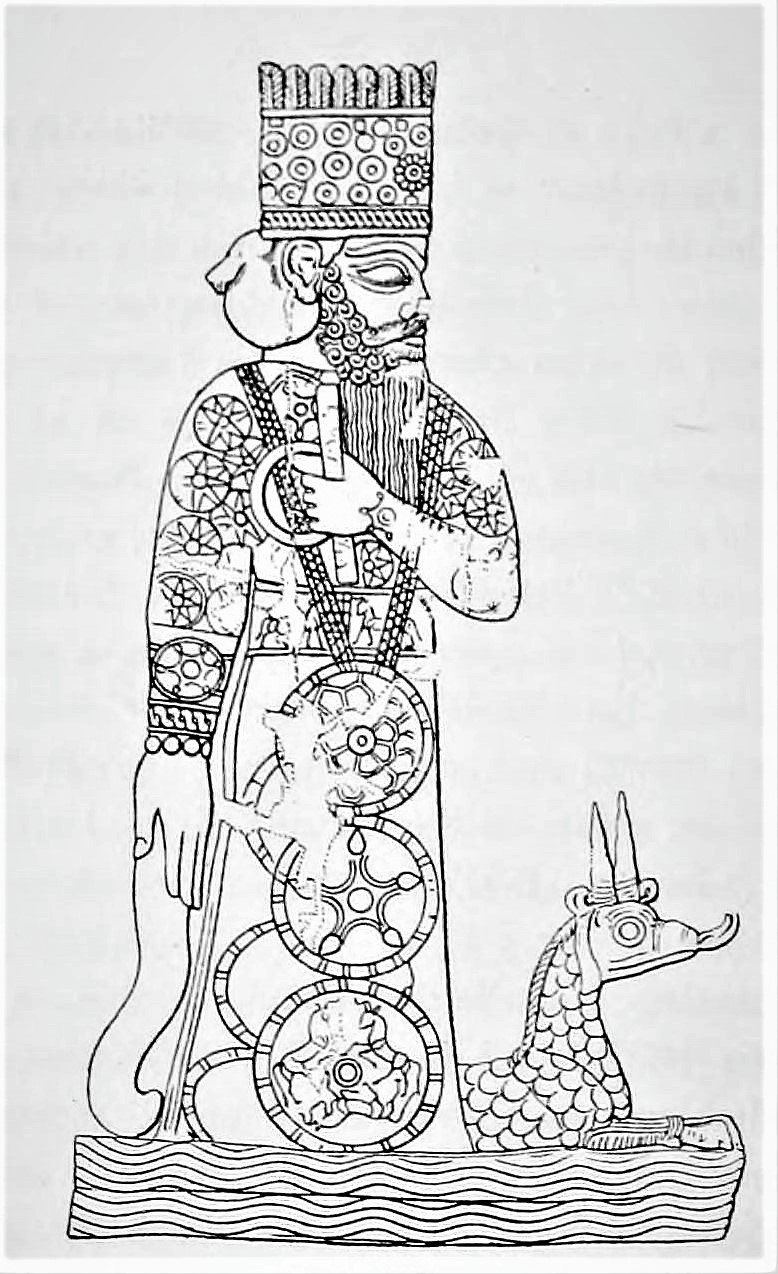
Marduk et son animal-attribut, le dragon-serpent (mušḫuššu), copie de l'impression du sceau-cylindre offert au dieu par le roi Marduk-zakir-shumi Ier (854-819 av. J.-C.) et conservé par l'Esagil.

Marduk, aussi appelé Bēl « Seigneur »/« Maître », est la divinité principale du panthéon officiel babylonien. Ce dieu est promu par l'idéologie royale, qui appuie la position prépondérante de son grand temple, l'Esagil (« Temple au pinacle élevé ») de Babylone. Nabû, le dieu de la sagesse et fils de Marduk, dont le temple principal est l'Ezida (« Temple fiable ») de Borsippa, est l'autre divinité principale du panthéon royal. Mais les rois n'ignorent pas les autres divinités majeures du panthéon babylonien, notamment le dieu-soleil Shamash. La prédilection de Nabonide pour le dieu-lune Sîn semble être une des spécificités de son règne, qui a causé des tensions avec le clergé babylonien, mais sa nature et son importance sont discutées.
Il ne faut du reste pas trop se focaliser sur les discours produits par les souverains et le clergé de Babylone, qui peuvent être en décalage avec la réalité des croyances populaires que l'on peut percevoir par exemple dans les noms de personnes, faisant souvent référence à des divinités. Marduk est certes populaire, car c'est aussi une divinité ayant une fonction protectrice pour les personnes (il intervient notamment dans des rituels de guérison), mais on constate ainsi que les grands dieux mésopotamiens anciens restent très vénérés (même si leurs aspects peuvent évoluer), que ce soit la triade Anu, Enlil et Ea, ainsi que les divinités célestes Sîn, Shamash et Ishtar, ou encore le dieu infernal Nergal, le dieu de l'Orage Adad. Ishtar est à cette période la divinité féminine principale, disposant de lieux de culte majeurs dans plusieurs cités (Uruk, Babylone, Akkad, Kish, Nippur), et ayant absorbé les caractéristiques de la plupart des anciennes déesses mésopotamiennes (Ninlil, Ninhursag, etc.), à l'exception des déesses guérisseuses qui ont été fondues dans la figure de Gula, déesse de la médecine.
De plus, comme il est de mise dans les systèmes polythéistes, chaque localité et sanctuaire dispose de sa société divine locale organisée autour de sa divinité majeure. Le panthéon d'Uruk, gravitant autour de son principal sanctuaire, l'Eanna (« Temple céleste ») d'Ishtar, est le mieux documenté pour la période. Il est dominé par une pentade de déesses comprenant Ishtar d'Uruk, Nanaya, Beltu-sha-resh, Usur-amassu et Urkayitu. Viennent ensuite un ensemble de divinité mineures et d'objets cultuels divinisés. La statue divine d'Ishtar avait été enlevée du temple au VIIIe siècle av. J.-C. et est ramenée par Nabuchodonosor, qui profite de l'occasion pour étendre l'influence babylonienne/royale en associant le symbole divin de Marduk à Ishtar et celui de Nabû à Nanaya.

### Le culte: lieux, moments, acteurs

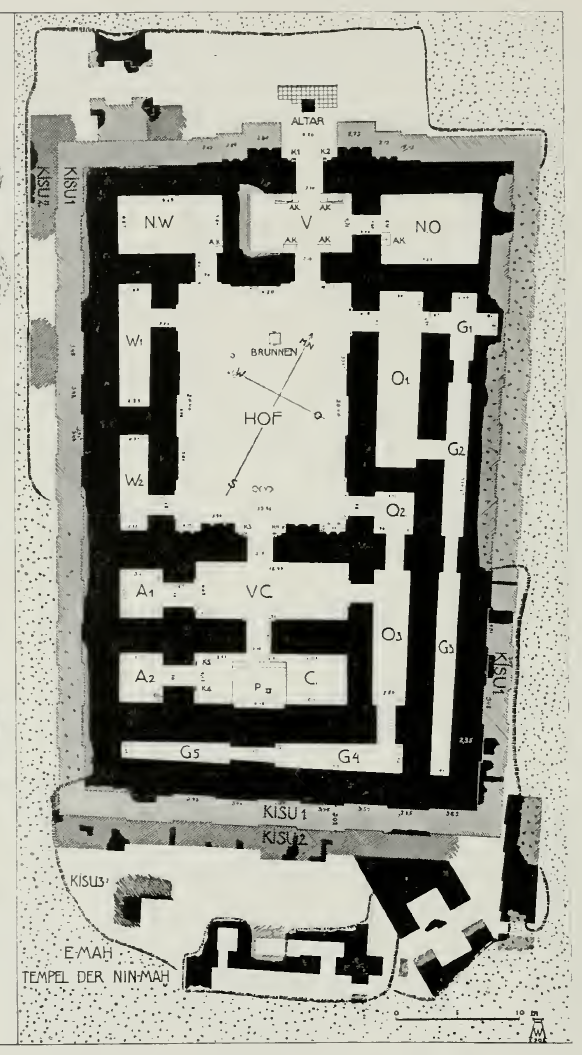
Plan de l'E-mah, temple de la déesse Ninmah à Babylone.
Entrée au nord, organisation autour d'une cour centrale (Hof) ouvrant au sud sur un vestibule (VC) puis la cella (C) à disposition barlongue, avec une niche pour la statue de culte face à sa porte d'entrée (plan dit « babylonien »)..

Le culte de la période néo-babylonienne reprend les aspects traditionnels du culte mésopotamien. Il est effectué dans des temples urbains. Ces espaces sont conçus comme les résidences des divinités, dont la présence est incarnée par la statue de culte, auxquels l'accès est limité. Un sanctuaire dispose d'une divinité principale qui occupe la salle de culte du temple principal. Elle est entourée par son cercle divin, vénéré dans des chapelles voisines. Les temples sont de tailles diverses : les grands sanctuaires sont des complexes architecturaux occupant des quartiers entiers, protégés par une longue enceinte délimitant un espace sacré organisé autour d'un temple principal, d'une ziggurat et de nombreuses dépendances. Les sanctuaires secondaires tels ceux fouillés à Babylone pour la période occupent un bloc urbain,. Plus intégrés aux espaces résidentiels que les grands temples, ils jouent sans doute un rôle important dans l'identité des quartiers urbains. Hors des espaces sacrés, les rues comprennent des autels, des piédestaux, des niches et d'autres installations cultuelles accessibles aux gens du commun.
Le culte régulier des temples mésopotamiens consiste à prendre soin des divinités, dont la présence se manifeste par leur statue de culte. Les offrandes quotidiennes sont conçues comme les repas des divinités, qui ont lieu le matin et le soir, durant lesquels on offre de la viande d'animaux, des fruits, des galettes et gâteaux, de la bière. Ces offrandes proviennent des domaines des temples, d'achats, de dons, notamment par le roi, elles sont transformées par les prébendiers « artisans » et présentées aux divinités par ceux qui peuvent entrer dans l'espace sacré. Les mets sont ensuite redistribués aux prêtres/prébendiers et au roi. Il a été estimé qu'une divinité majeure comme Ishtar d'Uruk recevait quotidiennement l'équivalent des rations alimentaires d'une centaine de dépendants du temple. Le culte consiste aussi dans des rituels de lavage/purification et d'habillement des statues de culte ; pour cette raison les divinités disposaient d'un trésor personnel comprenant des habits et des bijoux de grande qualité,.

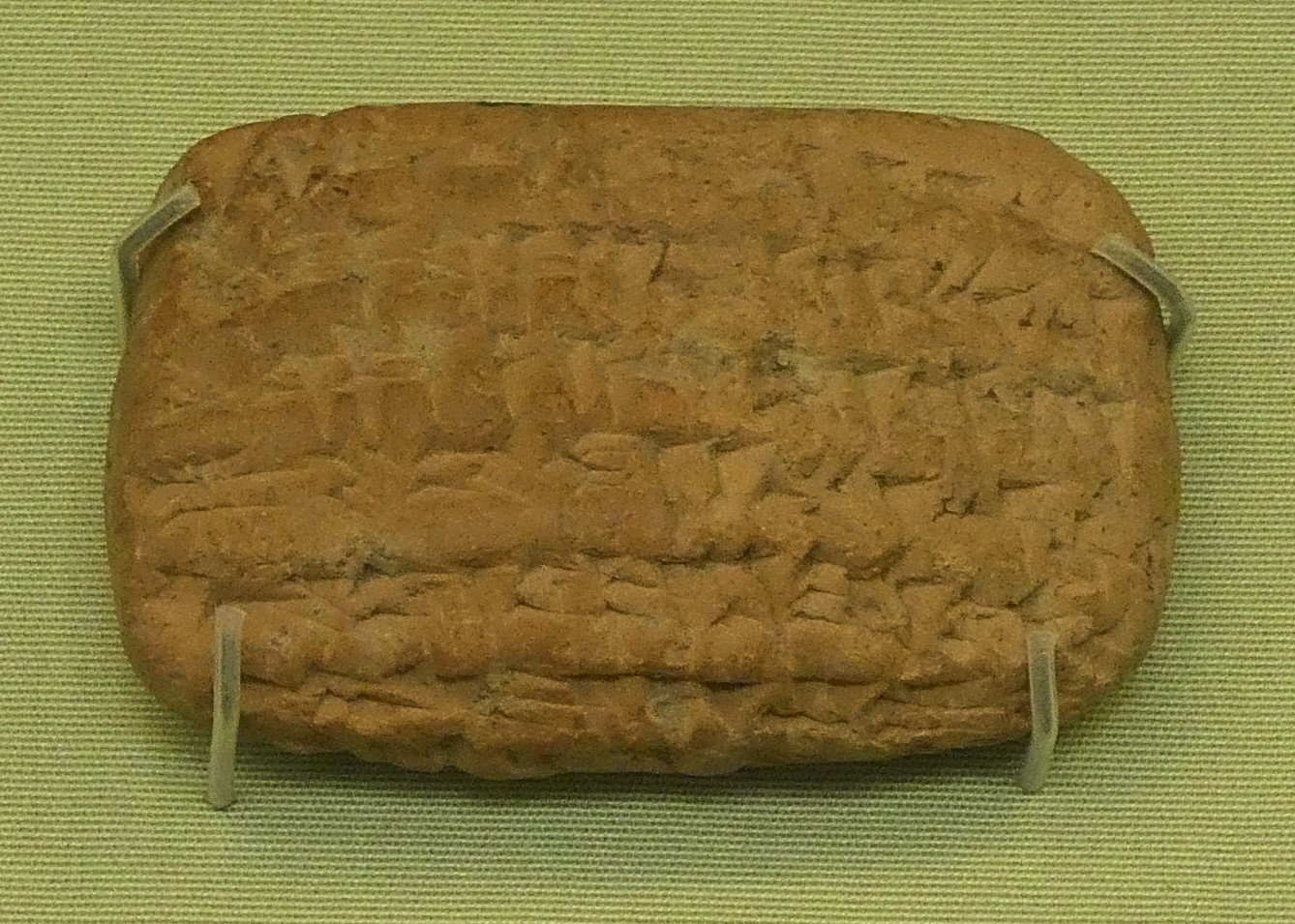
Tablette administrative enregistrant un don d'or fait par le chef eunuque de Nabuchodonosor II au sanctuaire de Marduk. British Museum.

Le roi est le principal pourvoyeur en offrandes pour les temples. La piété et la générosité envers les divinités sont d'ailleurs les qualités royales les plus mises en exergue dans les discours officiels néo-babyloniens. Cela se traduit aussi bien par la construction ou la restauration de temples, la fourniture d'offrandes pour le culte régulier, d'objets de culte tels que des vases cultuels, des trônes, des chars, des barques, des vêtements et des parures pour les statues divines. Les particuliers accomplissent quant à eux des offrandes à des occasions spéciales, souvent de manière collective, et en même temps que le roi.
Diverses fêtes religieuses remplissent le calendrier cultuel des grandes villes de Babylonie. Les descriptions de rituels de la Babylonie récente se trouvent dans des tablettes datées pour la plupart de la période hellénistique, dont on ne sait pas dans quelle mesure elles sont transposables pour la période antérieure. Les sources d'époque néo-babylonienne sur ces rites sont des documents administratifs et privés. Des lettres d'Uruk indiquent également que les prêtres ont du mal à trouver des gens pour porter les palanquins divins lors de processions, qui sont des moments marquants de ces rites. En faisant sortir les divinités de leurs temples, ils sont donc l'occasion de faire participer toute la communauté au culte divin. La fête la plus importante du royaume est l’akitu de Babylone, qui a lieu lors du Nouvel An, à l'équinoxe de printemps, durant laquelle le souverain se voit confirmé dans ses fonctions.
Le personnel cultuel de l'époque néo-babylonienne est exclusivement masculin. La direction du culte est exercée par des « grands prêtres » (šangû), qui peuvent aussi avoir un rôle administratif, la séparation entre les deux sphères n'étant pas nette. On trouve aussi le « grand frère » (šešgallu ou aḫû rabû), qui préside les cérémonies religieuses comme l’akitu de Babylone, et semble être une sorte de primus inter pares parmi les officiants du temple. Ces personnages sont choisis parmi les grandes familles locales et ont chacun des spécialités. Ils se partagent les charges cultuelles suivant le système de la prébende déjà évoqué. Chaque prébende correspond à un service précis dans le culte divin ; il peut arriver qu'une charge soit scindée entre plusieurs prébendiers qui accomplissent la tâche à tour de rôle. L'élite est constituée par « (ceux qui) entrent dans le temple » (erīb bīti), qui comme leur nom l'indique ont accès à l'espace sacré du temple où se trouvent les statues divines et où ont lieu les offrandes et autres rites majeurs. Pour pouvoir occuper une telle charge, il faut non seulement détenir la prébende mais aussi répondre à des exigences de compétence et de pureté, ce qui implique de passer un examen de conformité physique et de se raser. Parmi les officiants se trouvent les exorcistes, les devins, les lamentateurs et les musiciens/chantres. Viennent ensuite les fonctions impliquées dans la préparation des offrandes alimentaires : bouchers, boulangers, brasseurs, presseurs d'huile, responsables des bovins d'offrandes, responsables des tables d'offrandes, etc. D'autres prébendes concernent la préparation des objets de culte : tisserands, blanchisseurs, orfèvres. On trouve également des auxiliaires tels que les portiers et les barbiers (chargés de raser les clercs),,.

### Le milieu lettré
L'écriture cunéiforme paraît encore dominer à la période néo-babylonienne malgré le fait que l'usage de l'araméen alphabétique écrit sur parchemin se développe, notamment dans l'administration royale où les scribes sur tablettes sont associés à des scribes sur parchemin (appelés šepiru),.
L'éducation scribale néo-babylonienne s'inscrit dans les traditions du Ier millénaire av. J.-C. Elle a lieu dans un cadre familial, en particulier dans le milieu des « prêtres » qui ont à peu près tous une maîtrise au moins basique de l'écriture, et souvent plus s'il s'agit de détenteurs de charges rituelles. L'apprentissage démarre par un niveau élémentaire consistant en la copie d'extraits de listes lexicales, qui permettent l'apprentissage des signes et du vocabulaire de base. Vient ensuite un niveau secondaire reposant toujours sur la copie de listes lexicales, plus longues, et également de passages de textes littéraires, notamment ceux qui véhiculent l'idéologie babylonienne (Enūma eliš, Tintir = Babilu). Le niveau suivant permet la spécialisation dans les écrits administratifs ou comptables. Une bonne partie des écrits scolaires de la période néo-babylonienne provient du temple babylonien de Nabû, le dieu du savoir : il s'agit de copies de textes de la tradition babylonienne, suivie d'un colophon indiquant qu'elles y avaient été vouées au dieu par des apprentis scribes pour bénéficier de ses faveurs ; elles ont ensuite été mises au rebut et employées comme remblai lors d'une reconstruction de l'édifice sous Nabuchodonosor,. Au niveau supérieur du cursus, les lettrés sont les « spécialistes » ou « maîtres » (ummānu) d'une discipline dont ils ont acquis les arcanes après une formation longue.
Les familles de prêtres disposent donc de tablettes de textes scolaires, littéraires et rituelles. La vie intellectuelle de la Babylonie récente est cependant surtout documentée pour la période hellénistique et moins les phases néo-babylonienne et perse. Parmi les quelques groupes de textes littéraires et scolaires de la période se trouvent les archives de la famille de Shangu-Shamash de Sippar, datées du début de la période achéménide, ont ainsi livré une centaine de tablettes magico-médicales, en bonne partie des copies faites dans le cadre de l'apprentissage du métier d'exorciste-médecin à l'intérieur de la famille. Le corpus de textes savants le plus important de la période provient d'une petite pièce du sanctuaire de Shamash à Sippar, dans laquelle des archéologues iraqiens ont mis au jour en 1985 une bibliothèque de la période néo-babylonienne, comprenant environ 800 tablettes. Comme les autres bibliothèques mésopotamiennes du Ier millénaire av. J.-C., la majorité des tablettes concerne des rituels religieux, des hymnes, des prières et des listes lexicales, à côté de quelques poèmes épiques et mythologiques (ainsi Atrahasis et l'Épopée de la Création) et de copies de vieilles inscriptions royales. Les autres grands sanctuaires comme l'Esagil de Babylone et l'Eanna d'Uruk disposent également de bibliothèques, attestées par des textes,.
Cette période est marquée par une fascination pour le passé qui se traduit par la copie d'inscriptions anciennes, en imitant la calligraphie de ces époques, également employée pour une partie des inscriptions royales néo-babylonienne, et les explorations archéologiques des rois, en particulier Nabonide, déterrant des statues et inscriptions des périodes antérieures. Certains des érudits sont spécialisés dans l'étude du passé mésopotamien et de ses écrits : c'est le cas de Nabû-zer-lishir, passé maître dans l'écriture cunéiforme archaïsante et recherchée, spécialiste des inscriptions de la dynastie d'Akkad, dont il effectue des moulages et copies. Cet archaïsme se retrouve aussi dans le « monument cruciforme » de Sippar, une sorte d'équivalent babylonien de la donation de Constantin : des prêtres du temple local ont fabriqué une fausse charte de donation du roi Manishtusu d'Akkad (qui a régné au XXIIIe siècle av. J.-C.), en imitant maladroitement l'écriture et la langue de l'époque, pour conforter les privilèges du sanctuaire,.

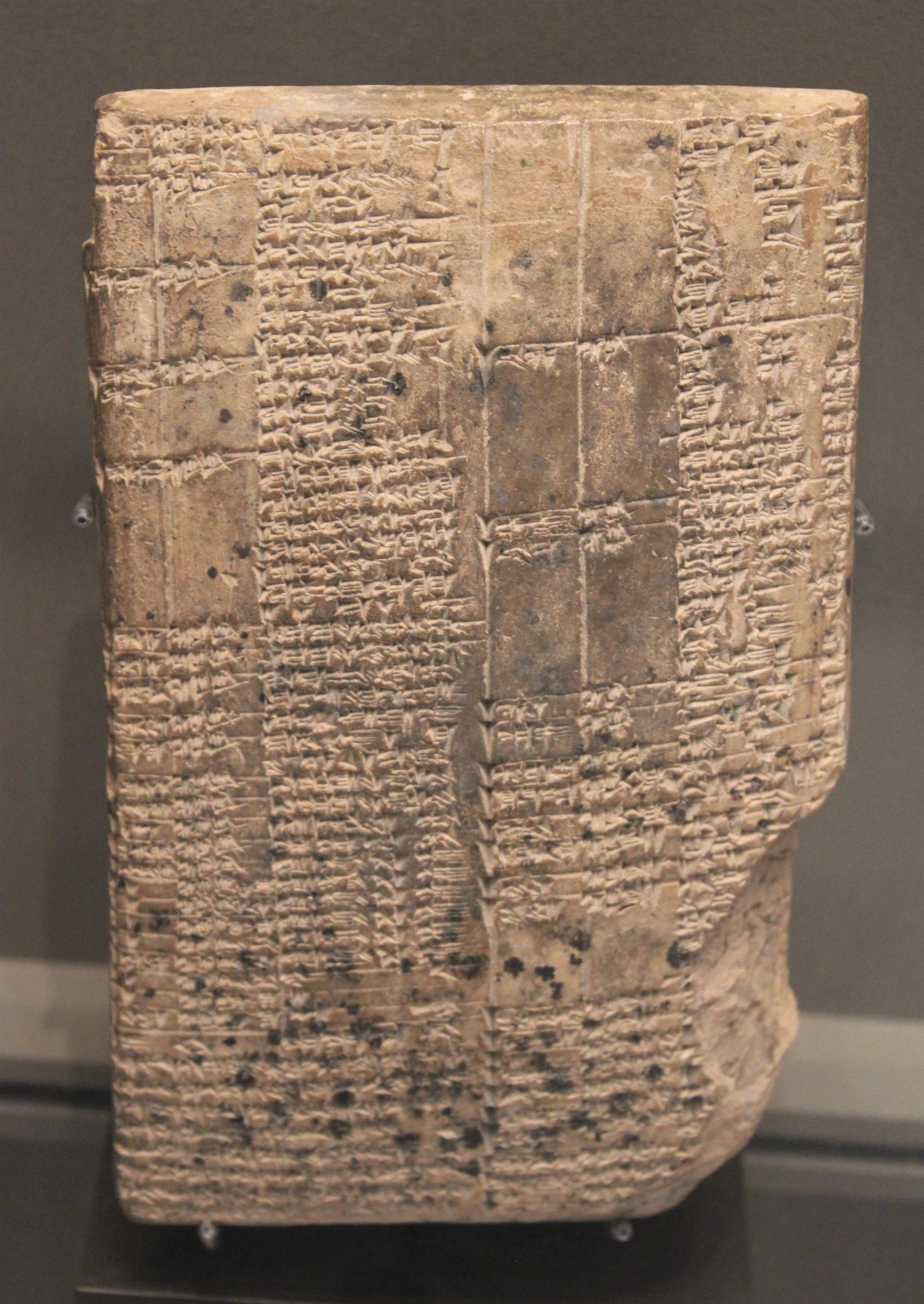
Tablette de la liste lexicale á.A = nâqu, servant pour la lecture des logogrammes sumériens. Un colophon indique le rangement de la tablette, dans la bibliothèque du temple d'Ishtar à Uruk (VIe siècle av. J.-C.). Musée du Louvre.
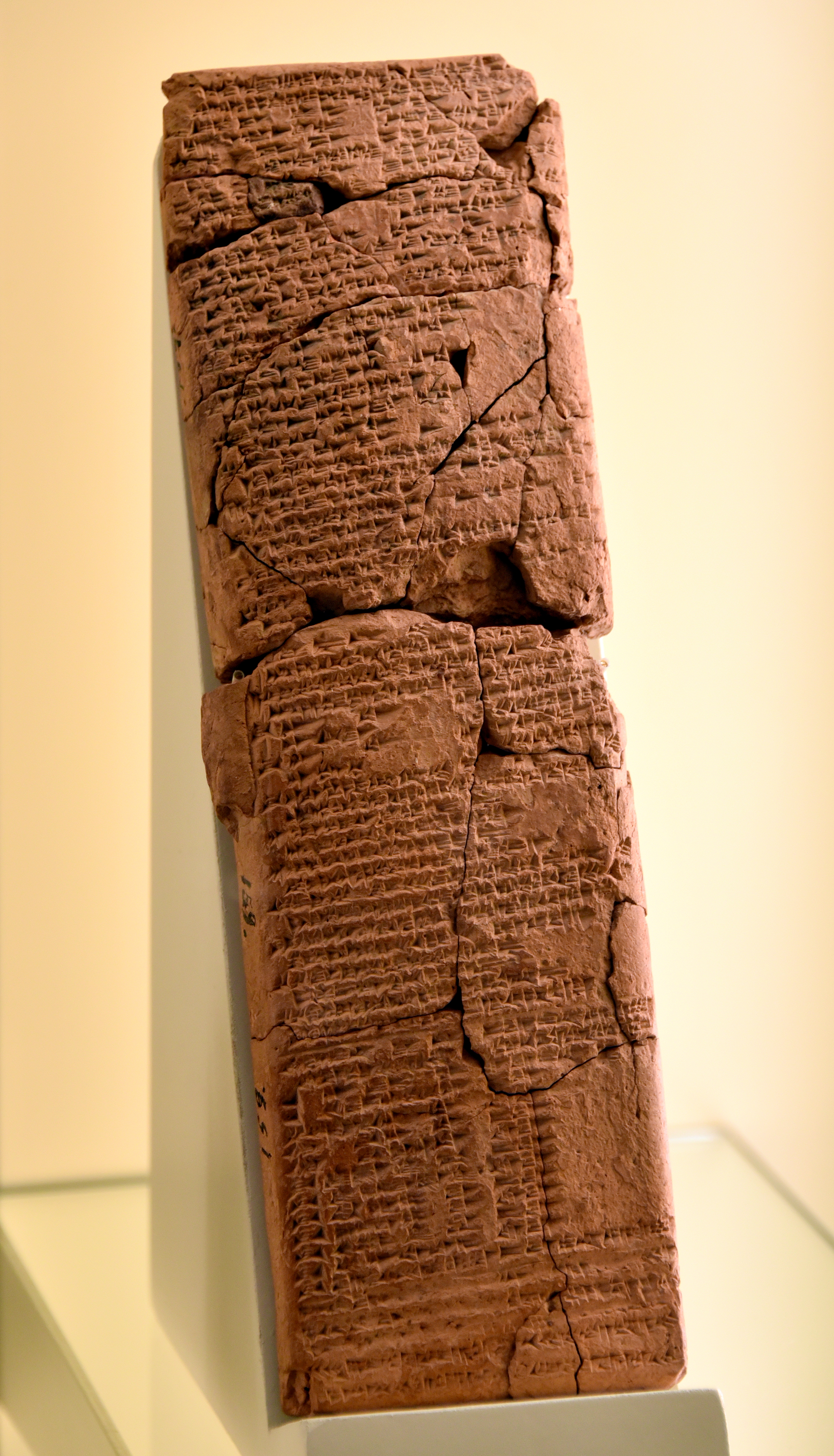
Tablette littéraire provenant de Babylone, poème Ishtar-Agushaya (VIIe – VIe siècle av. J.-C.). Pergamon Museum.
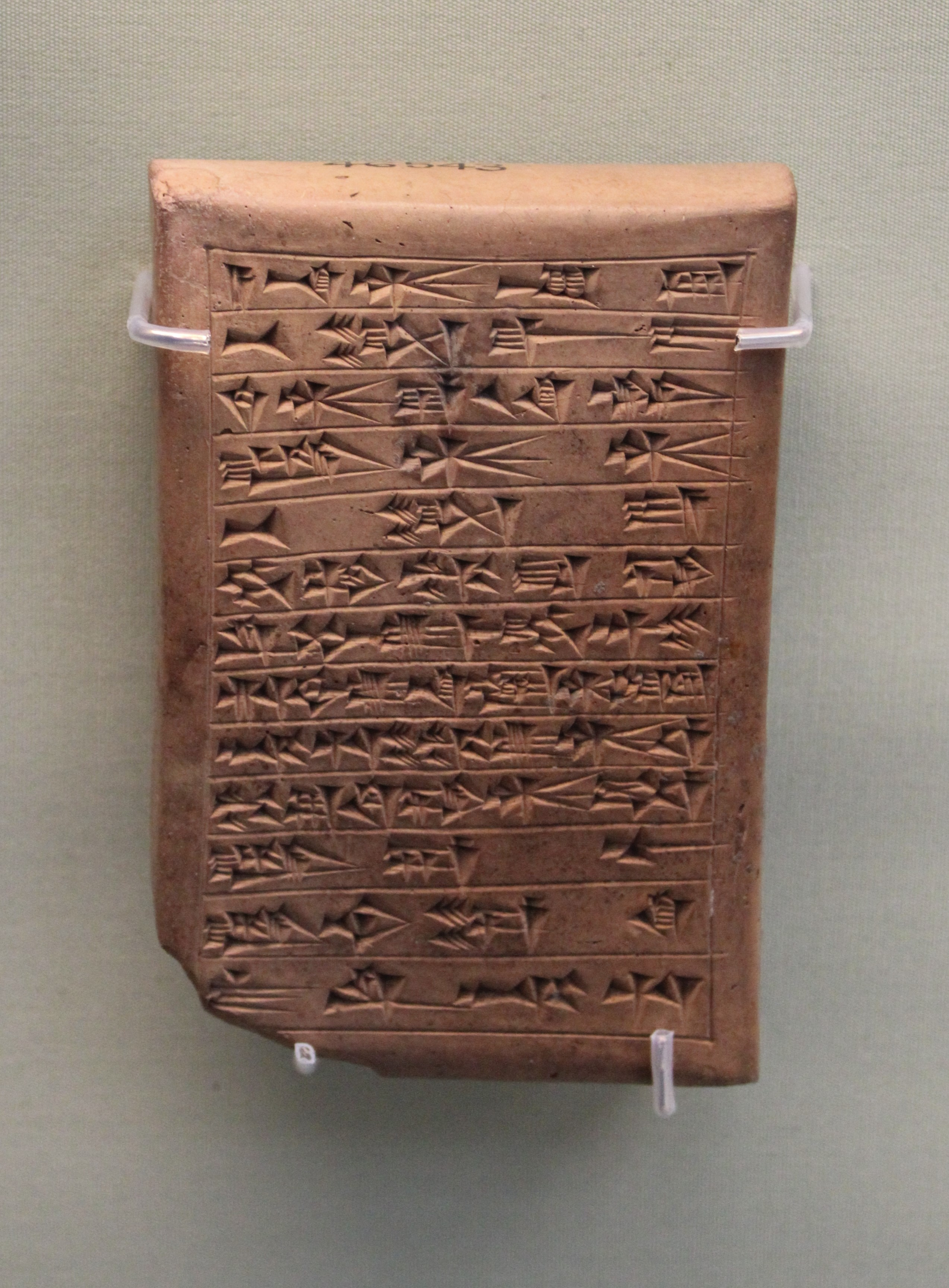
Copie d'une inscription de Hammurabi effectuée durant l'époque néo-babylonienne (VIe siècle av. J.-C.), imitant la graphie des signes de l'époque de l'original. British Museum.
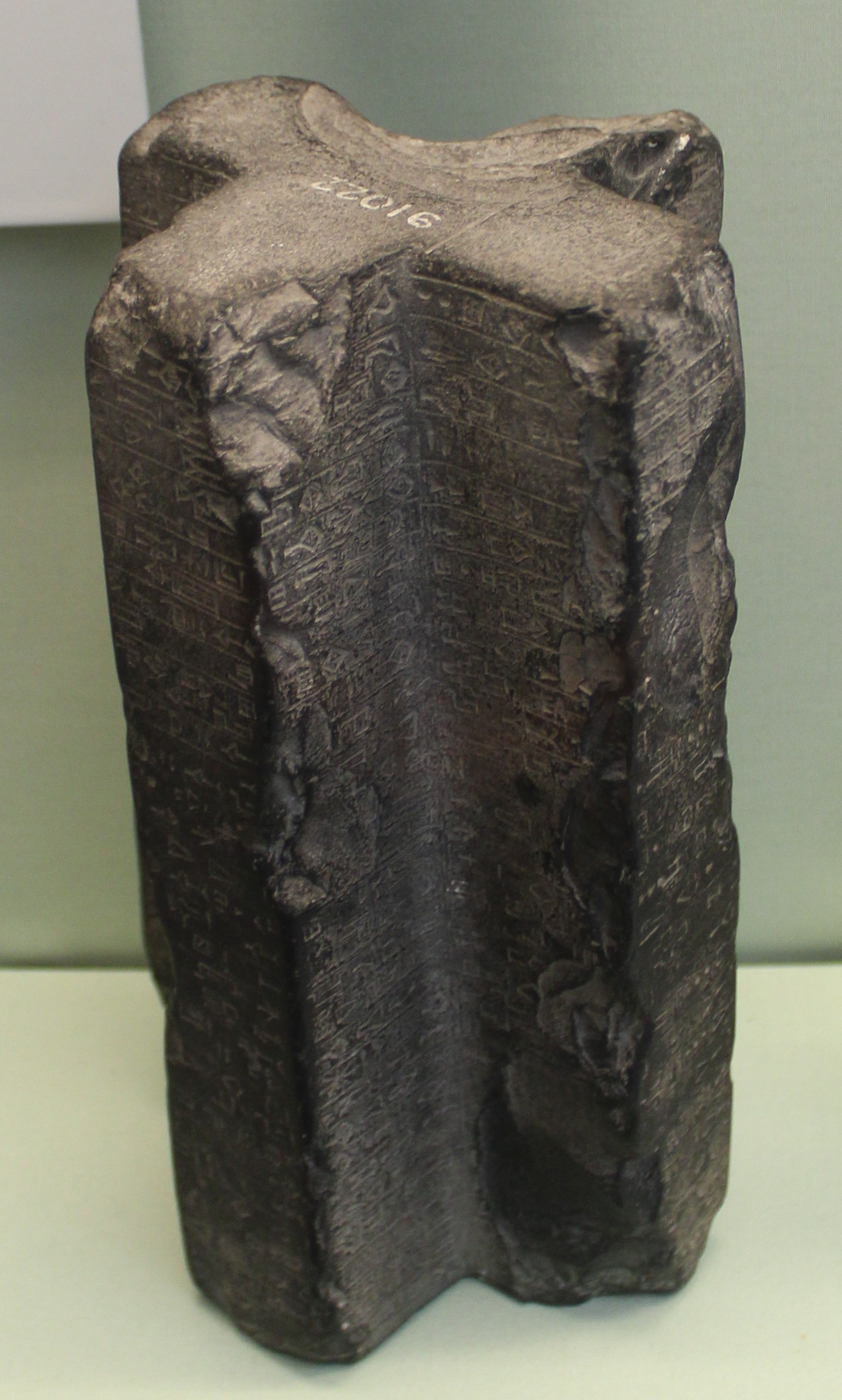
« Monument cruciforme de Manishtusu », fausse charte de donation réalisée vers 700-500 av. J.-C. British Museum.

## Arts visuels

### Glyptique
Les sceaux-cylindres de la période sont surtout connus par les impressions sur des tablettes, et encore la plupart d'entre elles n'en comportent aucune (seules 2 % des tablettes du corpus d'Uruk sont scellées). Les matrices de sceaux-cylindres connues sont difficiles à dater, car elles sont rarement inscrites au nom de leur propriétaire : elles sont vaguement datées de la première moitié du Ier millénaire av. J.-C. Il est généralement estimé que les exemplaires en pierres dures aux figures finement ciselées représentant des scènes de combat, des files d'animaux ou des purifications d'arbres sacrés sont datées des phases antérieures à l'empire néo-babylonien. Les impressions de sceaux-cylindres sont pour beaucoup des scènes de rituel, représentant un personnage barbu ou bien au crâne rasé (manifestement un prêtre), devant un autel et des symboles divins. Ils ont un style très épuré, représentant peu de figures et symboles et laissant des espaces vides. Les sceaux-cylindres avec des scènes de combat de héros maîtrisant deux animaux réels ou hybrides apparaissent encore ; il s'agit peut-être d'objets de l'époque antérieure qui sont remployés, parfois après quelques modifications. Les sceaux-cachets sont de plus en plus utilisés. Ils représentent souvent des scènes de culte, notamment un prêtre seul face à un autel,.

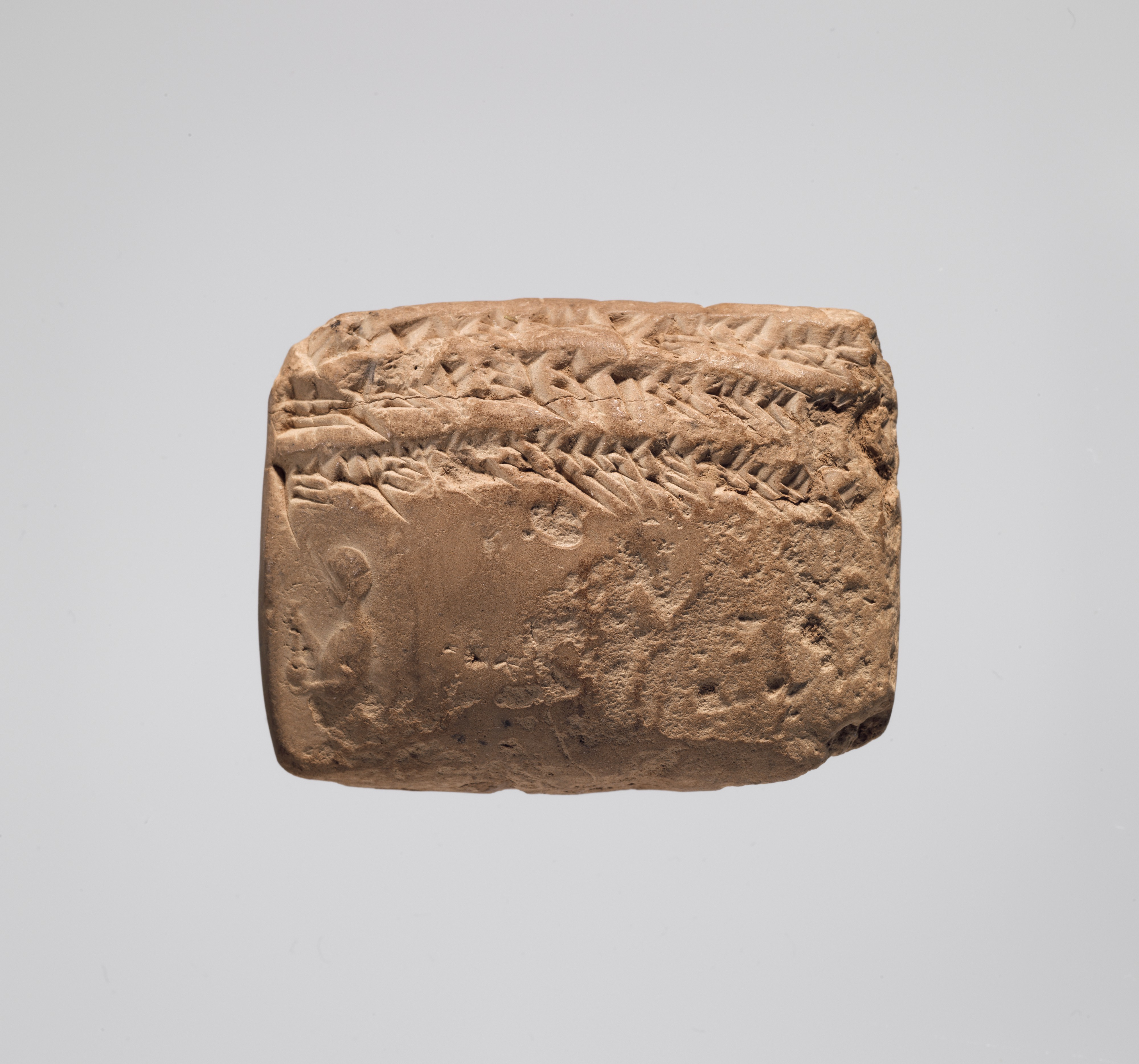
Tablette des archives de l'Ebabbar de Sippar (494 av. J.-C.), lettre d'instructions, avec deux impressions de sceaux-cylindres, représentant des scènes rituelles. Seuls sont visibles les orants, les sceaux étant imprimés sans être déroulés, pratique courante dans cette archive[308]. Metropolitan Museum.
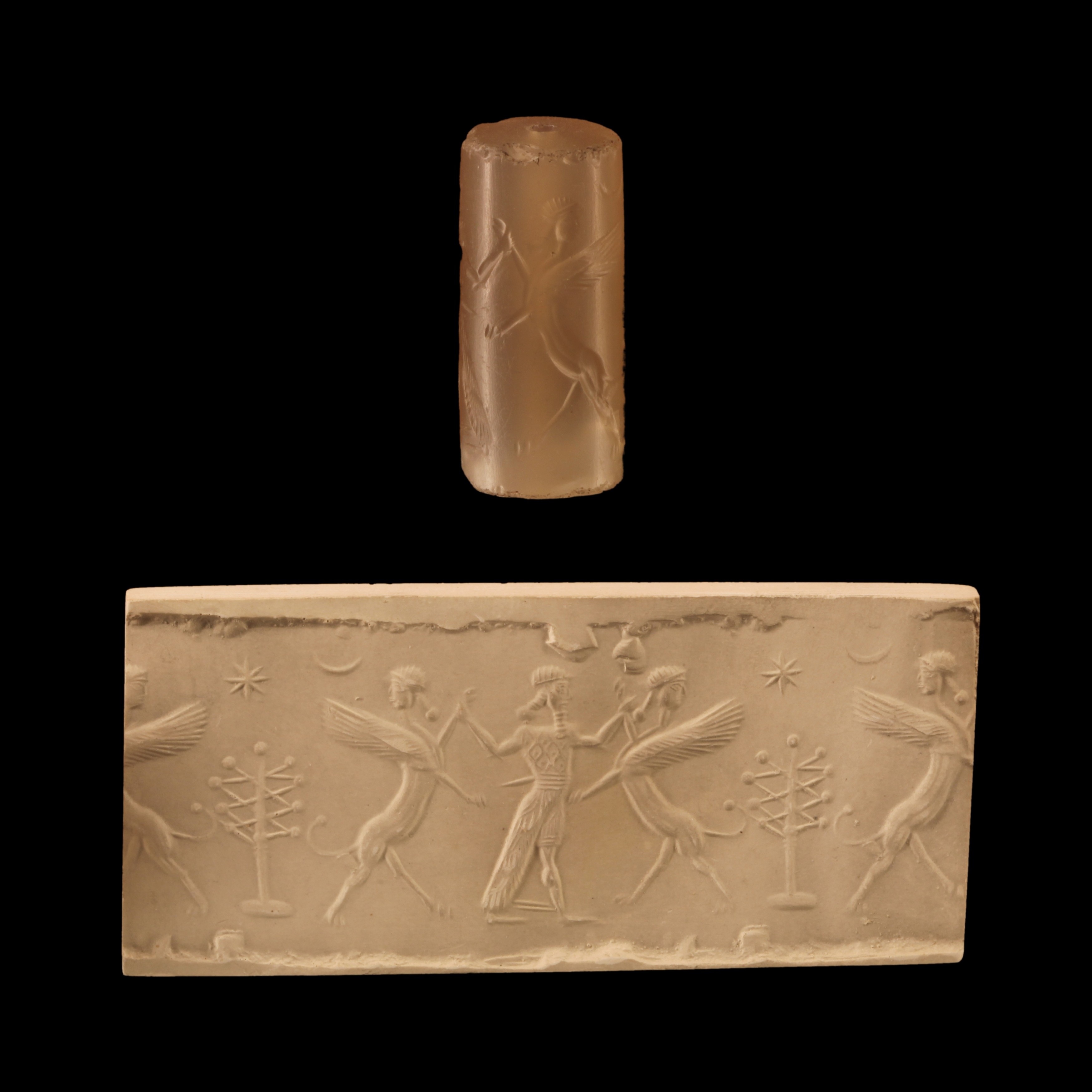
Sceau-cylindre en calcédoine représentant un héros affrontant deux démones ailées, avec arbre de vie surmonté d'une étoile et d'un croissant de lune. Musée des beaux-arts de Lyon.
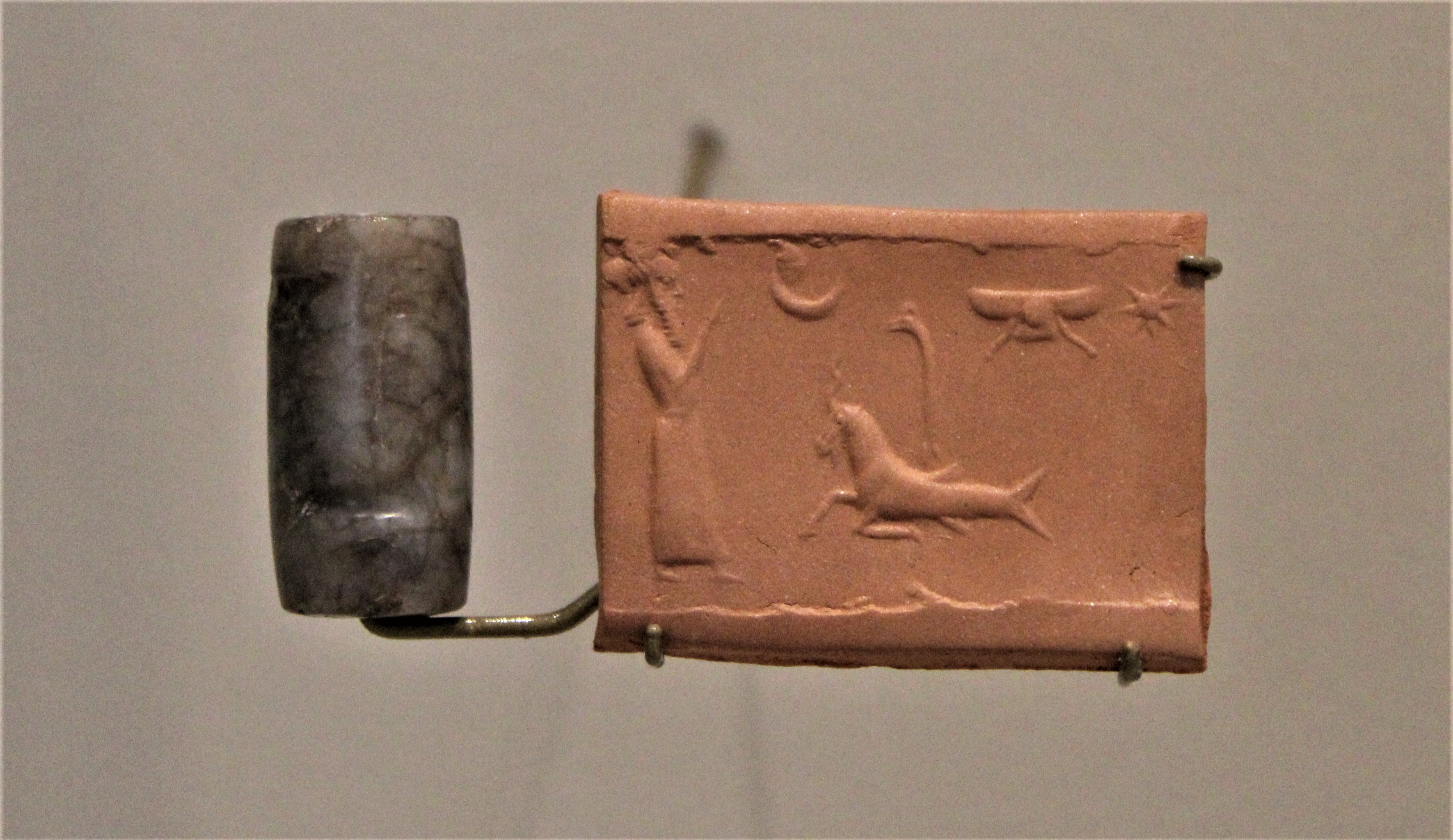
Sceau-cylindre en sardoine sans inscription représentant une scène de culte royal devant des symboles divins. Musée du Louvre.
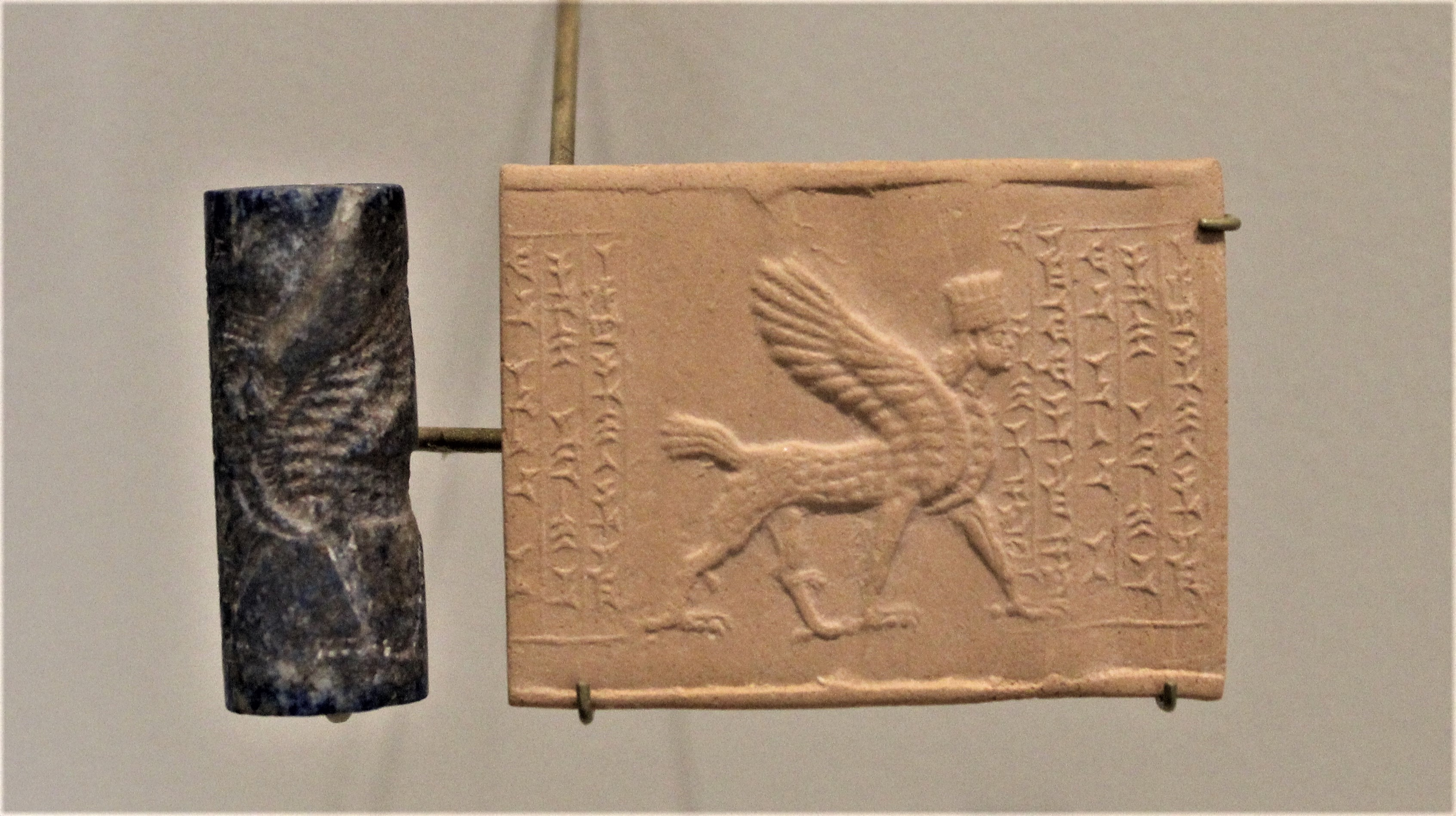
Sceau-cylindre en lapis-lazuli avec inscription appartenant à un médecin. Musée du Louvre.
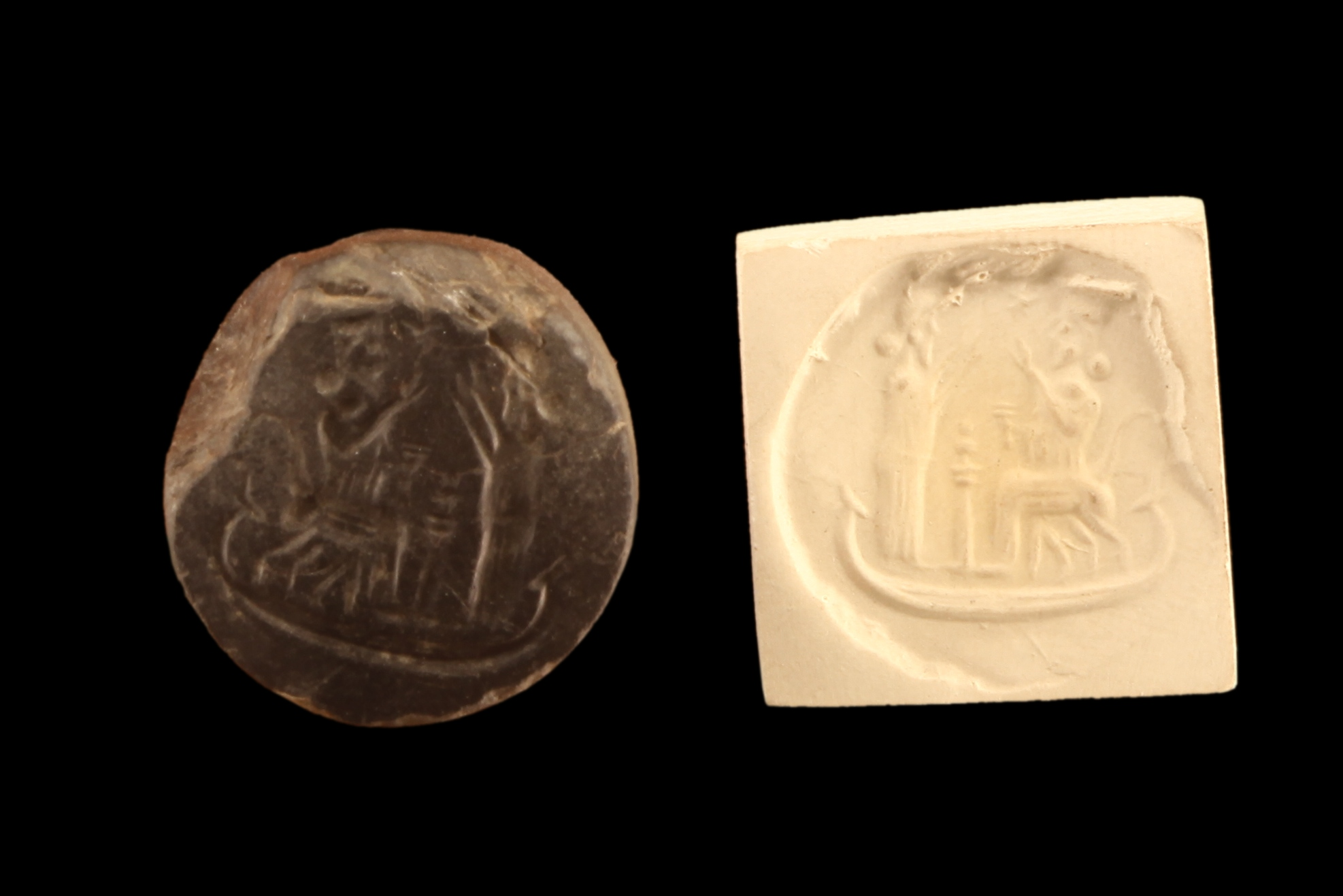
Sceau-cachet en diorite avec son impression sur argile, représentant une scène d'hommage à une divinité sur un bateau. Musée des beaux-arts de Lyon.
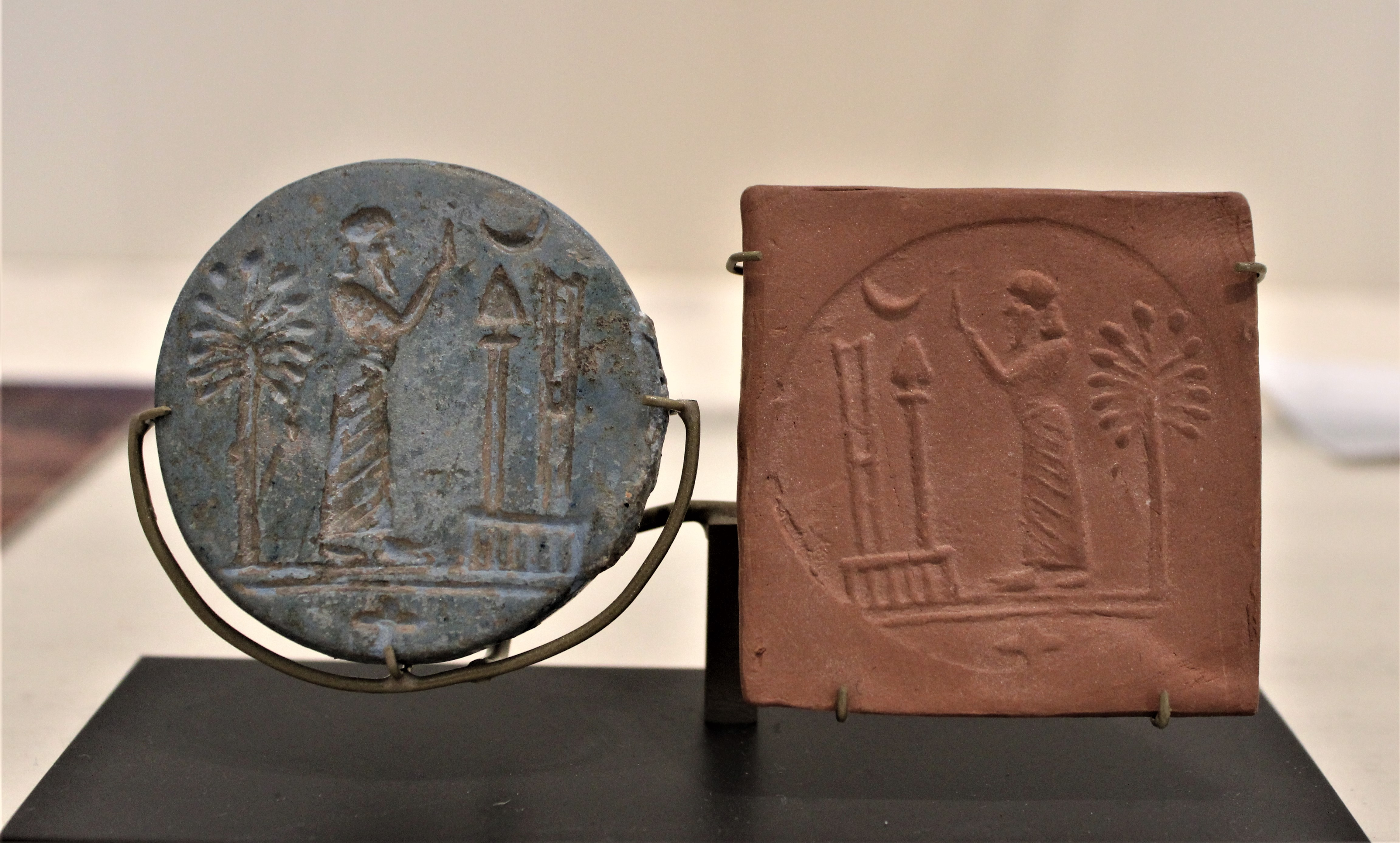
Sceau-cachet en bleu égyptien représentant un orant devant les symboles divins de Marduk et de Nabû. Musée du Louvre.

### Figurines et objets protecteurs
L'art de la terre cuite est répandu : de nombreuses figurines et reliefs sont réalisés à l'aide de moules. Les figurines les plus courantes représentent des divinités, des génies protecteurs comme Pazuzu et le « dragon-serpent » mušḫuššu, mais aussi des femmes nues, des hommes portant des vases, des cavaliers, des barques, des lits, des tables et d'autres meubles. Il peut s'agir d'objets votifs offerts à des temples, ou bien d'objets à fonction sacrée conservés au domicile pour assurer une protection magique. On connaît également des amulettes protectrices en pierre ou en métal.

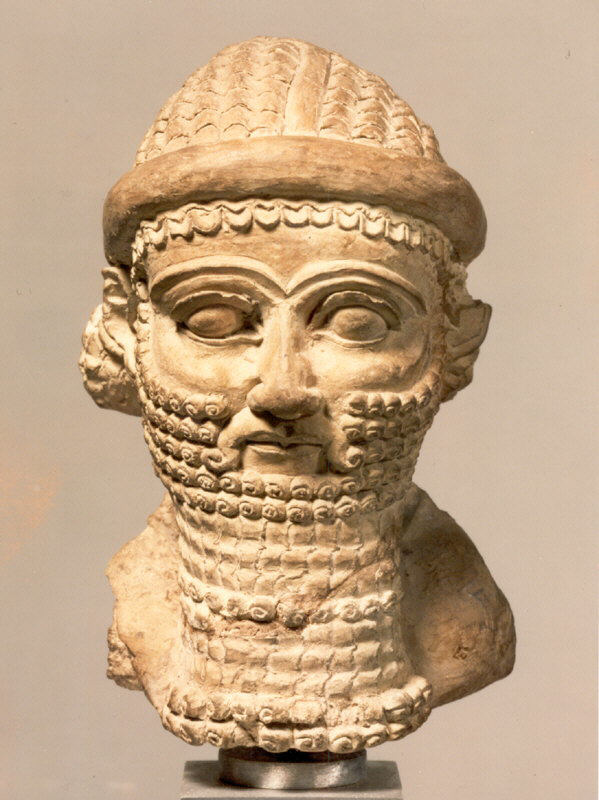
Tête en terre cuite d'un personnage masculin (divinité ?), v. VIIIe – VIIe siècle av. J.-C. Metropolitan Museum of Art.
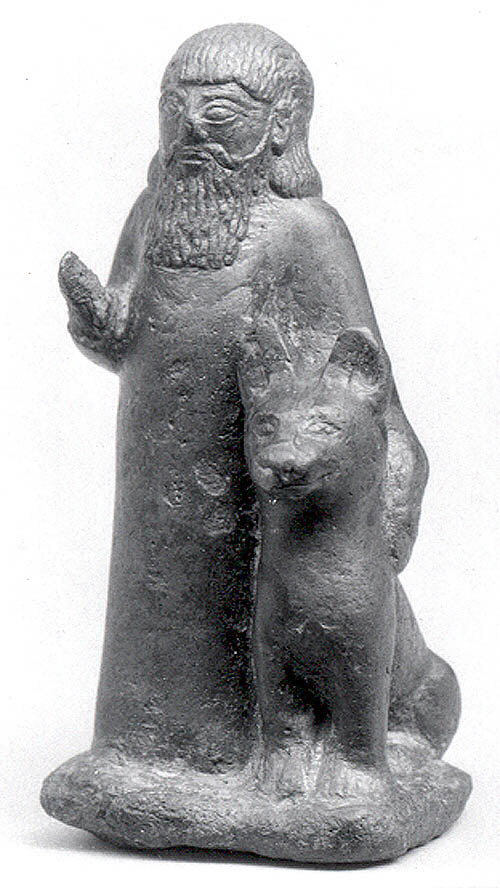
Homme avec chien, bronze, v. VIIIe – VIIe siècle av. J.-C. Metropolitan Museum of Art.
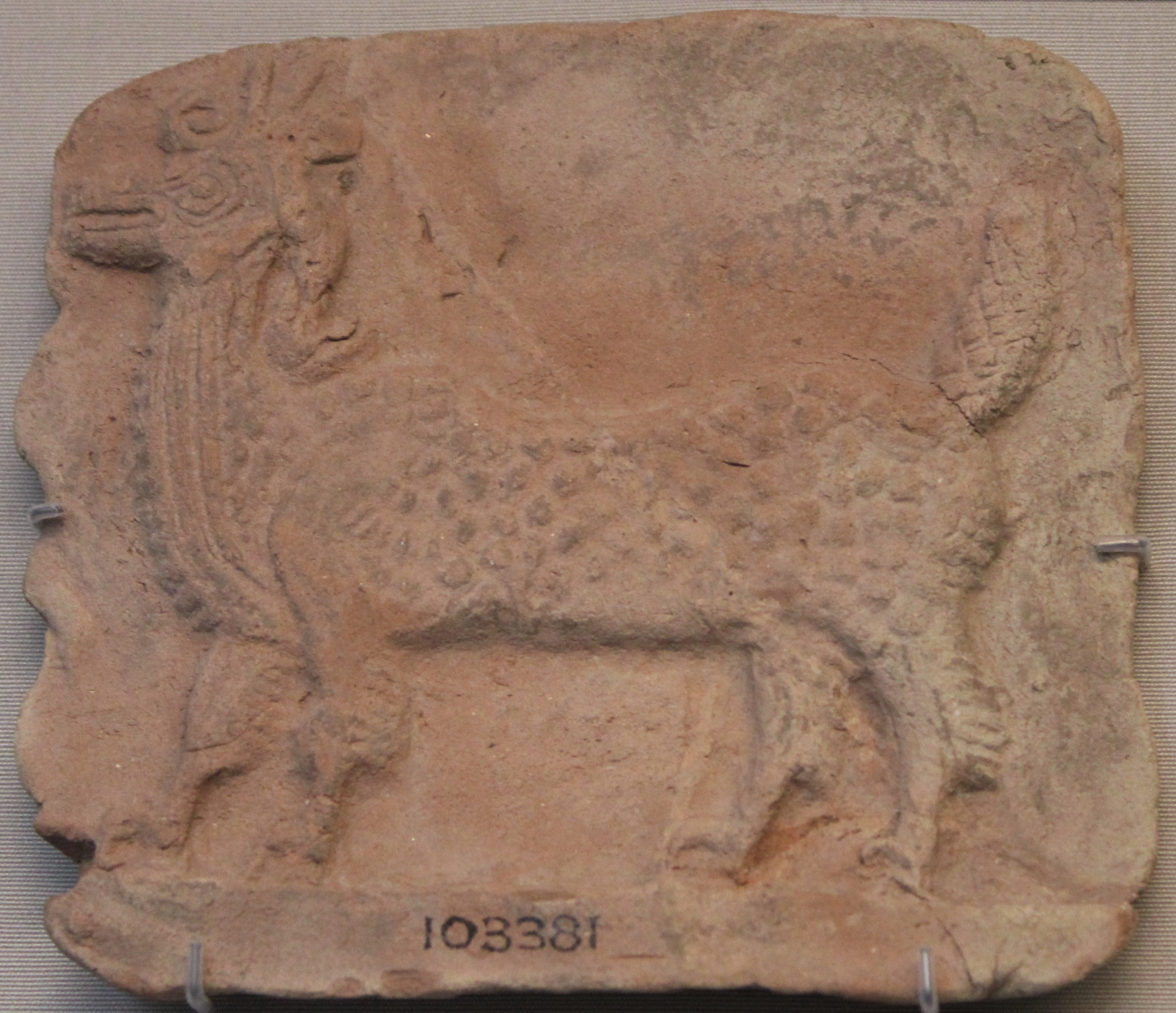
Plaque en terre cuite de mušhuššu, v. 800-500 av. J.-C. British Museum.
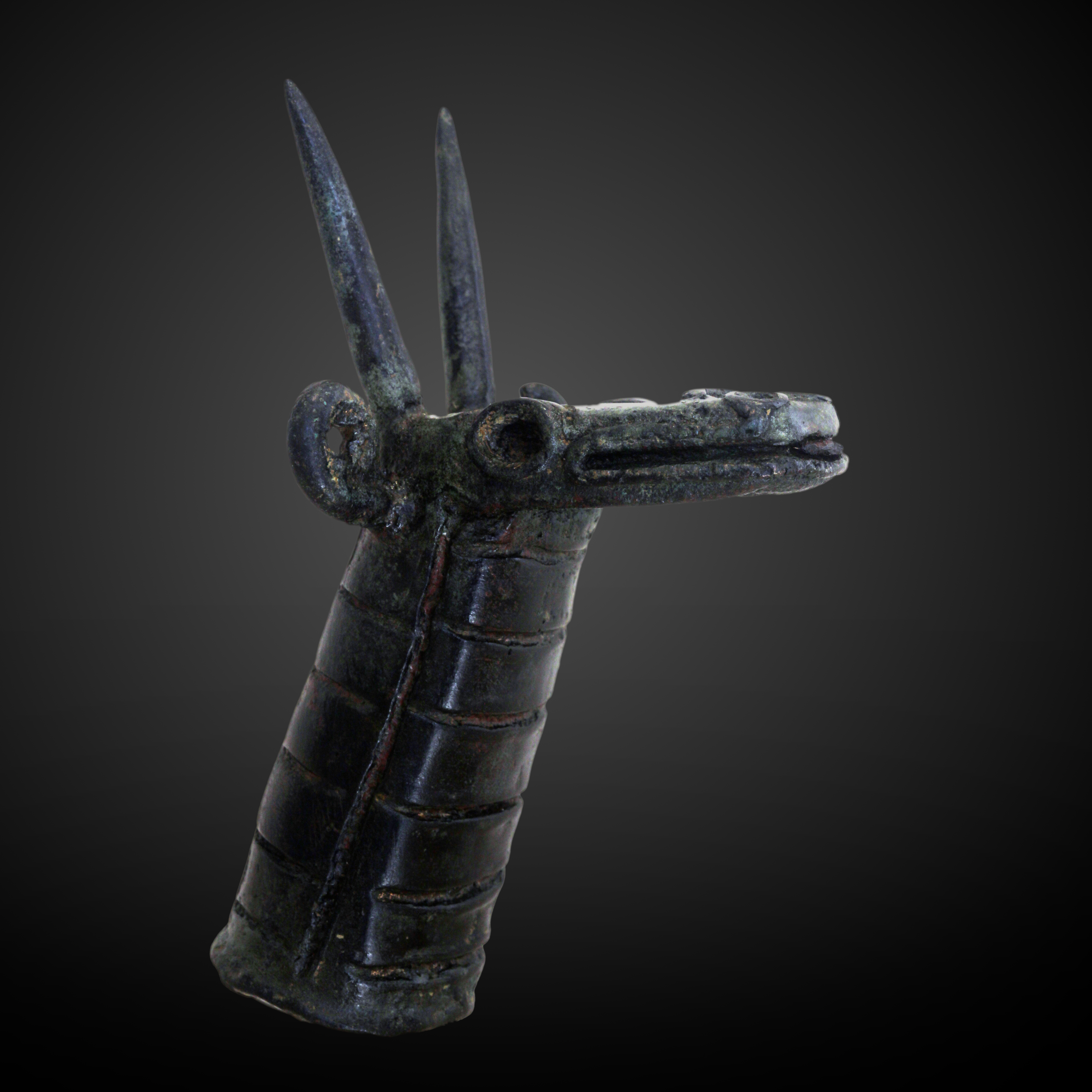
Tête de mušhuššu en bronze, VIIe-VIe s. av. J.-C., musée du Louvre.
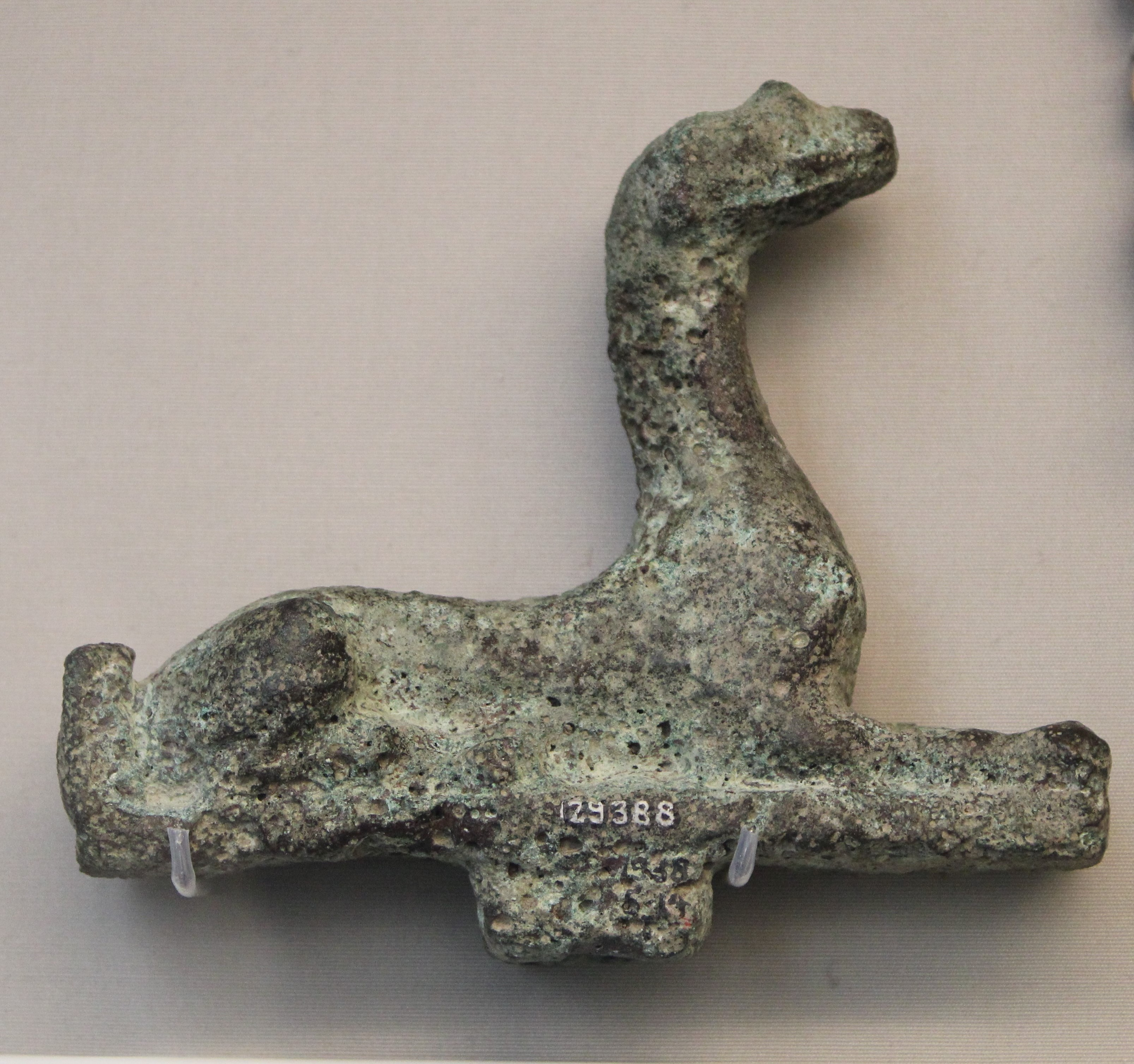
Amulette en bronze d'un mušhuššu, v. 800-500 av. J.-C. British Museum.

### Décors glaçurés
Pour les décors architecturaux, les artisans néo-babyloniens améliorent la technique de la glaçure colorée, qu'ils combinent avec celle des briques moulées en reliefs pour donner les somptueux décors colorés ornant la Porte d'Ishtar de Babylone et les deux murs bordant la Voie processionnelle (sur 180 mètres de long) de cette ville, où passaient les processions lors des principales fêtes religieuses. Les décors de cette dernière représentent notamment des frises de lions, animal-symbole de la déesse Ishtar, ainsi que des motifs floraux. Ceux de la porte d'Ishtar représentent les dragons symbolisant Marduk et les taureaux symbolisant Adad. Un décor similaire ornait la salle du trône du « Palais sud » : palmiers stylisés, motifs floraux et lions passants. Des inscriptions commémoratives sont également peintes et glaçurées sur ces édifices.

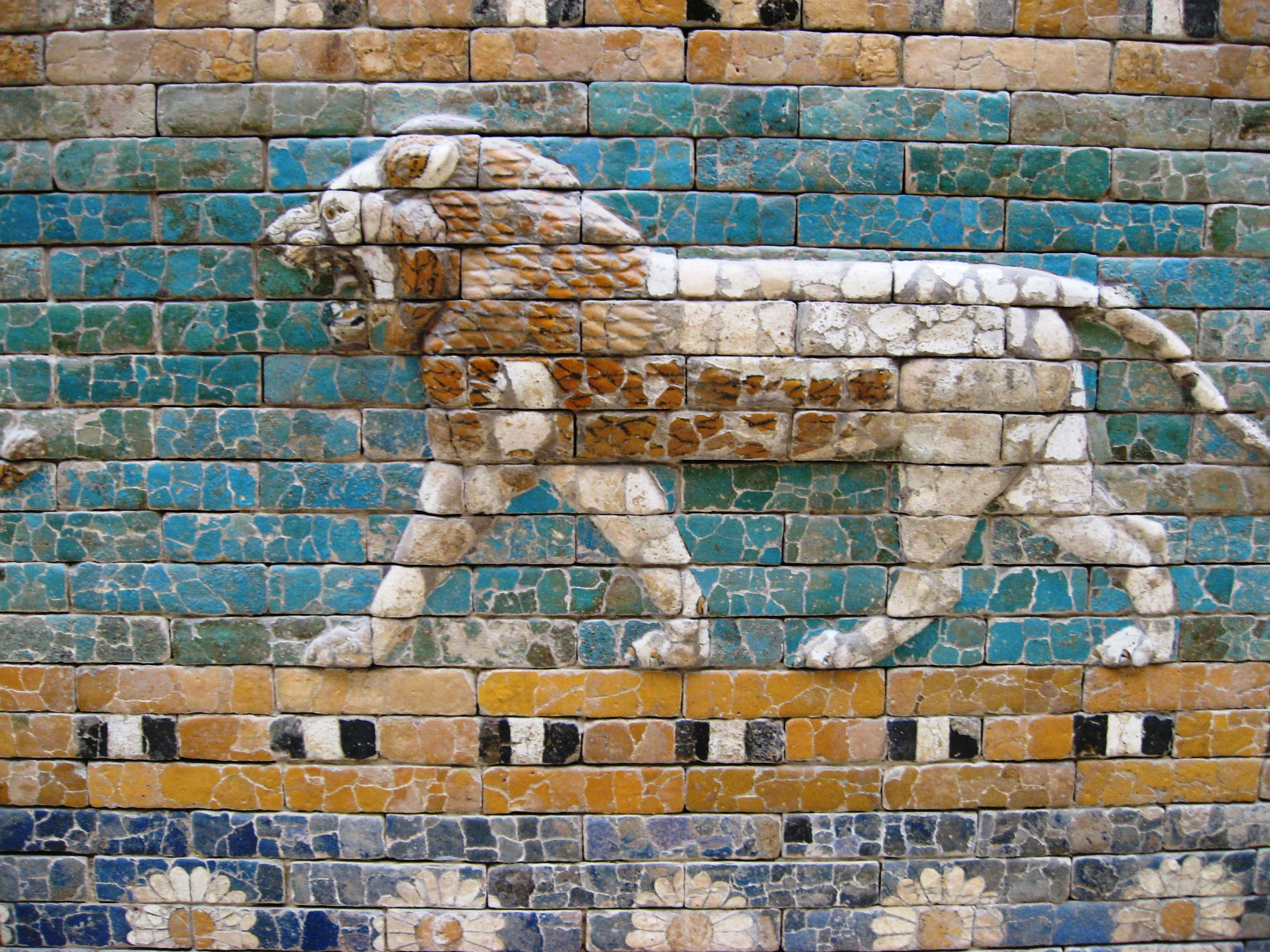
Panneau de briques à glaçure en relief provenant de la Voie processionnelle de Babylone : lion passant à gauche. Pergamon Museum de Berlin.
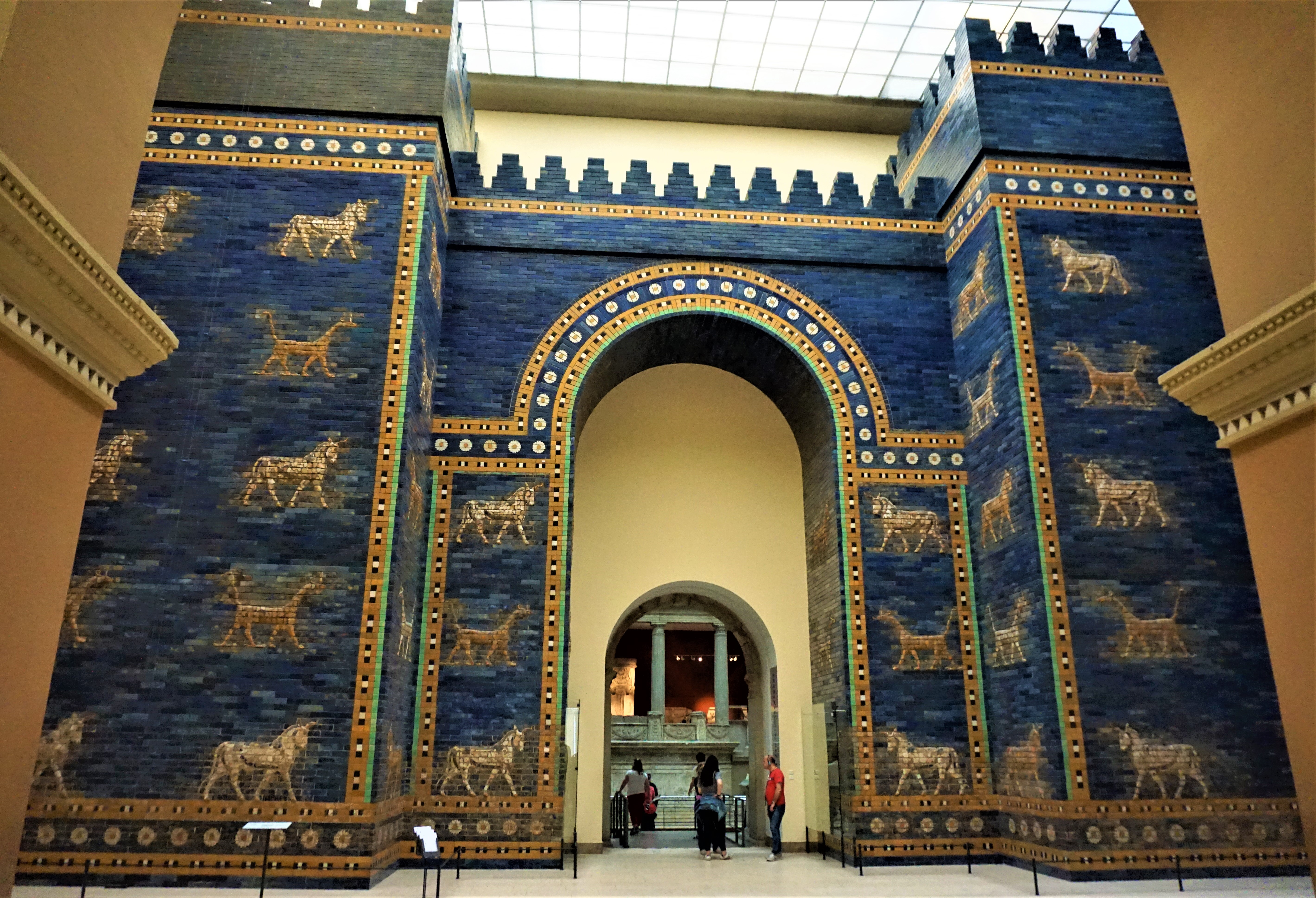
La porte d'Ishtar reconstituée au Pergamon Museum.
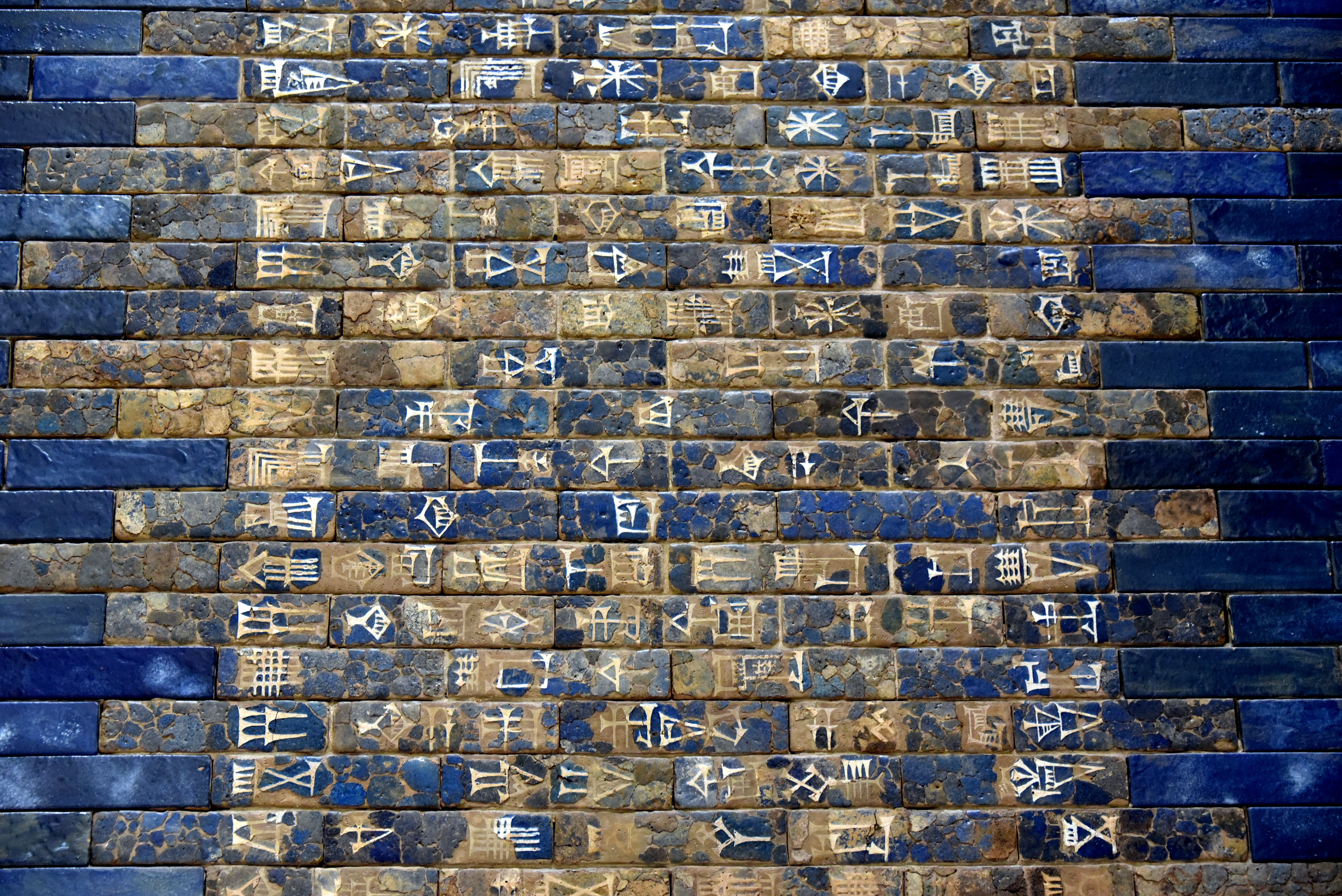
Inscription commémorative de Nabuchodonosor II sur la porte d'Ishtar. Pergamon Museum.
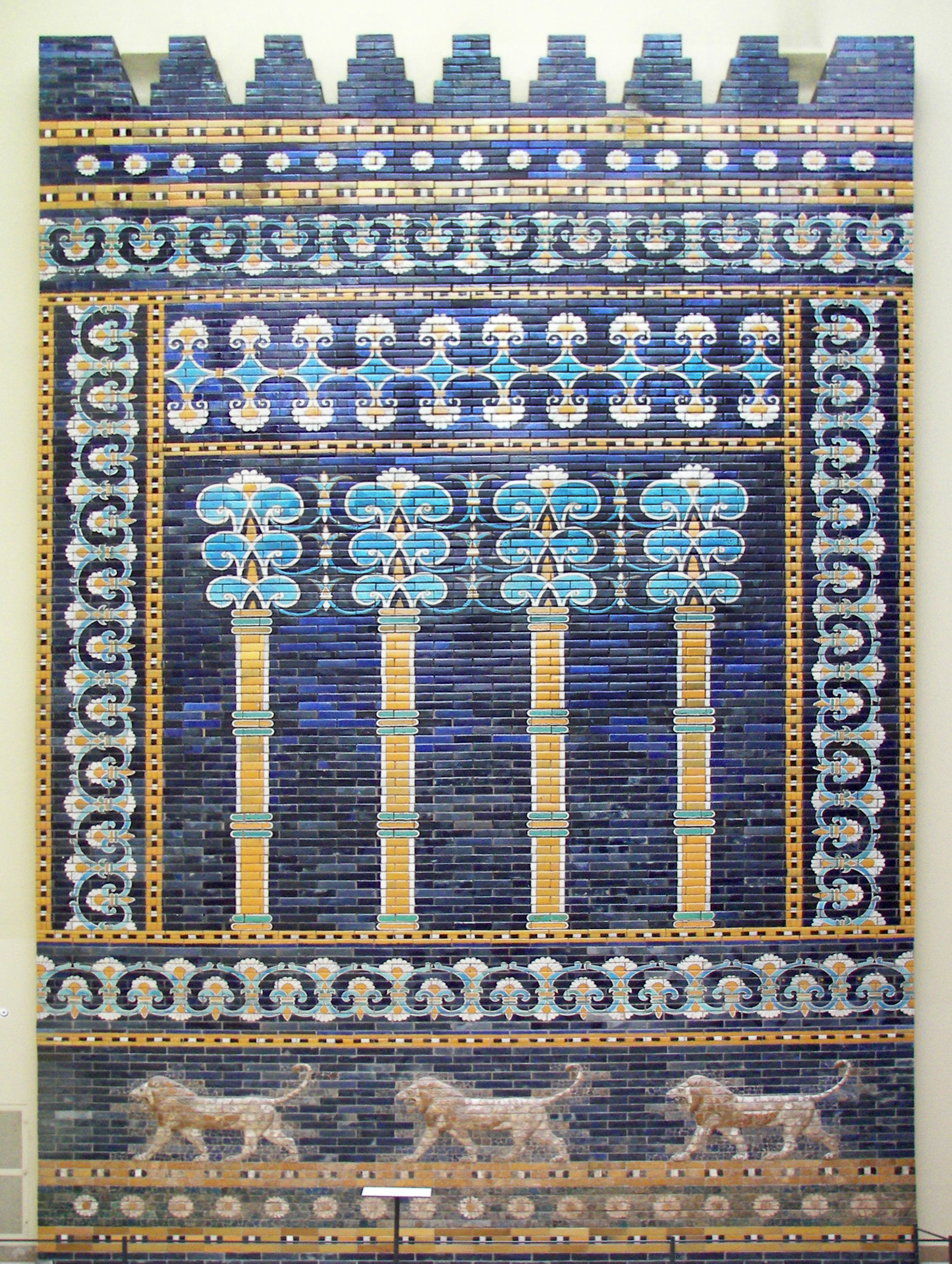
Une des décorations en briques à glaçure des murs de la salle du trône du palais Sud de Babylone. Pergamon Museum.

#### Civilisation babylonienne
- Béatrice André-Salvini (dir.), Babylone, Paris, Hazan - Musée du Louvre éditions, 2008
- Béatrice André-Salvini, Babylone, Paris, Presses universitaires de France, coll. « Que sais-je ? », 2019, 4e éd.
- Paul Garelli et André Lemaire, Le Proche-Orient Asiatique, tome 2 : Les empires mésopotamiens, Israël, Paris, Presses universitaires de France, coll. « La Nouvelle Clio », 2001
- Francis Joannès (dir.), Dictionnaire de la civilisation mésopotamienne, Paris, Robert Laffont, coll. « Bouquins », 2001
- Francis Joannès, La Mésopotamie au Ier millénaire avant J.-C., Paris, Armand Colin, coll. « U », 2000
- (en) Gwendolyn Leick (dir.), The Babylonian World, Londres et New York, Routledge, 2007
- (en) Karen Radner et Eleanor Robson (dir.), The Oxford Handbook of Cuneiform Culture, Oxford, Oxford University Press, 2011 (ISBN 978-0-19-955730-1)
- (en) Mario Liverani, The Ancient Near East : History, society and economy, Londres et New York, Routledge, 2014
- (en) Zainab Bahrani, Mesopotamia : Ancient Art and Architecture, Londres, Thames & Hudson, 2017
- Bertrand Lafont, Aline Tenu, Philippe Clancier et Francis Joannès, Mésopotamie : De Gilgamesh à Artaban (3300-120 av. J.-C.), Paris, Belin, coll. « Mondes anciens », 2017
- (en) Paul-Alain Beaulieu, A History of Babylon, 2200 BC - AD 75, Hoboken et Oxford, Wiley-Blackwell, 2018 (ISBN 978-1-405-18899-9)
- (en) Karen Radner, A Short History of Babylon, Londres et New York, Bloomsbury Academic, 2020

#### Période néo-babylonienne
- (en) Donald J. Wiseman, « Babylonia 605-539 B.C. », dans John Boardman et al. (dir.), The Cambridge Ancient History, volume III part 2: The Assyrian and Babylonian Empires and other States of the Near East, from the Eighth to the Sixth Centuries B.C., Cambridge, Cambridge University Press, 1991, p. 229-251
- (de) Barthel Hrouda, « Neu- und Spätbabylonische Kunstperiode », dans D. O. Edzard (dir.), Reallexicon der Assyriologie und Vorderasiatischen Archäologie, vol. IX (3/4) : Nanše-dNIN.NIM, Berlin et New York, Walter de Gruyter, 1999, p. 277-283
- (en) Joachim Oelsner, Bruce Wells et Cornelia Wunsch, « Neo Babylonian Period », dans Raymond Westbrook (dir.), A History of Ancient Near Eastern Law vol. 1, Leyde, Brill, coll. « Handbuch der Orientalistik », 2003, p. 911-974
- (en) Michael Jursa et al., Aspects of the Economic History of Babylonia in the First Millennium BC : Economic Geography, Economic Mentalities, Agriculture, the Use of Money and the Problem of Economic Growth, Münster, Ugarit-Verlag, 2010
- (en) Cornelia Wunsch, « Neo-Babylonian Entrepreneurs », dans David S. Landes, Joel Mokyr et William J. Baumol (dir.), The Invention of Enterprise: Entrepreneurship from Ancient Mesopotamia to Modern Times, Princeton, Princeton University Press, 2010, p. 40-61
- (en) Heather D. Baker, « The Neo-Babylonian Empire », dans Daniel T. Potts (dir.), A Companion to the Archaeology of the Ancient Near East, Malden et Oxford, Blackwell Publishers, coll. « Blackwell companions to the ancient world », 2012, p. 914-930
- (en) Michael Jursa, « The Neo-Babylonian Empire », dans Michael Gehler et Robert Rollinger (dir.), Imperien und Reiche in der Weltgeschichte. Teil 1: Imperien des Altertums, Mittelalterliche und frühneuzeitliche Imperien, Wiesbaden, Harrasowitz Verlag, 2014, p. 121-148
- (en) Paul-Alain Beaulieu, « Neo-Babylonian (Chaldean) Empire », dans John M. MacKenzie (dir.), The Encyclopedia of Empire, 2016, 6 p. (lire en ligne)
- Francis Joannès, « L'empire néo-babylonien », dans Bertrand Lafont, Aline Tenu, Philippe Clancier et Francis Joannès, Mésopotamie : De Gilgamesh à Artaban (3300-120 av. J.-C.), Paris, Belin, coll. « Mondes anciens », 2017, p. 781-831
- Francis Joannès, « Le « long sixième siècle » babylonien », dans Bertrand Lafont, Aline Tenu, Philippe Clancier et Francis Joannès, Mésopotamie : De Gilgamesh à Artaban (3300-120 av. J.-C.), Paris, Belin, coll. « Mondes anciens », 2017, p. 833-879
- Francis Joannès, La chute de Babylone : 12 octobre 539 avant notre ère, Paris, Taillandier, 2022
- (en) Michael Jursa, « The Neo-Babylonian Empire », dans Karen Radner, Nadine Moeller et Daniel T. Potts (dir.), The Oxford History of the Ancient Near East, Volume V: The Age of Persia, New York, Oxford University Press, 2023, p. 291-173
- Josette Elayi, L'empire babylonien : Entre haine et fascination, Paris, Perrin, 2024 (non utilisé pour la rédaction de l'article)